# 香港
22°16′50″N 114°09′55″E / 22.28056°N 114.16528°E
香港（縮寫：／），全稱香港特別行政區（縮寫： 或 ），簡稱「港」，雅稱「香江」，是中華人民共和國兩個特别行政區之一，亦是珠江三角洲、粵港澳大灣區、大中華地區、亞太地區主要城市，以及全球城市之一。地域包括香港島、九龍（含新九龍）和「新界」，位處廣東省珠江口東側:5311。
香港地處南海北岸，北沿深圳河毗鄰廣東省深圳市，西隔珠江與澳門、珠海相望。位於中國大陸南端，地處西太平洋沿岸各國中心，又當太平洋和印度洋航運要衝:37。香港是全球少有之「自由港城」，開放區為整個香港地區，而世界其它自由港多為「自由港區」，即只將港口附近地區作為自由港:39。很早以前，香港便成為中國南方及東南亞各地同世界各國交往之主要貿易通道，轉口貿易也一直是居民生計來源:37。是亞太地區重要的貿易、交通和金融中心之一:5311。更逐漸發展成亞洲重要的商貿和金融中心、國際商業樞紐、國際金融中心、聯繫內地與世界各地的重要服務樞紐、國際都會、國際航運和貿易中心。
香港司法制度優良、社會風氣廉潔、監管制度高效、市場開放；政府致力維持良好的營商環境、自由開放的貿易，並維持低稅率、簡單稅制、法治及司法獨立。香港是號稱「東方之珠」的國際大都會，「香港品牌」是香港政府重點宣傳計劃，推廣香港為「亞洲國際都會」。香港以往被評為全球首屈一指的安全、經濟發達、生活富足、具競爭力以及平均壽命最長的城市，被譽爲「亞洲四小龍」之一。美國傳統基金會曾于1995年至2019年曾連續評選香港為全球最自由經濟體，2020年次於新加坡而得第二。
社會層面，香港的主要議題為選舉制度、政治制度、陸港矛盾、過高、人權及貧富懸殊等。2022年，國際公共政策顧問機構Demographia調查顯示，香港連續第12年成為全球樓價最難負擔的城市，香港居民平均不吃不喝23.2年才能置業。2020年，InterNations就受訪者的城市生活質素、定居難易指數、交通規劃、工作生活環境、金融與房屋指數等計算，在66個國家中選出10大不適合居住城市，香港排名第10位；不少受訪者認為難以負擔香港高昂的樓價，工作時間極長，難以取得工作與生活的平衡，而且教育及雜貨等生活成本偏高；儘管多方面低於平均水平，但亦有受訪者對社交等城市生活質素感到滿意。截至2022年年中，香港人口臨時數字由2020年年中的748萬人減至約741萬人。2022年，香港政府頒布高端人才通行证计划政策，申請來港就業人數較往年明顯增加，其中又以中國內地居民為主。
近年，香港除在人權狀況備受國際（尤其是以美國為首的西方國家）關注及批評外，也在各種國際排名及評級中的名次逐步下降：2021年，美國傳統基金會经济自由度指数因應《香港國安法》實施等香港的政治變化，將香港併入中國排名，視其為中國的一個普通城市。而在标准普尔、穆迪、惠誉国际等多家信用評級機構發表的主權評級中，香港的評級亦呈現下降趨勢。2022年，无国界记者组织發表報告，顯示香港新聞自由指數從80名下降至148名；與之相對，中共中央和中國中央政府認爲，香港在經過「反對逃犯條例修訂草案運動」後，透過《香港國安法》的施行，中央及特區政府稱香港已進入了「由亂到治、由治及興」的新階段，社會基本上保持繁榮穩定。2024年3月23日，《香港基本法第23條》立法的《維護國家安全條例》正式生效。

## 名源
「香港島」有各種詮釋：香料港口、芬芳海港、香姑港:20。因地產沉香木，又稱香江、香海:5311。
733年，唐設屯門軍鎮:468。「屯門」是最早出現在中國古籍中的香港地名，在《新唐書》中多次出現:4。韓愈在《贈別元十八協律》詩之六中稱：「屯門雖雲高，亦映波濤沒」；劉禹錫在《踏浪歌》中稱：「屯門積日無回飊，滄波不歸成踏潮。」:10
「九龍」最早見於1552年（明嘉靖三十一年）應檟著《蒼梧總督軍門志》；「香港」則最早見於1573至1619年（明萬曆年間）郭棐著《粵大記》:4。

## 歷史

### 先秦時期
人類在香港居住，大約已有7,000年歷史:4。香港發現最早的新石器時代文化是「大灣文化」，分佈在舂坎灣、南丫島的大灣和深灣、長洲的西灣、大嶼山的蟹地灣和赤鱲角的深灣、虎地灣等，陶器有圓底器和圈足器，夾砂陶為主，石器有樹皮布拍、錛、多孔石刀等:5。在公元前4000年，香港已有人類:16。
公元前1500年左右夏朝、商朝時期，古越族人開始從廣東移居香港:17。春秋戰國時期，香港屬於百越族的範圍，其為完全不同於中原部族之南方部族，種類多，善於捕獵、駕船，以鳥形風神作圖騰，不斷南遷，經常由香港出發揚帆遠航:1。

### 上古時期
前214年（秦始皇卅三年），秦朝征服百越，在嶺南地區設置南海郡、桂林郡、象郡，遷移50萬人開發嶺南:2。香港自此納入中國版圖:5311。當時香港屬於南海郡番禺縣，從此香港一直在行政管轄之內:2。265年（甘露元年），香港改隸南海郡博羅縣:20。420年至478年（元熙二年至昇明二年）間，天竺（今印度）高僧杯渡禪師曾居屯門，後人稱杯渡山（今青山）:21。
756年（至德元年）前，香港隸番禺縣及寶安縣:7，其後改屬東莞縣至1572年（隆慶六年）止:7。
963年（大寶六年），南漢後主劉鋹在合浦的海門鎮和東莞的大步海（今新界大埔海，即吐露港），招採珠士兵數千人，設媚川都專事泅水採珠:10-11。
1197年（慶元三年），宋朝官方禁煮私鹽，大嶼山鹽民起義，後被宋廷派兵鎮壓:468。
宋神宗熙寧至元豐年間，進士鄧符協（江西吉水人）遷往岑田（錦田），成為鄧、侯、廖、文、彭新界五大氏族之首:2。1277年（景炎二年）4月，宋端宗一行逃到官富場（今九龍城以南）、淺灣（今荃灣）一帶，一度建立行宮:468。宋元時期，不少宗族從中原遷居到新界本土及離島:5。

### 中古時期
1370年（洪武三年），明朝設官富巡檢司，大致相當於今香港地區:468。
1521年（正德十六年），葡萄牙人強行駛入香港，企圖前往廣州貿易，曾在屯門附近與明朝水師激烈交鋒:3。廣東巡海道副使汪鋐督師，次年凱旋:468。
據《新安縣志》記載，1668年（康熙七年），在新安縣沿邊設置21座墩台，包括九龍墩台:5。
清乾隆年間，香港多個鹽場改為稻田，鹽業、採珠、種莞香式微，漁農業復興:30。嘉慶年間編《新安縣志》稱，赤柱有兵把守:4。作為中國南大門及交通要道，香港防務地位重要:33。
1810年（嘉慶十五年），張保仔帶著中國帆船270艘和大炮1,200尊接受清朝招安:14。1817年（嘉慶二十二年），清在大嶼山東涌口建汛房和圍牆:468。當時香港屬南頭管轄:14，舊屬廣東省新安縣:5311。至1818年（嘉慶二十三年），新安縣人口達239,112人，新增村落366個，其中客家人村落345個:30。

### 二戰前港英時期

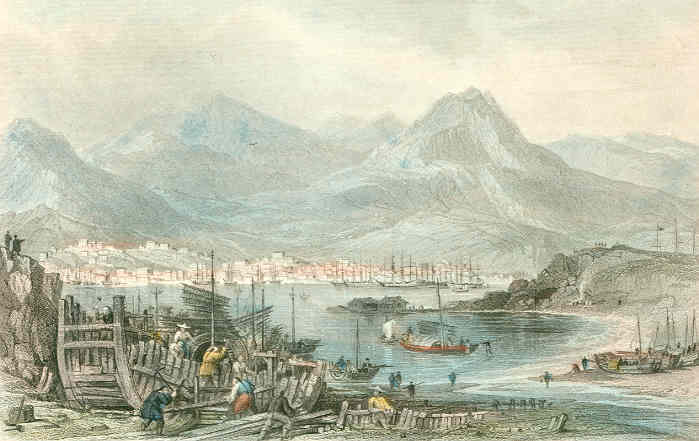
1840年代畫家筆下的香港島

1816年，阿美士德使團訪華，曾停留香港，返回英國後使團中一史家稱：「從船舶進出的便利和陸地環繞的地形看，這個港口是世界上無與倫比的良港。」:20
1841年1月26日，英國海軍在水坑口登陸升旗，香港正式成為英國屬土:319。4月，英國外交大臣巴麥尊稱香港島為「幾乎沒有人煙的荒島」:4。當時香港人口7,450人（包括2,000名船民）:9。6月7日，義律宣佈香港為自由港:469。
1842年，鴉片戰爭後，英國佔領香港島:5311。
1843年1月，英國外交大臣阿伯丁説：「香港應成為一個自由港，因此港口税應盡量輕微，可以指望的主要財政收入來源，就是土地。」:534月5日，維多利亞女王頒佈《英王制誥》，宣佈設置「香港殖民地」:469。4月6日，維多利亞女王向砵甸乍頒發《王室訓令》:469。6月26日，香港正式歸屬英國:22。
1845年3月，港督戴維斯説：「唯有施行中國刑法——包括笞刑、剪辮、戴枷及放逐，才能使華人罪犯恐懼，從而阻遏罪案，改善治安。」:56

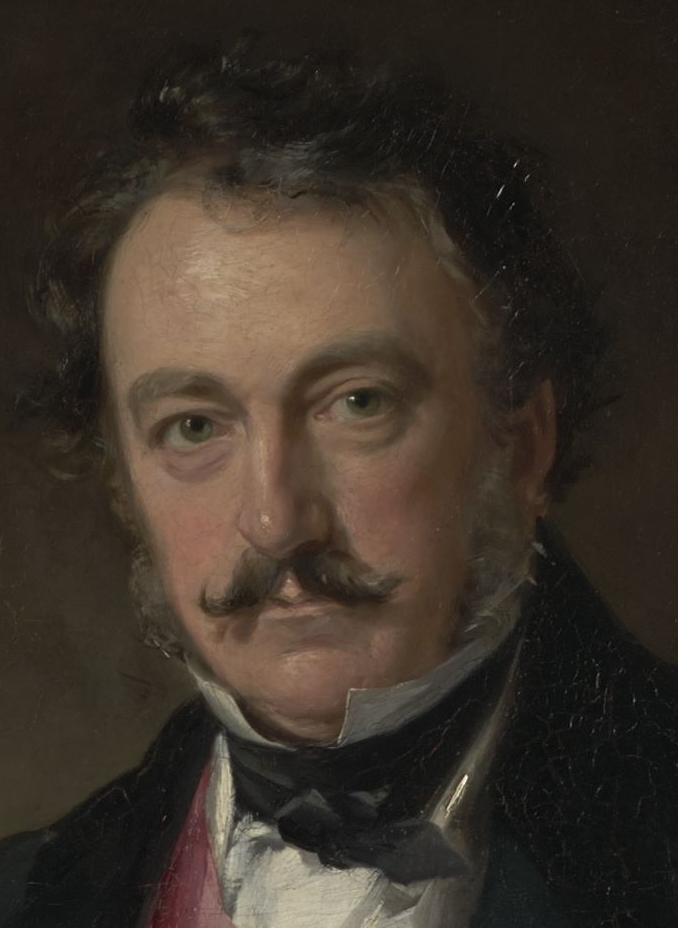
首任香港總督砵甸乍

1846年香港會開幕，同年跑馬地舉行賽馬:97。幾年之內，有10數家商行進駐香港，還有洋店主、醫生、酒館老闆和小商人；商行由英國、印度、美國、德國、意大利、荷蘭和法國人開設，主要有3個：怡和洋行、顛地洋行和旗昌洋行:99-100。有些官員關心開展貿易和發揚基督教，有些洋商關心自己發財致富，政府則尋求收足税以應付香港行政開支；洋商則盡力抗拒加税，擺脱英國，擔任列強榮譽領事或在航行船隻掛上丹麥國旗或美國國旗:103-104。華人平凡普通，是穩紮穩打的基層，認為平安無事就是個好年頭:45。急功近利、追逐享受、愛好耀眼燦爛奪目，香港的能量、極端混亂、蜚短流長老早存在；有不踏實的無根感和空洞，環境令人感到興奮刺激，有發財機會，混亂吵嚷，隱含粗俗不羈和冒險:110。大班和其他商業鉅子往往很有趣、有勇氣，一般冒險進取，不是慣常慈悲為懷:118。華人圈向來是動態，沒有任何事永遠保持原貌；常態是人不停遷移，換工作、姓名、生活方式；各階層和民系住進公共屋村，然後搬入公寓、大廈、別墅，世上大概沒有一個社群處於這種永不休止的騷動狀態:143。雖然洋商社群有賴於華人買辦、職員和仲介，但是以種族而論，他們似乎不信任華人；基於恐懼和厭憎，加上種族偏見，錯綜複雜:177。
1846年11月25日，九龍寨城開始動工，1847年5月31日完工:28。其後洪仁玕（太平天國天王洪秀全族弟）在香港醞釀提出《資政新篇》，強調法治和與外國通商:117。容閎在香港馬禮遜學堂讀書4年，畢業於美國耶魯大學，作《西學東漸記》，組織幼童出國留學:118-119。王韜1874年在香港創辦《循環日報》，推崇「君民共主（君主立憲）」:120-121。何啟和胡禮垣彙編《新政真詮》，提出改良主義:121-122。

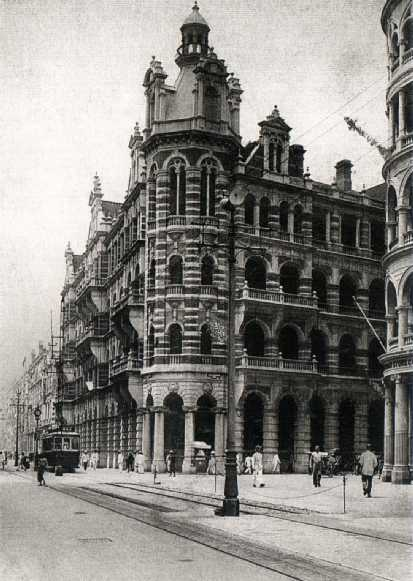
1911年的香港郵政總局

1860年，訂立《北京條約》，正式割讓九龍半島予英國:320。1860年英占九龍半島界限街以南地方:5311。早期港英統治基本結合殖民主義和種族主義:103。
1861年，英華書院校長理雅各出版《四書》香港英譯本，至1885年出齊《五經》英譯本:116-117。
康有為於《康南海自編年譜》稱，其於1879年「薄遊香港，覽西人宮室之瑰麗，道路之整潔，巡捕之嚴密，乃始知西人治國有法度，不得以古舊之夷狄視之，乃復閱《海國圖志》、《瀛寰志略》等書，購地球圖，漸收西學之書，為講西學之基矣。」:140

英治時代前期的香港旗（1876年－1941年、1945年－1955年）由英國藍旗和阿群帶路圖所組成

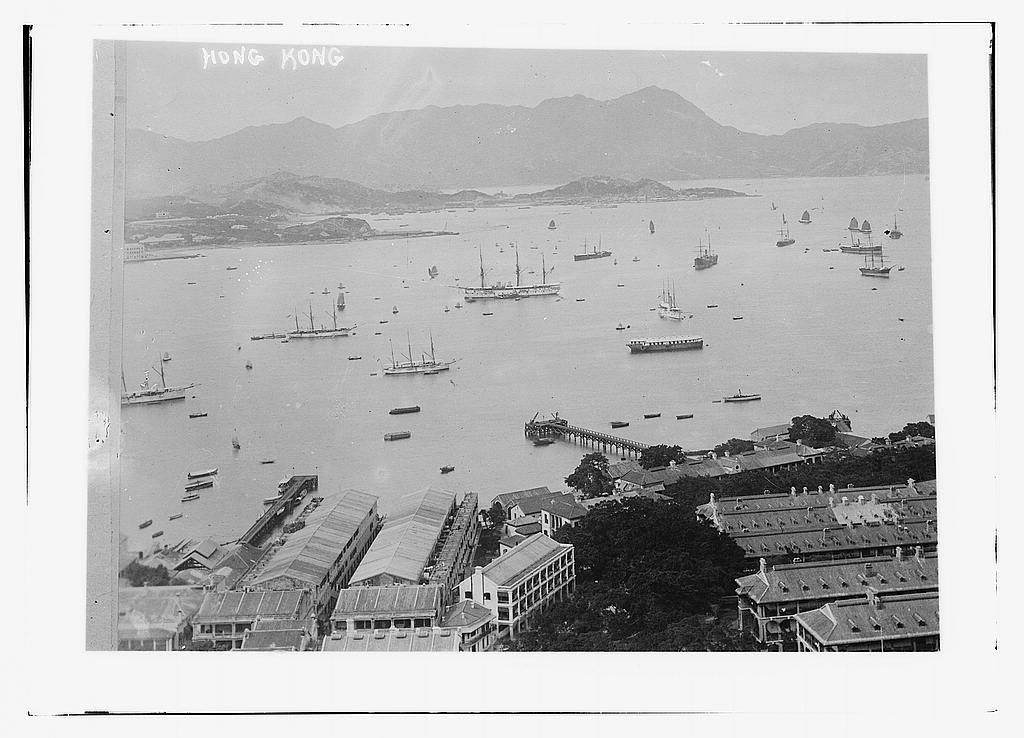
1910年的香港

1895年甲午戰爭結束後，德國、法國、俄國藉口要求租地；其後局勢緊張，英方認為如要防衞香港，必須取得鄰近土地的控制權:320。根據1898年6月9日在北京簽訂《展拓香港界址專條》，中方同意把九龍界限街以北直至深圳河的新界地域，以及235個島嶼租借予英國，為期99年:320。1898年英強行租借界限街以北、深圳河以南的九龍半島北部大片土地及附近島嶼:5311。新界所有土地均是官地，原居民為官地承批人，不得擅自改變土地用途，政府可以收回原居民的土地作公共用途:124。
在港英人數度促成立自治政府，英廷一直不允，稱香港華人佔多數，不會由少數歐籍人士統治:321。
1907年，新界設立理民府制度，1910年新界分成南約、北約兩主區，新界「八約」是九龍約、沙頭角約、元朗約、雙魚約、六約、東海約、東島洞約和西島洞約；除警政及土地測量外，行政由南約及北約理民官負責:124。
1911年，在盧押努力下，香港大學成立:248-249。先後設立文學院、工學院和醫學院:321。
20世紀初期，香港華人大多生活艱苦，工時長、工資微薄，往往傷病纏身或染有毒癮；約1/4華人抽鴉片，有2,000家鴉片窟:248。
孫中山於1923年2月19日在香港大學發表演說〈我於何時及如何而得革命思想及新思想〉：「……我之此等思想發源地即為香港。至於如何得之，則我於三十年前在香港讀書，暇時輒閒步市街，見其秩序整齊，建築閎美，工作進步不斷，腦海中留有甚深之印象。……由市政之研究進而為政治之研究。研究結果，知香港政府官員皆潔己奉公，貪贓納賄之事絕無僅有，此與中國情形正相反。蓋中國官員以貪贓納賄為常事，而潔己奉公為變例也。……於是覺悟鄉村政治乃中國政治中之最清潔者，愈高則愈齷齪。……中國對於世界他處之良好事物皆可模倣，而最要之先著，厥為改變政府。現社會中最有力之物，即為一組織良好之政府。……我既自稱革命家，社會上疑議紛起，多所誤會，其實一中國式之革命家究不過抱溫和主義，其所主張者非極端主義，乃爭一良好穩健之政府。……學友諸君乎！諸君與余同受教育於此英國屬地，並在同一之學校，吾人必須以英國為模範，以英國式之良政治傳播於中國全國。」:115-117
省港大罷工使糧食價格高漲，銀行擠提:249。司徒拔主張英國海軍武力介入，宣布緊急狀態：「凡是擾亂這個殖民地太平的人，會受到的對待就是英國人會給予的那種：公正但嚴厲」；謠言滿天飛，人心惶惶:250。罷工領袖提出：每日工時以8小時為限，禁用童工，禁止警察不人道的粗暴行為，終止山頂區隔離政策；證券、股票和地價急跌，1925年9月每天有20宗破產個案；一群商人請求司徒拔向英國申請300萬貿易貸款，倫敦庫務署由西非貨幣發行局和海峽殖民地籌集:251。1926年10月10日，國民政府和省港罷工委員會正式發表關於停止封鎖、結束罷工的公告:160。學者指出，省港大罷工使香港華人大致分為：罷工工人與學生擁護廣州國民政府，華商與右派勞工支持港府反對罷工:140。
當時，英國在中國境內擁有最大量的外資利益，因而成為排外運動的主要目標，但不久反日情緒取而代之:321。
1938年6月14日，保衛中國同盟在香港宋慶齡寓所成立:470。

### 日佔時期

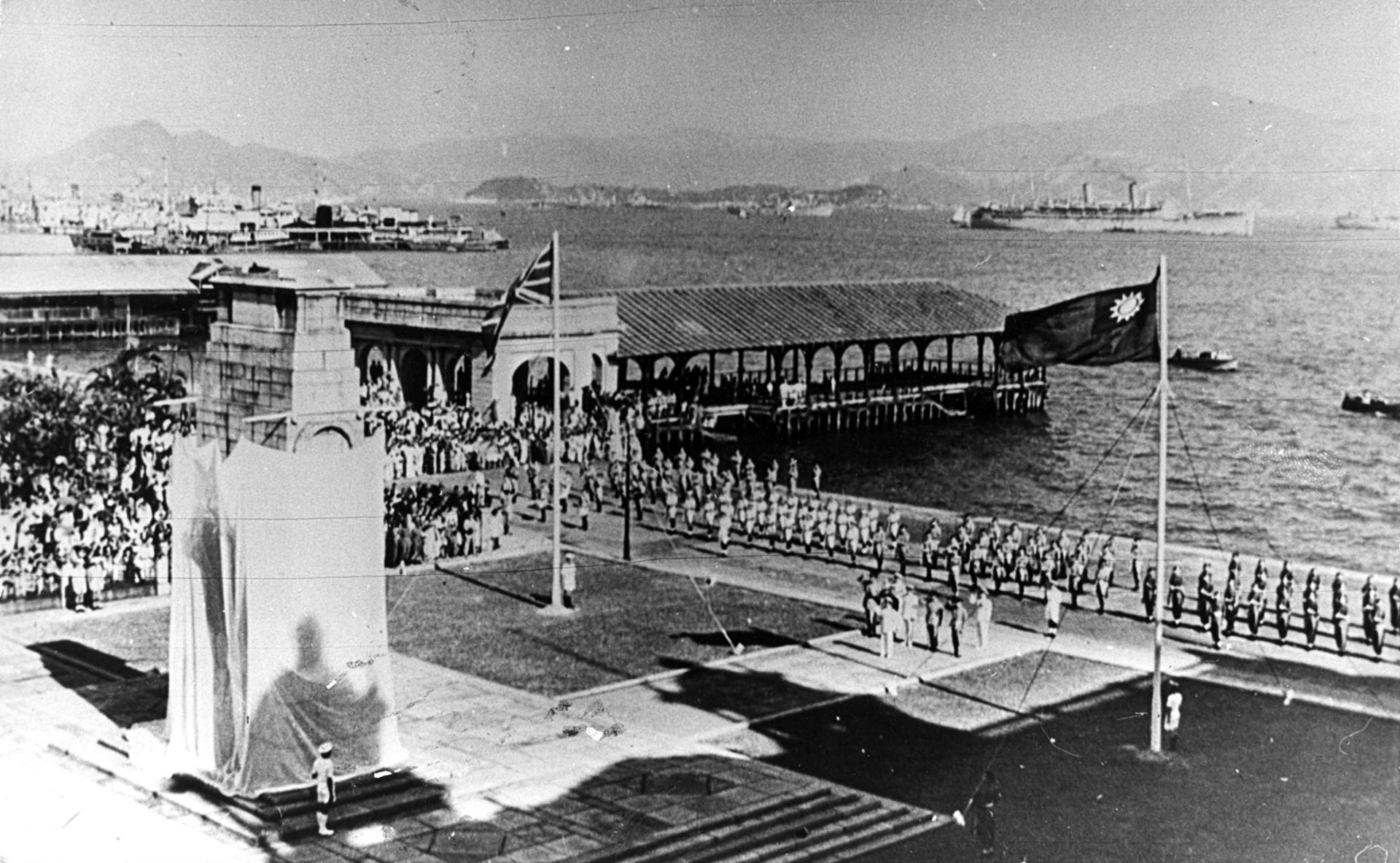
1945年9月，英國及中國共同舉行升旗典禮暨慶祝遊行宣告香港重光

1941年1月，英國首相邱吉爾致英國駐遠東軍總司令函稱：「如果英日爆發戰爭，英國絕無機會堅守香港！」:16812月8日，毛澤東出席中共中央政治局會議，關於工作布置，要加強南洋華僑工作，廖承志應大膽地在香港與英國建立關係:343。12月11日，駐港英軍司令莫德庇少將下令棄守九龍，撤回港島堅守:171。12月25日19時，香港總督楊慕琦與莫德庇少將在半島酒店向日軍無條件投降，21時45分東京宣佈日軍佔領香港，香港日佔時期開始:294。
1942年1月，港九獨立大隊成立:470。
1945年4月，邱吉爾對美國駐華大使建議將香港交回中國的回應：「要英國把香港交回中國，只有跨過我的屍體才能實現！」:1819月16日，香港重光，英國海軍少將夏慤代表英國政府及中國戰區最高統帥蔣介石，於香港督憲府接受日本陸軍少將岡田梅吉和日本海軍中將藤田類太郎代表在香港的日軍無條件投降：「我們代表日本天皇和日本帝國大本營，以及我們轄下的所有部隊，謹向夏慤海軍少將無條件投降，並履行海軍少將或其授權人所頒發的一切指示，和發出一切必要的命令，俾能予以實現。」

### 二戰後港英時期

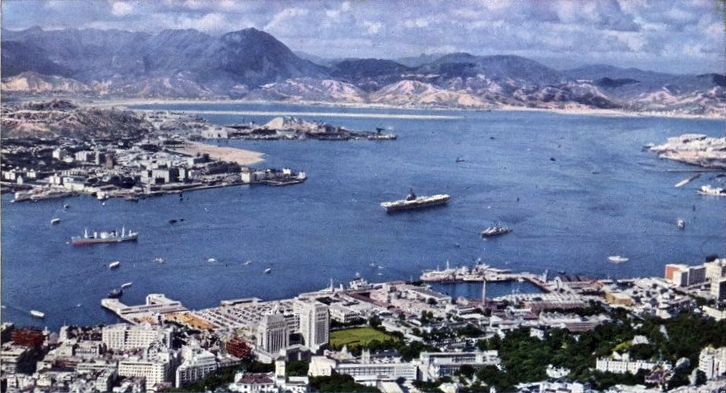
1960年美軍提康德羅加號航空母艦於維多利亞港

1946年，各地甫受日軍蹂躪，世界經濟蕭條，香港主要轉口貨品如米、麵粉、糖等，均告短缺，有些物料甚至要嚴格配給；當時，工商及物料供應署在其年報內有以下評論：「商人本能地相信放任主義可行，我們雖未能完全同意，但卻承認，我們必須以市民福利和國際義務為大前提，盡量給予自由。」:35月，楊慕琦返港任港督，提出「發展香港人民自治計劃」，計劃推出後，香港市民十分冷淡:183。楊慕琦計劃未能落實，主要原因：①英國殖民地部傾向支持計劃，而英國外交部則擔心激怒中國政府；②中華人民共和國成立，英國人擔心中共趁機收回香港；③親英的華人精英擔心中國政府左右香港議會政治；④朝鮮戰爭，中國與美國等西方國家關係破裂；⑤英籍高官擔心改革削弱行政權力；⑥葛量洪反對，認為華人不可能改造成忠心的市民或英國子民，首要任務是妥善處理內地與香港關係而非政制改革:184。
1947年5月15日，新華社香港分社成立:470。1949年11月9日，兩航事件，中國航空公司和中央航空公司在港員工接受中华人民共和国中央人民政府領導:471。
1952年調查報告顯示，平均每1,000户香港華人家庭，687户住在一個房間，120户住在劏房，23户住在屋頂天台，只有8户有房屋居住:291-292。1952年，朝鮮戰爭爆發後西方國家對華禁運，打擊香港轉口貿易:471。
1954年8月，周恩來提出「推進中英關係，爭取和平合作」：香港是中國的，但解決香港問題的時機尚未成熟:471。1957年4月，周恩來提出要保持香港特殊地位「為我所用」之方針：香港總有一天我們是要收回的，連英國也可能這樣想；內地「要進行社會主義建設，香港可以作為我們同國外進行經濟聯繫的基地，可以通過它吸引外資，爭取外滙」，所以「保持香港這個陣地有好處」:24。「我們不能把香港看成內地。對香港的政策同對內地是不一樣的，如果照抄，一定搞不好。因為香港現在還在英國統治之下，是純粹的資本主義市場，不能社會主義化，也不應該社會主義化。香港要完全按照資本主義制度辦事，才能生存和發展，這對我們是有利的。……至於將來怎麼辦？我們不會來個七反八反的，不會像『三反』、『五反』那樣的搞法。……香港的企業家是我們的朋友，他們搞的是資本主義，不是帝國主義。過去我們同民族資產階級合作過，將來同香港的企業家還是可以合作的。港澳同胞不要擔心前途。……有些人一時還不相信我們，對我們的政策有懷疑，可以讓他們再看一看，看一二十年都可以。我們不要歧視他們，責怪他們。……我們要打開局面，就得對香港的民族資產階級講清政策，使人家有利可圖。」:25-26周恩來曾多次指示：「各地凡是有可能，對港澳供應都要負擔一些，不能後退。這個陣地越來越重要，對港澳供應確實是一種政治任務。」:26香港在地理和地質上都屬於中國一部分，大部分用水和糧食都有賴其供應:346。中國已深入香港整體而處於牢固地位，並且在香港所有活動裡扮演老練、果斷的角色:354。

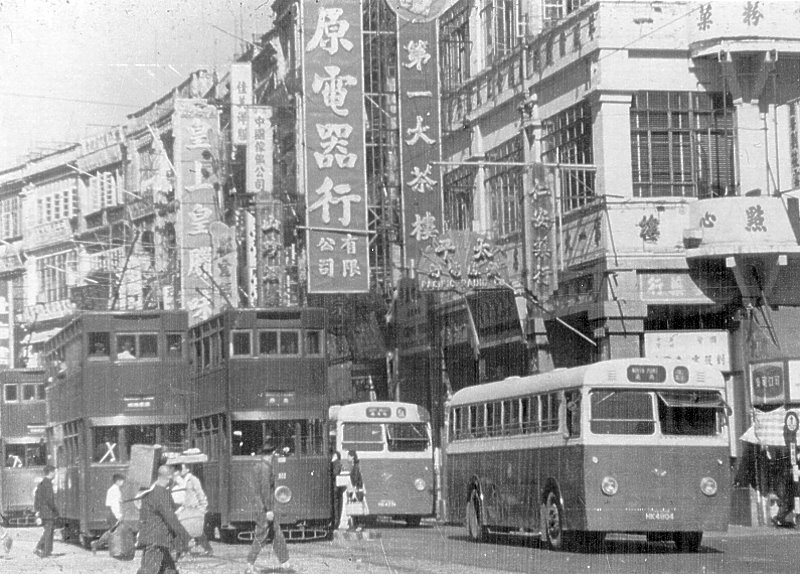
1955年的香港街道景色，圖為德輔道

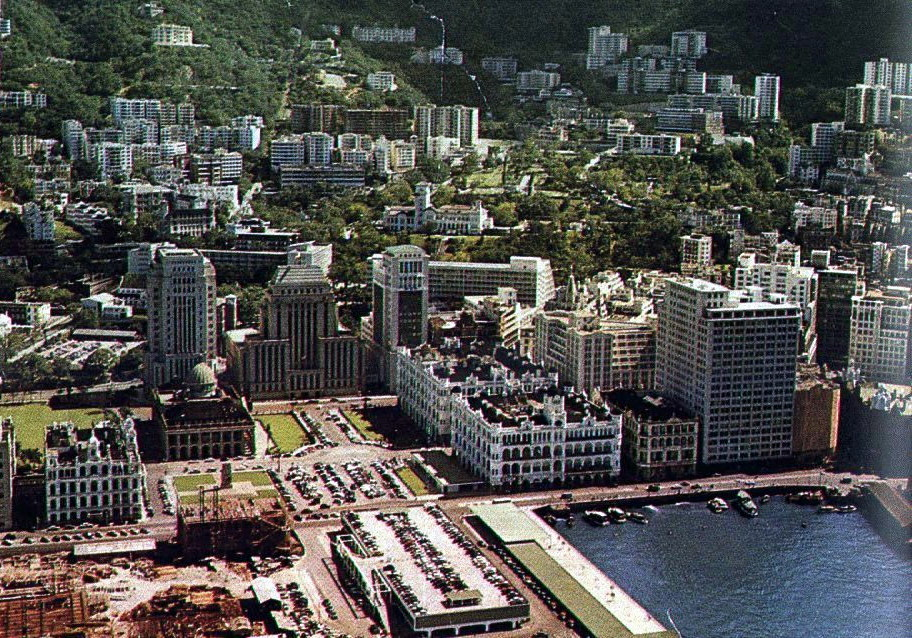
二戰後香港經濟穩健發展，圖為1955年的中環

1950年代，大批人士湧入香港，造成人口膨脹，香港社會須進行連串緊急任務:5。工廠多是山寨廠，工人長時間工作，賺取微薄工資，童工為主，環境惡劣，產品水準佳，利潤大:210。房屋短缺、工時長收入低、物價急升百物騰貴，長期為市民生活三大問題:418-420。
1955年8月，發現李鄭屋古墓:471。
1956年10月，九龍和荃灣發生雙十暴動:471。
在1960年代中期之前，由於外來移民不斷湧入，政府必須集中力量先處理房屋、衛生、教育和福利等迫切問題:1。
解密英國檔案顯示：自50年代開始，多個香港總督曾多次試圖引入民主選舉。但礙於來自北京的中共領導人壓力，最終使得這些計劃流產。除了上文提及的楊慕琦計劃以外，其後的戴麟趾亦曾試圖推動香港民主，唯因六七暴動以及中方壓力而將原本民選議會的構想退到設立諮詢機構。中國總理周恩來在1958年曾經透過到訪友人向英國首相麥美倫傳話指：「（任何將香港變成像新加坡一樣的自治領的行動）中國均會視之為非常不友善的舉動。中國希望現時香港的殖民地政治狀態，絲毫不變。」周恩來更指在任何情況下中國都不會容忍一個有民主選舉的香港，因為中方認為這是走向獨立的第一步。主管香港事務的中國高官廖承志更曾在1960年表示若英方容許香港自治，中方「將毫不猶豫採取積極行動，解放香港、九龍和新界。」
1963年，針對中國外部有人責難中國港澳政策，中國政府公開聲明：「香港、澳門這類問題，我們一貫主張，在條件成熟的時候，經過談判和平解決，在未解決以前維持現狀。……中國人民不需要在香港、澳門問題上顯示武力，來證明自己反對帝國主義的勇氣和堅定性。」:25
1966年，由於受到在中國發生之事件影響，香港之局勢日趨緊張，至1967年更演變為一連串之社會騷亂，使香港居民生活受到全面影響，香港經濟暫時陷於癱瘓；騷亂事件在該年底受到控制，香港得以繼續在平穩中進展:205。
1966年4月4日，香港青年蘇守忠身穿外衣寫上中英文「支持葉錫恩，參加絕食，反對加價」，在港島天星碼頭絕食抗議渡輪加價:413。4月6日上午蘇守忠被控「阻街」提堂，晚上九龍市區發生暴動，警方施放催淚彈鎮壓，凌晨九龍宵禁，至4月9日晚結束，警方共拘捕1,465人，控告905人:52。
1966年12月在葡屬澳門，中共支持的澳門左派在一二·三事件取得重大勝利，左派發起的騷亂及罷市成功壓服澳葡政府及肅清中國國民黨在澳門的勢力，1967年年初以香港工聯會為首的香港左派在香港工委及新華社香港分社策動下開始尋找機會發起騷亂，意圖仿效澳門左派的成功經驗壓服港英政府及將國民黨勢力逐出香港，左派發起的六七暴動最終造成嚴重人命傷亡及對香港社會產生深遠的影響。1967年4月，香港左派介入南豐紗廠:34-35、港九的士及青洲英坭等工潮:414，藉機將勞資糾紛政治化及擴大事件:35，左派至同年5月11日成功利用香港人造花廠工潮在新蒲發起騷亂，當晚有127人被拘捕，東九龍部分地區實施宵禁。夏，突然天翻地覆，香港遇到平素最怕的威脅——政治暴動:29-30。工聯會領導層及左派組織領袖組成鬥爭委員會。5月15日，中國外交部要求英國政府責成港英釋放被捕人員:415。最初是罷工，毆打管工，青年團體騷動，示威遊行，包圍港督府，要「英國法西斯分子滾出去」:29-30。7月12日，代理布政司在立法局宣佈，政府決心抓住並掌握主動權；港府圍攻60餘個左派工會和學校，逮捕超過1,500人:416。受過香港政府援助的中國人都支持香港政府，不肯響應大罷工:29-30。香港左派在罷工罷市失敗後轉移發動土製炸彈襲擊浪潮，在香港各區放置超過八千個真假炸彈，造成兒童在內的無辜市民死傷，又縱火暗殺抨擊左派暴動的商業電台節目主持人林彬，左派的炸彈恐襲及燒殺活動在香港社會引起公憤，左派盡失市民同情及支持:127，連帶支持這場左派動亂的中共在香港的形象亦嚴重受損，香港社會主流輿論都支持港英政府加強鎮壓這場左派暴亂及恢復社會秩序。8月22日，北京紅衛兵數萬人放火焚燒英國代辦處；8月下旬，北京方面指示香港不宜照搬國內:416-417。港府在10月尾舉辦香港週旨在振興本地零售業，鼓勵「香港人用香港貨」支持香港工業及增進市民的歸屬感，這場嚴重動亂隨著左派受到主流社會孤立及失去外援進入尾聲。年底，銀行、證券交易所、出口貿易、旅遊事業，一切都恢復正常的繁榮:29-30。12月25日，炸彈陣平息:417。至年底周恩來向左派施壓，事件始告結束:56。中國要工業化，從美國、日本和歐洲羅致科技，要借重資本家又不讓他們帶着資產階級觀念居留內地，事實證明的最佳辦法，就是保持香港現狀；只要以「利」為前提，就安如磐石:29-30。
香港作家金庸曾對池田大作說：「中國對於香港的政策，可以說是『現狀不變，長期利用』八個字，再加上八字：『民族大義，利於國家』。香港現狀的維持對中國有利，對全國人民有利。只要能長期維持下去，可以加以充分利用。」:31、「這其中香港所發生的作用之大、所作貢獻之重要，是無可估量的。由於這些實際的考慮，毛澤東和周恩來制定的香港政策是『保持現狀，充分利用』。香港只有保持現狀，才對中國有用，既然有用，就長期而充分的利用之。這個政策一直不變。」:36、「『反英抗暴鬥爭』，組織左派群眾，和香港的英國政府正面衝突，衝擊港督府，與警察打鬥，到處放置炸彈。英國出動正規軍反擊，雙方都有死傷，還累及不少無辜市民，一時局面十分惡劣。幸得周恩來總理親自下令制止這種違反中央政策、破壞香港穩定繁榮的行動，左派暴動才漸漸平息。其後這場動亂的組織者與發動者據說受到了黨內的批評，有些人還受到處分懲罰，被下放到邊遠地區的農場和礦山中勞動改造。經過了這次教訓後，『不得破壞香港現狀』的政策在中共高層領導中更加得到重視，這個政策的基本理由是：香港現狀的維持對國家有利、對全國人民有利，也即是對全黨有利，對香港廣大中國同胞有利。」:37

### 香港前途問題
中華人民共和國成立後，中國政府的一貫立場是：香港是中國的領土，中國不承認三個不平等條約，主張在適當時機通過談判解決香港問題，未解決前暫時維持現狀:387。1972年3月8日，中國常駐聯合國代表黃華致函聯合國非殖民化特委會主席，反對將香港和澳門列入「反殖宣言」中適用的殖民地地區的名單內:471。
1973年1月1日，麥理浩在《Governor to the Rt. Hon. Sir Alec Douglas-Home, K.T., M.P.》稱：「它〔即香港〕的四百萬居民及他們的政府依然一方面依賴出口工業的增長來解決生計和帶來收入，而另一方面則它的存在要視乎中國政府的政策。……雖然我本人所採取的觀點較其他人有更多憂慮，時常牽掛如何令市民的信心不會受到動搖，更經常在想如何可以爭取時間及提高凝聚力，以應付有可能因有意製造或不幸地出現的壓力，但我認為這不是目前在香港普遍存在的看法。一般人更關心他們自己及子女的生活狀況，及未來改善生活的前景。這令香港政府的社會政策及其他改善生活條件的措施對殖民地的未來有特別重要的意義。再者，我發覺在最近十年裡，市民對在港的生活環境已變得沒有像以往般持着宿命的態度，而是對政府有更高的要求。……如果政府的表現未如預期，則這一份自覺與要求會對政府帶來潛在的危險。但這亦給予政府一個機會，看看它是否準備好面對訴求，和令市民相信它正準備這樣做。若能滿足那正在形成的要求，則有可能在市民中形成一種市民的自豪感。那是於十年或二十年前在一群宿命的、冷感的及掙扎求存的難民之中無法做得到的。……跟其他政府相似，本政府必須得到市民的贊同而施政，而同時它是沒有得到一個選舉制度的協助而進行管治的。假如我們要維持市民這種認同與支持，則不單要滿足他們的合理要求，還要令他們覺得訴求之所以得到滿足，及政府也真心的以此為目標。這種需要並非只因為我們希望行政措施能有實際的成果，而是我們也需要爭取市民的一種有力的信任。……這只可能是通過集體的力量而達至的，而這對傳統上只會跟從政府指示……盡量避免受到公眾事務所滋擾的市民而言，是一個新鮮的概念。我想從現在開始，政府政策必須令精英及大眾都感覺得到，正如他們在1967年所感受到的，香港是他們身心所歸屬的實體，也是一處他們希望在那裡生活的地方。」:158-161
1973年1月4日，麥理浩在《Murray MacLehose to A.C. Stuart》稱：「但我覺得目前它〔指港英政府〕所能作出的最大貢獻，便是將內務管理得妥妥當當；這就是說，盡量發展得繁榮、團結、〔民眾〕滿足，以至不會成為批評的話柄。」:1521974年5月27日，麥理浩在《Hong Kong Objectives》稱：「大致上本殖民地之未來，將取決於一代接一代的中國領導人，視乎不同因素的比重和他們如何計算利益上的取捨。因此我們應該小心留意這平衡〔即中方從目前的現狀中取得的好處大於政治上的損失〕狀態。」:153
1974年8月14日，陳雲寫在聽取對外貿易部負責同志滙報時的談話提綱〈對港澳貿易問題〉：「港澳是我們目前現滙收入占第一位的地區，也就是進口成套設備和器材所需外滙的重要來源。對港澳的出口貿易，有有利條件，也有不利條件。有利條件是，食品和其他傳統出口品，我們可以占領主要市場，但也有可能被擠掉。不利條件是自由港，競爭劇烈。競爭對手會用低於成本的價格競銷，尤其在資本主義經濟危機時期。對此種不利條件，許多同志還未認識。應該保證食品出口市場的已有地位。各省應把出口任務放在重要的位置上。為此，建設和擴大生產基地是必要的。商品價格必須有競爭性。要大力推銷換滙率高的商品，但決不放棄可以推銷的換滙率較低的商品，目的是為了多得外滙。除特殊例外，對同我競爭的外商不讓步。例外是哪些，要通盤研究。對同我合營的商店及代銷店必須照顧。同我合營的商店及代銷店的店主是謀利的商人，但他們不同於一般資本家。要使他們有利可圖，但不能得暴利。對港澳貿易是政策性很強的工作。要時刻警惕港英方面的刁難。要加強對港澳貿易工作幹部的政治教育，使他們有兩點自覺性：一是責任重大，二是能經受特殊環境的考驗。這種考驗有很大的政治意義，機會難得。」:228-229
香港是世界最大紡織品、玩具和手表出口地:211。應付世界經濟不景，香港沒有發生罷工事件，也沒有重大勞資糾紛；在港中國人自作安排，分配工作，輪流上班，是中國人應付困難時之典型辦法：有飯大家吃:1。香港以一貫靈活、能屈能伸的精神，應付逆境，漸漸撥開雲霧，重見曙光:6。香港的政制並無神秘之處，其基本原則是盡量讓市場供求力量自由發展，不作任何干預；多年來政府只在確有必要時始推行改革:12。政制若缺乏改進，會令行政人員耽於自滿，有見及此，政府必須盡量發揮能力和耐力，保持敏鋭觀察，作出明確反應和果斷決策；縱是非代議制政府，亦應具備若干基本條件，包括認真負責及體察民情；政府首要責任是深入了解人民生活和願望；政府希望盡量讓經濟自由發展，而市民則要求正義、公平待遇及負責任之行政當局:12。 
1975年1月12日，麥理浩在《Meeting on Possible Constitutional Changes: Government House Hong Kong》稱：「香港並無空間容納一個擁有廣泛權力的次一層政府。香港地方太小，不宜分散。市政局選民資格可以擴闊，而非其功能。如果擴闊它的選民基礎而導致有要求擴充其權力，這是要反對的。鄉委會及互委會代表着一百萬市民，它們其實較只有約十萬選民的市政局，更能真確表達民意。」:1801976年2月13日，麥理浩在《Despatch on the Future of Hong Kong》稱：「香港政府在這個問題（香港前途問題）上的角色是相當清楚的。一方面，它絕不可做出影響中國的經濟及削弱其國家安全的事情。我們必須跟中國駐港的官員發展出實在的工作關係，及接受中國利用香港及在此進行活動的事實——殖民政府這樣做的同時，必須維持它作為該地方的主人。另一方面，它一定要繼續提出措施以改善生活水平及提高滿意度，同時亦令殖民地的經濟繼續發展。」:175
1979年3月29日，鄧小平對麥理浩稱，我們把香港作為一個特殊地區、特殊問題來處理:471。同年起，越南難民大量到香港:472。
1981年，香港出現第一位英國治下的貴族：猶太人西敏市與香港九龍男爵羅蘭士·嘉道理:135。同年，香港進行首次人口普查:375。
事實上，這些政策提供一塊土壤，讓管理及勞動階層各展所長，發揮適應力，前任財政司彭勵治於其首次預算案演講辭中表示：「本港的企業家和工業家，長袖善舞，精於尋求和利用新機會，加上本港的自由市場有利生財，一切有才幹的人均可以大展所長且不受重税的羈絆，因此，他們樂於經營。再者，本港的勞動人口刻苦耐勞、幹勁十足，對工商界的稗益甚大。……我們應該清楚了解，政府鼓勵創造財富的政策，整個長遠目標，並非是使富者愈富，而是使整個社會的生活水準在各方面都能提高。」:3-4然而，人活着並不是單靠食物，而創造物質財富，並使社會各階層分享經濟之果實，亦非政府唯一目標；確保社會上有自由、公平和正義同樣重要；正如尤德在立法局1982年至1983年度會期之首次會議席上扼要闡明，政府之目標，「就是關心市民的福利，在一個尊重個人權利、治安良好的社會中，提供房屋、社會福利、衛生、教育及康樂等服務。因為要人人過着幸福的生活，這些服務是不可或缺的。」:4
1982年4月27日，鄧小平在平壤同金日成會談，談到香港問題：到一九九七年，香港島、九龍半島、新界，中國全收回；在這個前提下，維持香港自由港和國際金融中心的地位；香港的社會制度不變，生活方式也不變；香港由香港人自己管理，組織地方政府，作為中國的特別行政區，掛中國國旗，也可能有個地方的旗幟，這可以商量，因為它也有些外事活動和國際交往；保留這樣一個香港對我們益處比較大:414。8月10日，鄧小平會見美籍華人科學家鄧昌黎、陳樹柏等，談到香港問題時説：打中華人民共和國的旗，稱為「中國香港」；香港的管理，北京不派人，香港自己找人管，香港必須以愛國者為主體的香港人管理:426。9月24日，鄧小平〈我們對香港問題的基本立場〉，會見撒切尔夫人稱：「中國就要正式宣布收回香港這個決策。……香港仍將實行資本主義，現行的許多適合的制度要保持。」:12
1983年，被指放棄香港的駐華大使柯利達爵士代表英方繼續談判。10月17日，香港聯繫匯率制度開始實施，規定1美元兑換7.75-7.85港元:472。
1984年2月22日，鄧小平〈穩定世界局勢的新辦法〉，會見美國喬治城大學戰略與國際問題研究中心代表團稱：「香港問題也是這樣，一個中國，兩種制度。……香港是自由港。世界上的許多爭端用類似這樣的辦法解決，我認為是可取的。否則始終頂着，僵持下去，總會爆發衝突，甚至武力衝突。」:49《中英聯合聲明》提供一個大綱，使香港在1997年7月1日成為中華人民共和國一個特別行政區後，能夠保存香港獨特經濟體系和生活方式；協議保存香港人熟悉之法律制度和香港沿用、包括普通法之一套法律；此外，更使香港可以繼續自行決定本身之經濟、財政和貿易政策，和繼續參加國際組織和貿易協定，例如關稅及貿易總協定；當時英國政府有信心，認為協議提供關於香港前途所需之保證，使香港能夠繼續繁榮和維持在世界上作為主要之貿易和金融中心之獨特角色:7。《中英聯合聲明》簽訂，規定香港之生活方式在1997年後保持五十年不變:317。《中英聯合聲明》以中文、英文在聯合國註冊，世人普遍認為是和平外交的勝利:370。除防務和外交事務外，香港將享有高度自治權，而中國之社會主義制度和政策，也不會在香港特別行政區內實行:317。12月19日，中英兩國政府首腦在北京正式簽署關於香港問題的聯合聲明:390。香港大多數市民認為可能是在不樂觀的局勢中取得的最好結果，鄧小平相當誠實而善意，改革開放政策邁向市場經濟:370。
1985年5月27日，中英兩國政府在北京互換批准書，中英聯合聲明正式生效:390。

### 過渡期
1985年7月1日，中國內地與香港共59人組成香港特別行政區基本法起草委員會；12月28日，香港180人組成基本法諮詢委員會:472。
1989年6月4日，北京發生政治風波，百萬香港市民上街游行集會:473。香港移民潮再現，資產價格下跌，香港政府推出香港機場核心計劃穩定民心。7月，英國駐新加坡高級專員 Michael Pike 曾與李光耀通電話，李主動談及香港發展，兩次表示對英方繼續遵守《中英聯合聲明》「感到滿意」，認為港人對於加快推動更完整民主制度的意欲是「意外地高漲」。李分析，港人反應無疑令中國產生敵意，並認為中國不會接受任何政治團體作出被其視為是「顛覆」的行為；即使香港未來擁有「高度自治」，中央都會拒絕任何「分離、民主基礎、香港身分」主張，將屬於中國一部分的香港區分出來；港人也必須學習「愛中國」，不論他們的真實感受為何。中央只會接受經過計算、嚴格控制及循序漸進的方式，讓香港走向民主。
1990年4月4日，第七屆全國人民代表大會第三次会议審議通過《中華人民共和國香港特別行政區基本法》及香港特別行政區區旗、香港特別行政區區徽圖案:473。
1991年7月27日，華東水災慈善演唱會於跑馬地舉行，超過8萬名觀眾，籌款逾1億港元:473。柯利達秘密出使中國並與中方斡旋，成功説服英國首相馬卓安1991年赴中國簽署機場協議:68。9月3日，李鵬與馬卓安在北京簽署《關於香港新機場建設及有關問題的諒解備忘錄》:473。
1992年4月，馬卓安委派曾任英國保守黨主席的彭定康擔任第二十八任，即最後一任香港總督:323-324。10月7日，彭定康在立法局發表就任後第一份施政報告，提出重大改變香港當時政治體制的憲制方案，即政改方案:324。彭定康打算將行政立法兩局議員的身份分開、全面推行單議席單票制、在立法局選舉引入新九組:324。李光耀應邀到香港訪問，相信英國提出在香港推行政制改革，必定有其不得不做的原因；李稱，英國以在香港的與中國內地的經濟利益來冒險，但主要交手的是美國和中國，香港只是棋盤上的一隻棋；李稱從克林頓於1992年12月16日稱不要隨便取消最惠國待遇，對民主隻字不提，對香港意義重大，顯示美國不願以最惠國問題向中國爭取更多民主。
1996年1月26日，全國人大香港特別行政區籌備委員會在北京成立:474。12月11日，香港特別行政區政府第一屆政府推選委員會在深圳選舉產生臨時立法會:474。

### 特區成立初期
1997年6月30日午夜至7月1日凌晨，香港交接儀式在香港會議展覽中心新翼5樓大會堂舉行，中方代表江澤民、李鵬與英方代表查爾斯王子、貝理雅（布萊爾）等與4,000多名來賓出席:474。中方代表還包括錢其琛等；英方代表還包括郭偉邦（庫克）等。中華人民共和國香港特別行政區政府宣告成立:474。
香港特別行政區成立後不久，亞洲金融風暴爆发。在時任財政司司長曾蔭權和時任香港金融管理局總裁任志剛帶領下，利用港府的外匯儲備入市抵抗大鱷衝擊香港金融市場，成功挽救香港股市。

### 2000年代
2003年春季，非典型肺炎爆發。是次疫症中，香港有1,755人感染SARS，共有299人死亡，為死亡率最高的地區。直接經濟損失超過38億港元，失業率上升至8.7%的歷史新高。同年年中，特區政府就香港基本法第二十三條國家安全立法時，在極強反對聲音中依然因功能界別選舉制度而接近通過，成為香港市民不滿政府的導火線。雖然中國內地嘗試提供與香港互利的政策，例如簽訂《內地與港澳關於建立更緊密經貿關係的安排》和建議興建港珠澳大橋以鞏固香港亞洲貿易和物流中心的地位，但是仍然無法阻止同年香港特區成立六週年當日逾50萬人參與七一遊行（佔香港人口1/14）；最後自由黨根據民意轉軚反對，令條例草案無法得到過半數議員支持，董建華政府最終擱置草案。疫症及遊行過後，為刺激市道，時任行政長官董建華委託時任行政會議召集人梁振英，與中國內地商討自由行，使中國內地推出港澳個人遊。而特區政府的施政再度以經濟和民生為主，籍此安撫香港市民。特區政府亦制訂人口政策吸引專才移民和投資移民，以提昇人口質素。
2004年7至8月，香港開始出現輕微的通貨膨脹，走出持續68個月的通货紧缩時期。同年4月26日，全國人民代表大會常務委員會否决香港於2007年普選行政長官並否決於2008年普選立法會。2005年3月12日，行政長官董建華宣佈因為「健康問題」辭職。補選中唯一候選人、時任政務司司長曾蔭權自動當選並於同年6月21日獲國務院任命出任行政長官。同年，特區政府推出《政制發展專責小組第五號報告》，民主派批評「原地踏步」，議案最終因為同意票數不逾2/3而不獲通過，故2007年行政長官選舉及2008年立法會選舉方法維持不變。
2006年及2007年，因為中環及灣仔填海計劃，特區政府宣佈臨時拆卸舊中環天星碼頭和皇后碼頭，保育組織發起保留舊中環天星碼頭事件及保留皇后碼頭事件，包括舉行論壇、靜坐和絕食，事件後來演變成警民衝突。兩次事件也提昇香港市民對保育文物、公共空間及城市規劃的意識。同年，全國人民代表大會常務委員會通過《全國人民代表大會常務委員會關於香港特別行政區2012年行政長官和立法會產生辦法及普選問題的決定》，決定香港可以於2017年普選產生行政長官、並於2020年普選立法會。
香港經濟於2008年下半年開始穩定，但因為金融海嘯席捲全球而急轉直下，結束香港自2003年7月起的經濟復甦，股市、樓市暴挫，裁員及倒閉潮此起彼落。也就在同时，香港承辦2008年夏季奥林匹克運動會馬術比賽。而特區政府又在此時出現多番施政爭議，例如外國國籍副局長風波及處理滯留泰國的香港人事件等等，促使民怨日深，行政長官曾蔭權民望大幅下滑。

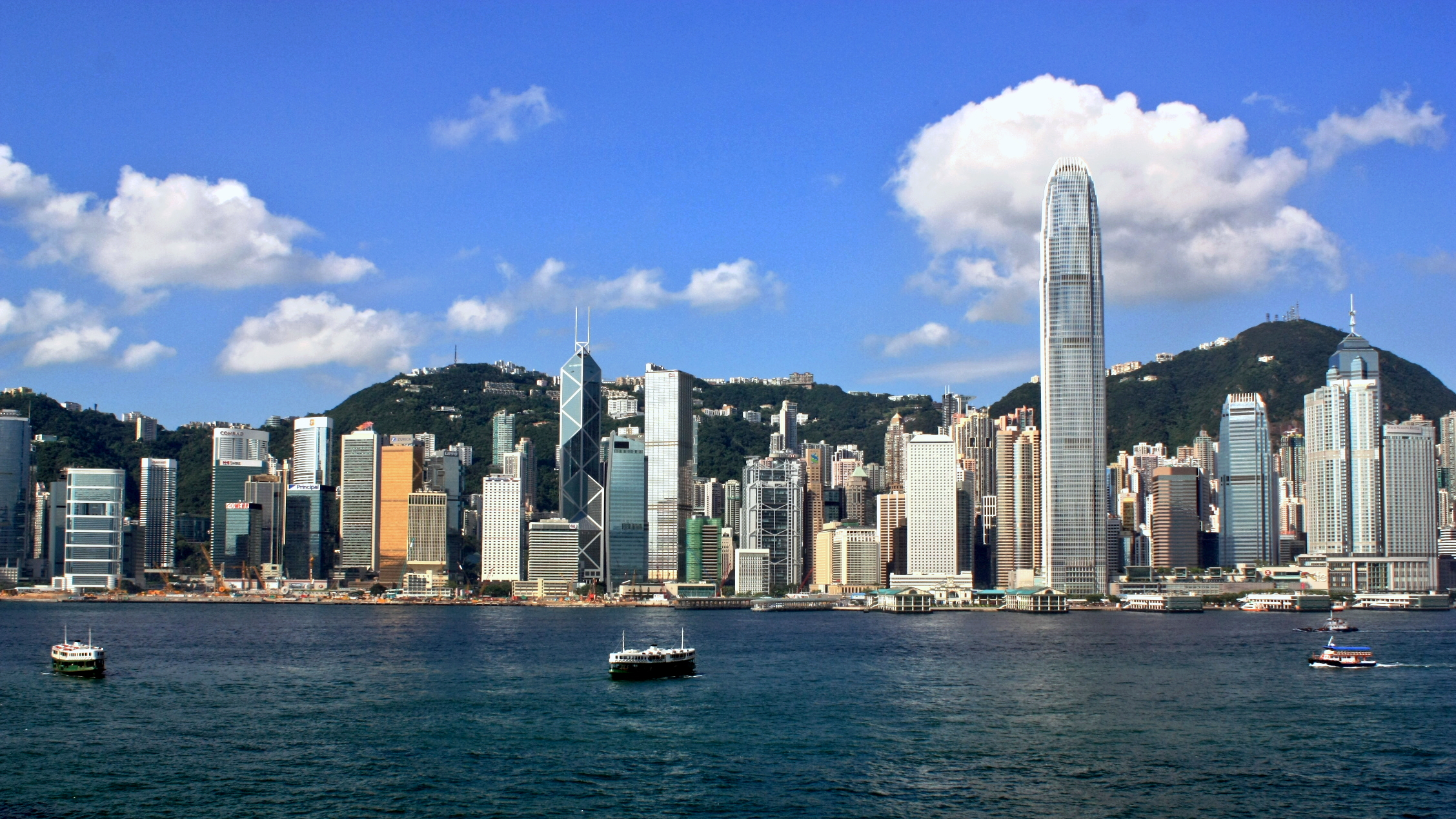
2009年的中環

2008年12月至2009年10月，新加坡內閣資政李光耀接受《海峽時報》專訪：「香港有些什麼？地產開發商，市場玩家。李嘉誠都在做什麼？他在制造產品銷售全球嗎？不是的，他只是在收購港口和手機。他是在做市場。香港區區700萬人，人口規模不足以競爭。」後來李嘉誠稱：「第一次見面，我最難忘的就是李光耀先生對新加坡的使命感，對人民的承諾。如果你明白，當時亞洲的複雜背景，經濟又有多艱苦，才能體會到他的挑戰，要在沒選擇的現實中，為未來創造無限可能，聽起來好容易，但實踐起來實在很不簡單。用今日的眼光去看歷史，好多時候不盡公平。……他的決心是排除萬難實踐承諾，是值得大家一輩子學習的。……新加坡由南洋一個海港，變成國際都會；香港同樣由一個漁港，發展到金融中心，新港兩地都是傳奇，亦都同時踏上好多新的階段。兩個地方有好多相同之處互相學習。世界和社會的問題日益複雜，對未來的路要有諸多考慮。」李嘉誠又稱：「我明白，今日年青人看李光耀先生所建立和設計的，可能會覺得是頭上的金剛圈，希望可以人性化一點。我們要明白，在特定的年代和相應的歷史背景，當時，沒有半點鬆懈的餘地，要改善人民衣食住行，又要打造未來，這就是最人性化的操作，我實在非常非常佩服他。」
2009年末至2010年初，廣深港高速鐵路香港段的撥款在立法會審議，期間引起香港高鐵爭議和一連串社會運動，包括反高鐵運動、撐高鐵運動及五區苦行，最終更爆發香港反高鐵撥款警民衝突。

### 2010年代
2010年，特區政府再次就政制改革諮詢香港市民，期間5名民主派地區直選立法會議員發起五區總辭，以辭職後舉行的補選「公投」。政府發表《2012年行政長官及立法會產生辦法建議方案》，最終由民主黨提出的「改良方案」在建制派、民主黨和民協的支持下，在立法會以2/3票數通過，2012年行政長官選舉委員會委員增加至1,200名，而2012年立法會地區直選及功能組別（即超級區議員）則各加5席。2011年，為阻止再次五區總辭「變相公投」，特區政府提出遞補機制，然而缺乏諮詢，為當年七一遊行評擊重點，其後特區政府宣佈押後立法並展開諮詢。
2010年8月23日，香港康泰旅行社一架載有20名香港遊客的旅遊巴士在菲律賓首都馬尼拉被一名當地前任警務高級督察挾持，最終釀成8死7傷的慘劇，特區政府稱事件為馬尼拉人質事件。事件造成菲律賓與香港關係一度緊張。特區政府在事件的開端時就隨即成立緊急應變小組嘗試解決事件，於事發當日下午，聯絡菲律賓總統、派出專機與醫療支援隊前往事發現塲善後，並且於事後派遣政務司司長唐英年親身接機及慰問倖存者、安排香港警察樂隊舉行喪禮、安排專家應變與調查、每日隔時段公布消息。此外，8月24日至26日連續3日香港區旗下半旗致哀。曾蔭權政府反應迅速，處理手法妥當，香港市民對特區政府的高級官員評分及滿意度和信任度一度上升。經過3年多，菲方於2014年4月對港方作正式聲明和賠償，說菲方對人質事件「致以最悲痛的歉意」。
2011年香港區議會選舉中，發生種票風波，例如美孚新邨出現「1屋7姓13票」等，引起社會廣泛討論。翌年2012年，三名候選人梁振英、何俊仁和唐英年參選行政長官選舉，最終梁振英以689票勝出當選。
2012年9月8日，特區政府計劃設立「德育及國民教育科」。特區政府資助出版的課程參考書《中國模式國情專題教學手冊》形容中國共產黨為「進步、無私與團結的執政集團」等稱頌內容，以及《課程指引》中載有「國情範疇學習，重視『情懷』、注重『情感』、本於『真情』」，令社會大眾質疑課程洗腦」，引起一連串大規模反對設立國民教育科的社會運動，香港市民透過例如設置街站、聯署、遊行、集會及絕食等方式，要求港府撤回該科目。同年10月9日，行政長官梁振英宣布在其任期內擱置國民教育科課程指引，但拒絕撤回科目。
2013年的免費電視牌照爭議引起社會廣泛討論和批評，王維基的香港電視網絡不獲發牌激起市民反彈，有評論指一連串事件令政府公信度急跌，引發管治危機。2014年6月10日，中華人民共和國國務院新聞辦公室發表逾23,000字的《“一国两制”在香港特别行政区的实践白皮書》，當中提到「高度自治權不是固有的」，「其唯一來源是中华人民共和国中央人民政府授權」。市民對白皮書普遍態度負面，認為是借此恫嚇港人及擔心一國兩制名存實亡。

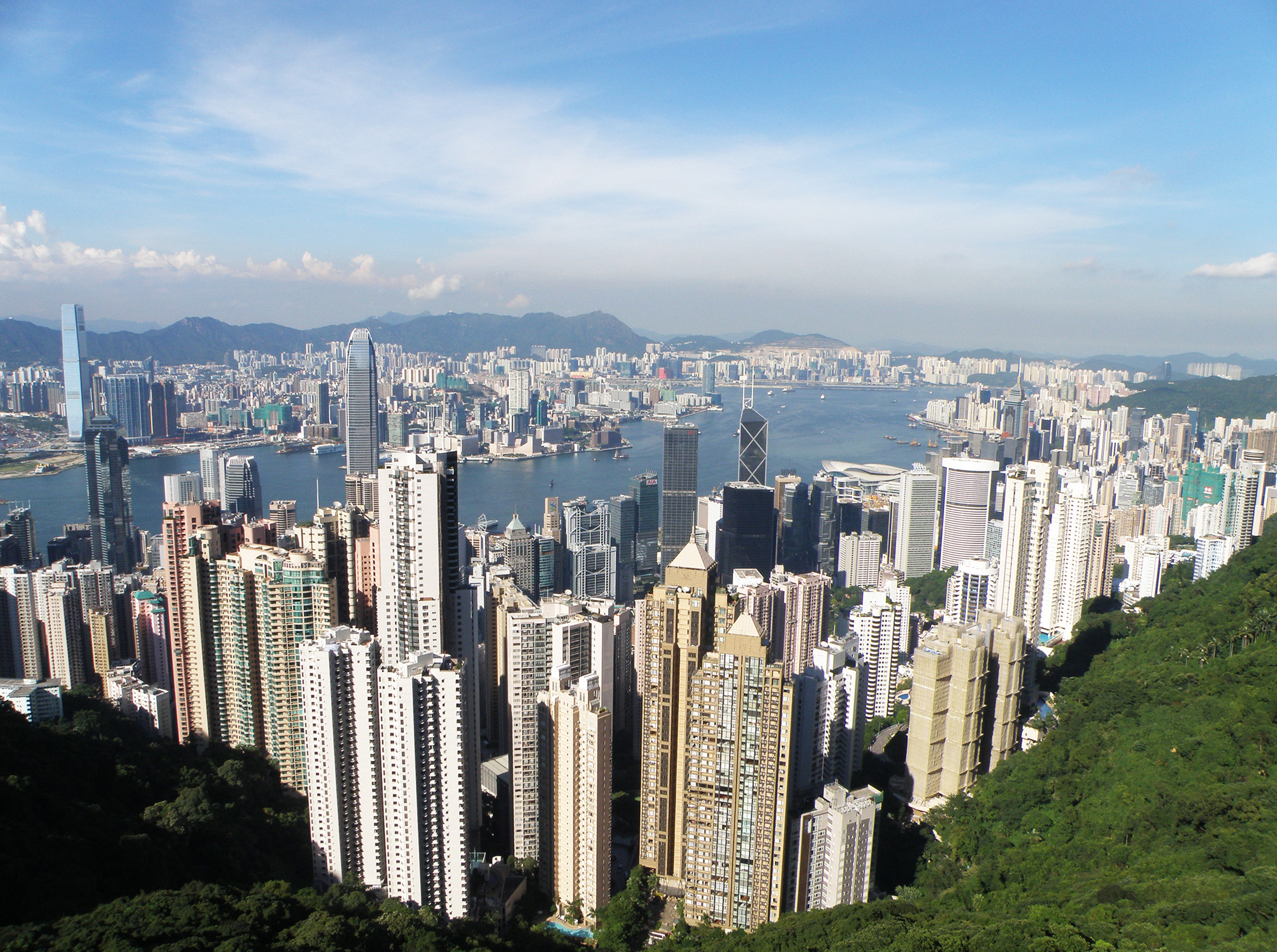
2014年的香港島北岸及九龍

2014年9月26日，大批香港市民走上街頭抗議，反對831政改方案，並爭取自由提名的行政長官選舉制度。警方於9月27日出動防暴警察驅散示威者，9月28日使用催淚彈等驅逐示威者，觸發雨傘革命。示威者佔領港島九龍的主要幹道。佔領行動歷時79日至同年12月15日結束。而831政改方案隨後亦在立法會被大比數否決。
2016年2月8日凌晨至2月9日清晨，即大年初一，香港油尖旺區的大街小巷都擺滿了大量小販提供熟食攤檔慶節。但擺檔不久即遭食環署以「衛生及秩序問題」為由驅趕小販。此舉引起在場的市民不滿。不久，本土民主前線在網上呼籲群眾到油尖旺地區支持小販熟食文化，及後即有團體成員到場支持。其後，因應環境及局勢發展，時任本土民主前線發言人梁天琦隨即宣布發起三十人的選舉遊行。但由於同樣在場管理秩序的香港警察態度惡劣，以無理及暴力手段驅趕在場人群。最後觸發繼雨傘革命後的另一場抗爭，即旺角魚蛋革命。這場抗爭歷時兩天，混亂其間更有交通警員鳴槍示警及用槍枝指向人群。翌日清晨，警方出動因雨傘革命後而成立的特別戰術小隊鎮壓並拘捕多人。最後被特區政府定性為「暴動」。這次抗爭事件更一度引起國際社會關注。
2017年6月30日，中華人民共和國外交部發言人陆慷在例行記者會上稱，“《中英聯合聲明》作為一份歷史文件，不具有任何現實意義，對中國中央政府對香港特區的管理也不具備任何約束力。英方對回歸後的香港没有主權，沒有治權，也沒有監督權”。英國外交部其後回應稱，在聯合國註冊的《中英聯合聲明》仍然有法律約束力，作為共同簽署方，英國致力密切監督《中英聯合聲明》實施情況。
2018年9月23日廣深港高速鐵路香港段通車。高鐵香港段通車後，連接中國超過25,000公里的中华人民共和国高速铁路，成為香港繼城際直通車（九廣鐵路）後，第二條跨境鐵路。2018年10月24日上午9時，連接香港大嶼山、澳門和廣東珠海的大型跨海通道港珠澳大橋通車，現為世界最長的沉管式隧道以及世界跨海距離最長的橋隧組合公路。
2019年2月，中國共產黨中央委員會和中華人民共和國國務院印發《粤港澳大灣區發展規劃綱要》指出“大力支持香港鞏固和提升國際金融、航運、貿易中心和國際航空樞紐地位，推動金融、商貿、物流、專業服務等向高端高增值方向發展，打造更具競爭力的國際大都會。”
2019年4月，香港爆發反對逃犯條例修訂草案運動，影響甚廣且爭議。2019年6月9日，大批香港市民走上街頭抗議，反對逃犯條例修訂草案。該草案允許特區政府移交逃犯給予中國內地、澳門及台湾審判。6月12日爆發激烈的警民衝突，進而觸發2019年6月16日遊行以及2019年香港七一衝突中的佔領立法會事件。2019年6月起，香港爆發多次大型的警民衝突事件及佔領行動，並演變成以「光復香港，時代革命」、「五大訴求，缺一不可」、「沒有暴動，只有暴政」、「解散警隊，刻不容緩」、「香港獨立、唯一出路」等為口號的一系列政治抗爭運動。9月4日，行政長官林鄭月娥宣佈正式撤回《逃犯條例》及提出其他三項措施。10月5日特區政府在香港特別行政區成立後首次引用緊急情況規例條例推出禁蒙面法。10月23日，時任保安局局長李家超在立法會正式撤回《逃犯修訂條例》，惟示威活動仍持續。反送中運動示威導致了香港自1956年雙十暴動和1967年六七暴動以來最劇烈的社會動盪。

### 2020年代
2020年5月21日晚，第十三屆全國人民代表大會第三次會議議程中，包括審議《關於建立健全香港特別行政區維護國家安全的法律制度和執行機制的決定》。5月28日，全國人大表決通過制定「港區國安法」決定，獲2,878票贊成、1票反對、6票棄權。
2020年6月4日，香港第六屆立法會以41票贊成、1票反對，三讀通過《國歌條例草案》，《國歌條例》於6月12日正式刊憲並實施。6月30日上午，全國人大常委會委員長栗戰書主持第十三屆全國人大常委會第二十次會議第二次全體會議，常委會162人全票通過《中華人民共和國香港特別行政區維護國家安全法》，習近平根據全國人大常委會的決定簽署第49號主席令予以公布。同日以全國性法律形式納入《中華人民共和國香港特別行政區基本法》附件三中，在香港特别行政區公布實施；約晚上11時香港特區政府刊憲發布內容，「港區國安法」即時生效，一共有66條例。
2021年1月27日，習近平在北京聽取香港行政長官林鄭月娥工作匯報時，提出「愛國者治港」是一國兩制的根本原則。2月22日，「完善『一國兩制』制度體系，落實『愛國者治港』根本原則」專題研討會在北京舉行，全國政協副主席、國務院港澳事務辦公室主任夏寶龍出席開幕式，他表示「要落實習近平總書記指出的『愛國者治港』的原則，要根據香港實際情況設計，形成『有香港特色的民主選舉制度』。」他強調「愛國者治港」，絕不是要搞「清一色」；香港絕大多數市民素有愛國愛港的傳統，「愛國者」的範圍過去是、現在是、將來也是廣泛的；香港中西文化交融，社會多樣多元，一部分市民由於長期生活在香港這樣的資本主義社會，對國家、對內地瞭解不多，甚至對國家、對內地存在各種成見和偏見；對這些人的取態，中央是理解和包容的，也堅信他們會繼續秉承愛國愛港立場，與反中亂港分子劃清界限，積極參與香港治理。
2021年3月11日，第十三屆全國人民代表大會第四次會議表決《關於完善香港特別行政區選舉制度的決定（草案）》，選舉委員會由4個界別、1,200人擴增至5個界別、1,500人，負責提名行政長官候選人、立法會議員候選人，及負責選舉行政長官候任人、立法會部分議員；該決定以2,895票贊成、0票反對、1票棄權，獲得高票通過。
2022年7月1日，香港特區成立25週年，習近平自2007年出任中共中央政治局常委後第三次訪港，也是他自2012年出任中共中央總書記後第二次赴港視察。6月30日下午，習近平抵達香港，展開訪港行程，在高鐵西九龍站的歡迎儀式上講話，稱「一國兩制」是好制度，行而不輟，未來可期。7月1日，習近平在慶祝回歸大會暨特區第六屆政府就職典禮上發表講話，提到香港同胞作出的獨特貢獻，發揮連接內地與世界各地的窗口作用，為祖國發展作出貢獻，並繼續保持高度自由開放；習近平向新一屆特區政府提出四點希望：第一是政府要著力提高治理水平；第二希望不斷增強香港的發展動能；第三希望新政府切實排解民生憂難；第四是社會共同維護香港的和諧穩定；習近平表示，目前香港最大的民心，是盼望生活變得更好，房子住得更寬敞、創業機會更多、孩子教育更好、年紀大的人得到更好照顧……不管從事甚麼職業、信奉甚麼理念的香港居民，只要真心擁護「一國兩制」方針，只要熱愛香港這個家園，遵守《基本法》，都是建設香港的積極力量。習近平提出「四個必須」：第一是必須全面準確貫徹「一國兩制」方針，維護國家主權、安全和發展利益是最高原則，在此前提下，港澳保持原有的資本主義制度長期不變，享有高度自治權，特區所有居民應自覺尊重和維護國家的根本制度社會主義，將為港澳創造無限廣闊的發展空間；第二是必須堅持中央全面管治權和保障特區高度自治權相統一；第三是必須落實愛國者治港；第四是必須保持香港的獨特地位和優勢，中央政府完全支持香港長期保持獨特地位和優勢，鞏固國際金融、航運貿易中心地位，維護自由開放規範的營商環境，保持普通法制度，拓展暢通便捷的國際聯繫。習近平說，要特別關心關愛青年人，指出要引領青少年深刻認識國家和世界發展大勢，增強他們的民族自豪感和主人翁意識，幫助青年解決學業、就業、創業、置業的困難，希望每一個青年都投身建設美好香港。
2023年4月15日，夏寶龍出席「全民國家安全教育日2023」開幕典禮致辭，重點釐清自由和規管的辯證關係，稱：「任何人，不管持何種政治立場、信奉甚麼理念，只要遵守《香港基本法》、《香港國安法》和特別行政區法律，都可以在香港自由地生活、工作、學習，都可以依法行使自己的權利，都可以安心做自己的事情」，表明中央真心呵護香港居民的自由。
2023年5月2日，行政長官李家超公布香港區議會改革方案，直選議席降至不足兩成，並強調行政主導，由政務主任或行政主任職系出身，屬於首長級公務員的民政事務專員兼任區議會主席，又增設機制懲處被視為表現不符公眾期望的議員，區議會亦不再有審批撥款職能。
2023年12月18日，香港特別行政區行政長官李家超在北京述職時，親自向中國共產黨中央委員會總書記習近平匯報，表示將於2024年完成香港特別行政區基本法第二十三條的立法工作。2024年1月30日，行政長官李家超宣布正式展開基本法23條立法的公眾諮詢，諮詢期至2024年2月28日為止。
2024年2月28日，中共中央港澳工作辦公室主任夏寶龍結束7日訪港行程，陪同夏考察的李家超後會見傳媒，李稱經濟發展方面，夏提出3個重點：一、肯定特區政府的工作；二、要堅定發展信心，夏用事實和數據證明香港強勁的核心競爭力，形容香港發展前景「不是誰想唱衰，就唱衰得到」；三、中央全力支持香港發展，夏稱中央會陸續推出惠港政策。李稱夏主任強調，中央堅定支持特區政府依法保護：香港特區居民的福祉，香港特區內的財產和投資，香港的繁榮和穩定，依據基本法、《公民權利和政治權利國際公約》、《經濟、社會與文化權利的國際公約》適用於香港的有關規定享有的包括言論、新聞、出版、結社、集會、遊行、示威等權利和自由。
2024年3月7日，中共中央政治局常委、中央港澳工作領導小組組長丁薛祥在第十四屆全國人民代表大會第二次會議期間會見港澳人大代表團，表示香港特別行政區基本法第二十三條要盡早完成立法。同日，行政長官會同行政會議決定將《維護國家安全條例草案》於翌日刊登《香港政府憲報》並提交立法會審議。2024年3月19日，香港第七屆立法會全票通過《維護國家安全條例》，2024年3月22日時任香港行政長官李家超簽署《維護國家安全條例》，條例於2024年3月23日正式生效，完成《香港基本法第23條》立法工作。

## 地理

### 地貌

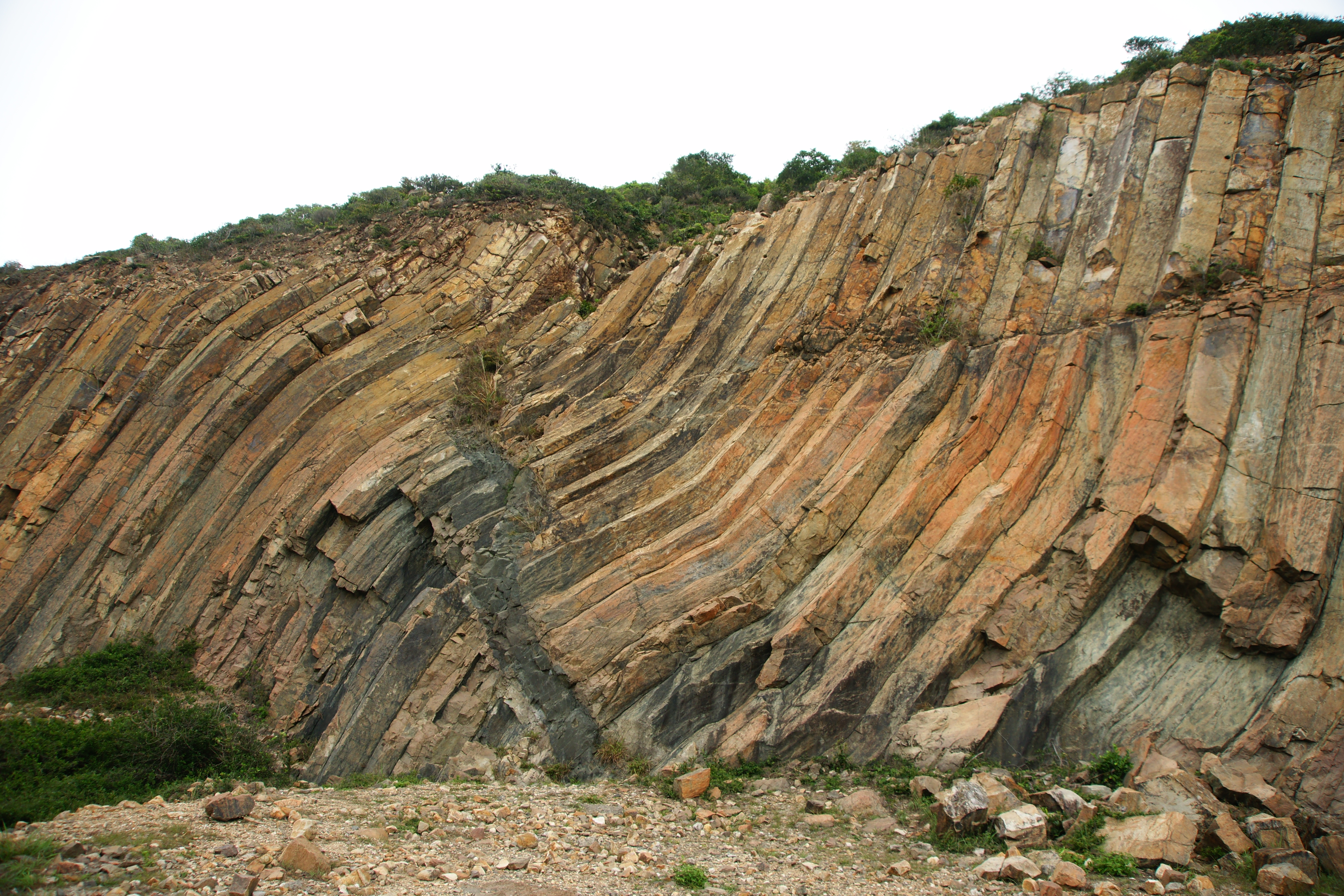
在香港聯合國教科文組織世界地質公園可見的扭曲六角柱狀凝灰岩

香港管轄總面積2,755.03平方公里，其中陆地面積1,105.6平方公里:4（香港島80.7平方公里、九龍46.9平方公里、新界及離島978平方公里，2014年年底數字）:9，水域面積1,650.64平方公里。從歷史看，香港地區可分為香港島、九龍和新界三部分:4。
維多利亞港是與美國舊金山和巴西里約熱內盧齊名之世界三大天然深水良港之一，港深水闊，終年不凍:37。九龍半島和香港島之間是世界少有天然深水港灣，寬約1.5至9.6公里，深度2至14.5米，可供巨輪自由往來停泊，戰略地位十分重要:11。

### 生態

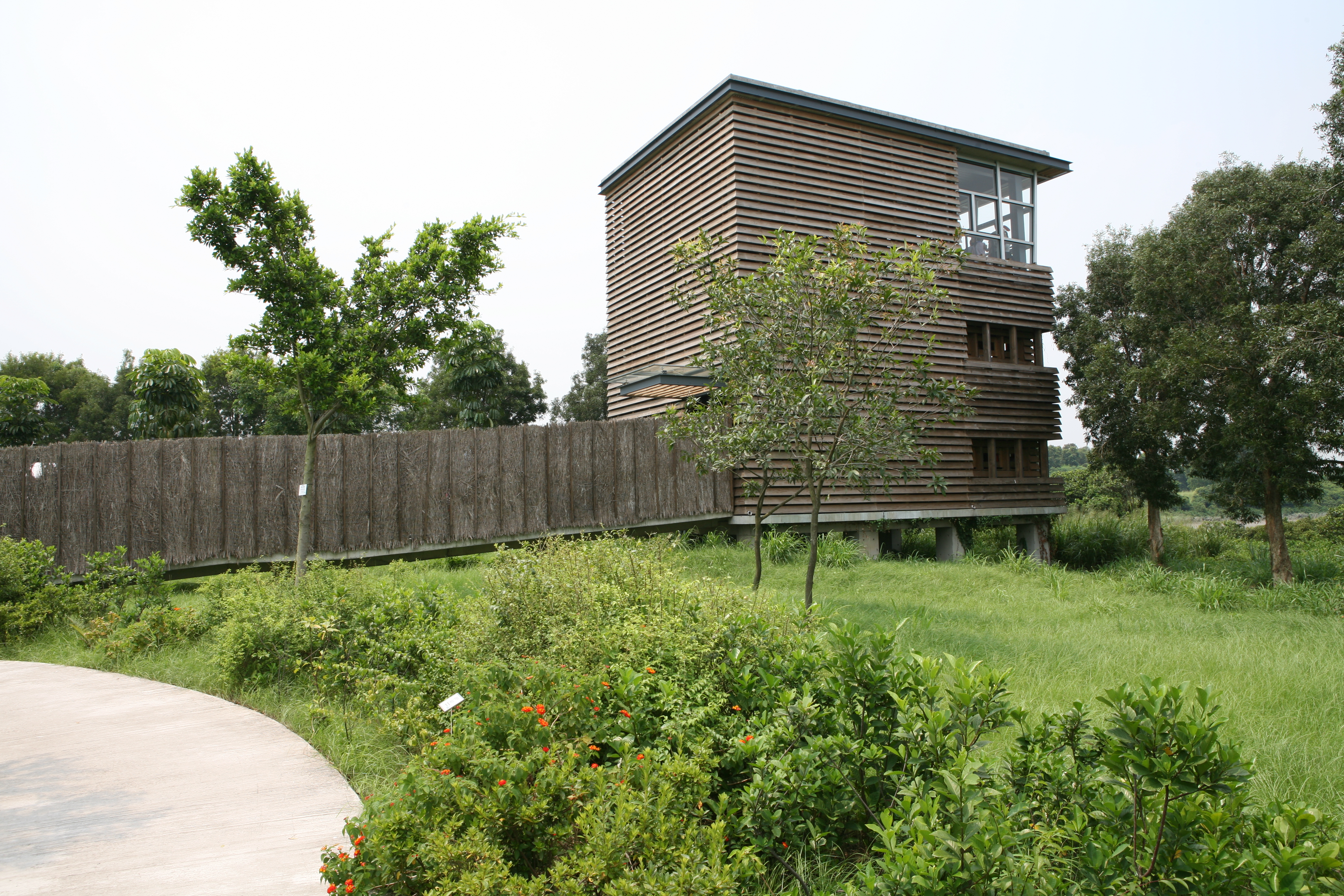
香港濕地公園的觀鳥屋

歷史上，香港曾出現野生動物：豹、虎、貛、水獺、穿山甲、野貓、野豬、食蟹獴、蠑螈、200種蝴蝶、32種蛇（包括鉤盲蛇、白唇竹葉青、緬甸蟒）、金線魚、鯔魚、木棉魚、大黃魚、海蛇、魚狗:13。
香港75%的土地為郊區，自然生態盎然。至2006年6月，香港有逾3,100個維管植物品種或變種，境內繁殖的陸棲哺乳动物超過50種，兩棲類、爬行類和鳥類分別都過百種，當中不乏香港特有種，例如香港細辛、香港巴豆及盧文氏樹蛙等。香港位於亞洲鸟类迁徙路線上的中途站，新界西北部的米埔沼澤區有最多候鳥棲息，所屬的后海灣濕地自1995年根據《拉姆薩爾公約》獲列為國際重要濕地。瀕危品種包括黑臉琵鷺、白腹軍艦鳥和勺嘴鷸等亦在香港過境。部份郊區被劃為香港郊野公園及香港特別地區，以保護陸地自然生態環境；亦設有海岸公園及海岸保護區以保護海洋自然生態。
根據世界自然基金會香港分會的數字，若全球人都套用香港人的生活模式，便需要4.2個地球來滿足人類的消費習慣及吸收我們所產生的廢物。

### 氣候
香港為亞熱帶氣候，秋季冷熱適中；有時連續幾週多雲陰天，悶熱潮濕；常有強烈颱風:13。年中時間，太平洋形成高氣壓，此股夏季季候風則會吹向歐亞大陸，為香港帶來多雨潮濕的夏季。夏秋兩季亦是颱風季節，有時會引發水浸及山泥傾瀉；經常受到熱帶氣旋吹襲，如厄爾尼諾現象形成的年份香港受熱帶氣旋吹襲次數較平常少及較遲，但雨量較平常多；而拉尼娜現象形成的年份香港受熱帶氣旋吹襲次數較平常略多及較早，雨量與往年相約。12月至翌年2月則是冬季，清涼乾燥，高地偶有霜降。
| 香港氣象數據（平均數據採集自1991年至2020年；極端數據採集自1884年至1939年，以及1947年至今） | 香港氣象數據（平均數據採集自1991年至2020年；極端數據採集自1884年至1939年，以及1947年至今） | 香港氣象數據（平均數據採集自1991年至2020年；極端數據採集自1884年至1939年，以及1947年至今） | 香港氣象數據（平均數據採集自1991年至2020年；極端數據採集自1884年至1939年，以及1947年至今） | 香港氣象數據（平均數據採集自1991年至2020年；極端數據採集自1884年至1939年，以及1947年至今） | 香港氣象數據（平均數據採集自1991年至2020年；極端數據採集自1884年至1939年，以及1947年至今） | 香港氣象數據（平均數據採集自1991年至2020年；極端數據採集自1884年至1939年，以及1947年至今） | 香港氣象數據（平均數據採集自1991年至2020年；極端數據採集自1884年至1939年，以及1947年至今） | 香港氣象數據（平均數據採集自1991年至2020年；極端數據採集自1884年至1939年，以及1947年至今） | 香港氣象數據（平均數據採集自1991年至2020年；極端數據採集自1884年至1939年，以及1947年至今） | 香港氣象數據（平均數據採集自1991年至2020年；極端數據採集自1884年至1939年，以及1947年至今） | 香港氣象數據（平均數據採集自1991年至2020年；極端數據採集自1884年至1939年，以及1947年至今） | 香港氣象數據（平均數據採集自1991年至2020年；極端數據採集自1884年至1939年，以及1947年至今） | 香港氣象數據（平均數據採集自1991年至2020年；極端數據採集自1884年至1939年，以及1947年至今） |
| 月份                                                                                       | 1月                                                                                        | 2月                                                                                        | 3月                                                                                        | 4月                                                                                        | 5月                                                                                        | 6月                                                                                        | 7月                                                                                        | 8月                                                                                        | 9月                                                                                        | 10月                                                                                       | 11月                                                                                       | 12月                                                                                       | 全年                                                                                       |
| ------------------------------------------------------------------------------------------ | ------------------------------------------------------------------------------------------ | ------------------------------------------------------------------------------------------ | ------------------------------------------------------------------------------------------ | ------------------------------------------------------------------------------------------ | ------------------------------------------------------------------------------------------ | ------------------------------------------------------------------------------------------ | ------------------------------------------------------------------------------------------ | ------------------------------------------------------------------------------------------ | ------------------------------------------------------------------------------------------ | ------------------------------------------------------------------------------------------ | ------------------------------------------------------------------------------------------ | ------------------------------------------------------------------------------------------ | ------------------------------------------------------------------------------------------ |
| 历史最高温 °C（°F）                                                                        | 26.9 (80.4)                                                                                | 28.3 (82.9)                                                                                | 31.5 (88.7)                                                                                | 33.4 (92.1)                                                                                | 36.1 (97.0)                                                                                | 35.6 (96.1)                                                                                | 36.1 (97.0)                                                                                | 36.6 (97.9)                                                                                | 35.9 (96.6)                                                                                | 34.6 (94.3)                                                                                | 31.8 (89.2)                                                                                | 28.7 (83.7)                                                                                | 36.6 (97.9)                                                                                |
| 平均高温 °C（°F）                                                                          | 18.7 (65.7)                                                                                | 19.4 (66.9)                                                                                | 21.9 (71.4)                                                                                | 25.6 (78.1)                                                                                | 28.8 (83.8)                                                                                | 30.7 (87.3)                                                                                | 31.6 (88.9)                                                                                | 31.3 (88.3)                                                                                | 30.5 (86.9)                                                                                | 28.1 (82.6)                                                                                | 24.5 (76.1)                                                                                | 20.4 (68.7)                                                                                | 26.0 (78.8)                                                                                |
| 日均气温 °C（°F）                                                                          | 16.5 (61.7)                                                                                | 17.1 (62.8)                                                                                | 19.5 (67.1)                                                                                | 23.0 (73.4)                                                                                | 26.3 (79.3)                                                                                | 28.3 (82.9)                                                                                | 28.9 (84.0)                                                                                | 28.7 (83.7)                                                                                | 27.9 (82.2)                                                                                | 25.7 (78.3)                                                                                | 22.2 (72.0)                                                                                | 18.2 (64.8)                                                                                | 23.5 (74.3)                                                                                |
| 平均低温 °C（°F）                                                                          | 14.6 (58.3)                                                                                | 15.3 (59.5)                                                                                | 17.6 (63.7)                                                                                | 21.1 (70.0)                                                                                | 24.5 (76.1)                                                                                | 26.5 (79.7)                                                                                | 26.9 (80.4)                                                                                | 26.7 (80.1)                                                                                | 26.1 (79.0)                                                                                | 23.9 (75.0)                                                                                | 20.3 (68.5)                                                                                | 16.2 (61.2)                                                                                | 21.6 (70.9)                                                                                |
| 历史最低温 °C（°F）                                                                        | 0.0 (32.0)                                                                                 | 2.4 (36.3)                                                                                 | 4.8 (40.6)                                                                                 | 9.9 (49.8)                                                                                 | 15.4 (59.7)                                                                                | 19.2 (66.6)                                                                                | 21.7 (71.1)                                                                                | 21.6 (70.9)                                                                                | 18.4 (65.1)                                                                                | 13.5 (56.3)                                                                                | 6.5 (43.7)                                                                                 | 4.3 (39.7)                                                                                 | 0.0 (32.0)                                                                                 |
| 平均降雨量 mm（）                                                                          | 33.2 (1.31)                                                                                | 38.9 (1.53)                                                                                | 75.3 (2.96)                                                                                | 153.0 (6.02)                                                                               | 290.6 (11.44)                                                                              | 491.5 (19.35)                                                                              | 385.8 (15.19)                                                                              | 453.2 (17.84)                                                                              | 321.4 (12.65)                                                                              | 120.3 (4.74)                                                                               | 39.3 (1.55)                                                                                | 28.8 (1.13)                                                                                | 2,431.2 (95.72)                                                                            |
| 平均降雨天数（≥ 0.1 mm）                                                                   | 5.70                                                                                       | 7.97                                                                                       | 10.50                                                                                      | 11.37                                                                                      | 15.37                                                                                      | 19.33                                                                                      | 18.43                                                                                      | 17.50                                                                                      | 14.90                                                                                      | 7.83                                                                                       | 5.70                                                                                       | 5.30                                                                                       | 139.90                                                                                     |
| 平均相對濕度（％）                                                                         | 74                                                                                         | 79                                                                                         | 82                                                                                         | 83                                                                                         | 83                                                                                         | 82                                                                                         | 81                                                                                         | 81                                                                                         | 78                                                                                         | 73                                                                                         | 72                                                                                         | 70                                                                                         | 78                                                                                         |
| 月均日照時數                                                                               | 145.8                                                                                      | 101.7                                                                                      | 100.0                                                                                      | 113.2                                                                                      | 138.8                                                                                      | 144.3                                                                                      | 197.3                                                                                      | 182.1                                                                                      | 174.4                                                                                      | 197.8                                                                                      | 172.3                                                                                      | 161.6                                                                                      | 1,829.3                                                                                    |
| 可照百分比                                                                                 | 43                                                                                         | 32                                                                                         | 27                                                                                         | 30                                                                                         | 34                                                                                         | 36                                                                                         | 48                                                                                         | 46                                                                                         | 47                                                                                         | 55                                                                                         | 52                                                                                         | 48                                                                                         | 41                                                                                         |
| 来源：香港天文台                                                                           |                                                                                            |                                                                                            |                                                                                            |                                                                                            |                                                                                            |                                                                                            |                                                                                            |                                                                                            |                                                                                            |                                                                                            |                                                                                            |                                                                                            |                                                                                            |

### 空氣污染
路邊空氣污染主要來自車輛的廢氣；而區域性的煙霧問題則是由香港和珠江三角洲地區的車輛、船舶、工業及發電廠排放的污染物引起。高樓大廈林立的市區令到空氣中的懸浮粒子和微塵難以吹散，屏風樓阻礙空氣流通，助長煙霞及低能見度等現象的發生。另外，當有熱帶氣旋於台灣或菲律賓附近，香港及珠三角就會受到其外圍環流影響而轉吹西北風及出現下沉氣流，這種天氣有利於臭氧經光化學反應而形成、傳播並積聚在珠江口附近，香港的空氣污染亦會變得嚴重。
同時，受珠江三角洲經濟區區域光化學煙霧問題影響，香港的臭氧濃度仍在上升。

### 行政分區

香港行政區劃

香港其實是以很嚴格的區域規畫來發展，尤其是新市鎮規畫嚴謹:289。香港分為18個地區，其中香港島有4區，九龍有5區，新界有9區。香港區議會為香港議會制度一部份，但無權立法（除非得到政府特別批准，例如：《2005年吸煙（公眾衞生）（修訂）條例》通過後，康文署署長容許各區議會劃定轄區的室外康樂設施的禁煙範圍；油尖旺區議會於2018年通過終止旺角行人專用區，並由運輸署執行及刊憲撤銷）和審批公共財政或稅收。
除了十八區外，2007年起香港向深圳市租借深圳灣口岸之港方口岸區。全國人民代表大會常務委員會授權香港特別行政區自深圳灣口岸啟用之日起，依照香港法律制度管轄該口岸所設港方口岸區。2018年9月成立的西九龍站內地口岸區，在香港境內實行內地法律。
另外，2017年1月3日，香港及深圳兩地官員簽署《關於港深推進落馬洲河套地區共同發展的合作備忘錄》，正式確認落馬洲河套地區為香港屬地，在該地發展港深創新及科技園，佔地87公頃，是整個香港科學園的四倍。根據地政總署資料顯示，雖然該幅土地已納入香港特別行政區之範圍內，但屬於那區議會地方行政區則未有決定。
18個分區分別為：
| 香港島                          | 九龍西                           | 九龍東              | 新界東                            | 新界西                                       | 其他                     |
| ------------------------------- | -------------------------------- | ------------------- | --------------------------------- | -------------------------------------------- | ------------------------ |
| - 中西區 - 東區 - 南區 - 灣仔區 | - 九龍城區 - 深水埗區 - 油尖旺區 | - 黃大仙區 - 觀塘區 | - 北區 - 西貢區 - 沙田區 - 大埔區 | - 離島區 - 葵青區 - 荃灣區 - 屯門區 - 元朗區 | - 水域 - 港岸區 - 河套區 |

### 交通

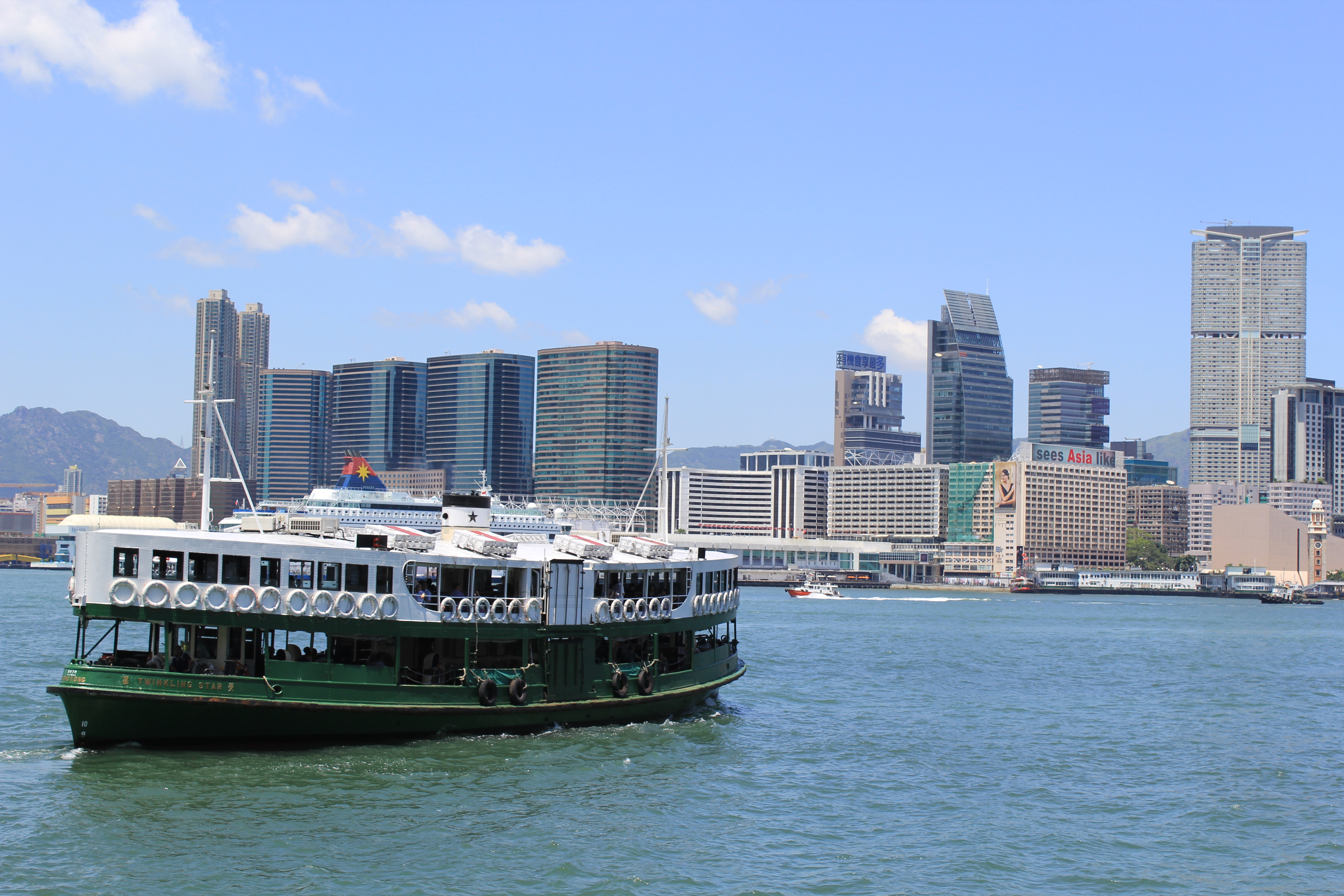
香港渡輪

2013年，公共交通日均載客約為1,235萬人次:39。
1993年10月15日，中環至半山自動扶梯系統開放使用，全長約800米，為世界最長有蓋自動電動扶梯系統:473。山頂纜車於1888年5月通車:469。
香港道路使用率位居世界前列，道路總長度有2,099公里:39。香港之山形地勢，與市區之密集建築，使改善道路，施工維艱；但在港九市區，均在若干街道實施單向行車辦法，及大規模道路及天橋工程，藉以疏導交通:2。截至2014年年底，香港領牌車輛共70萬輛:39。

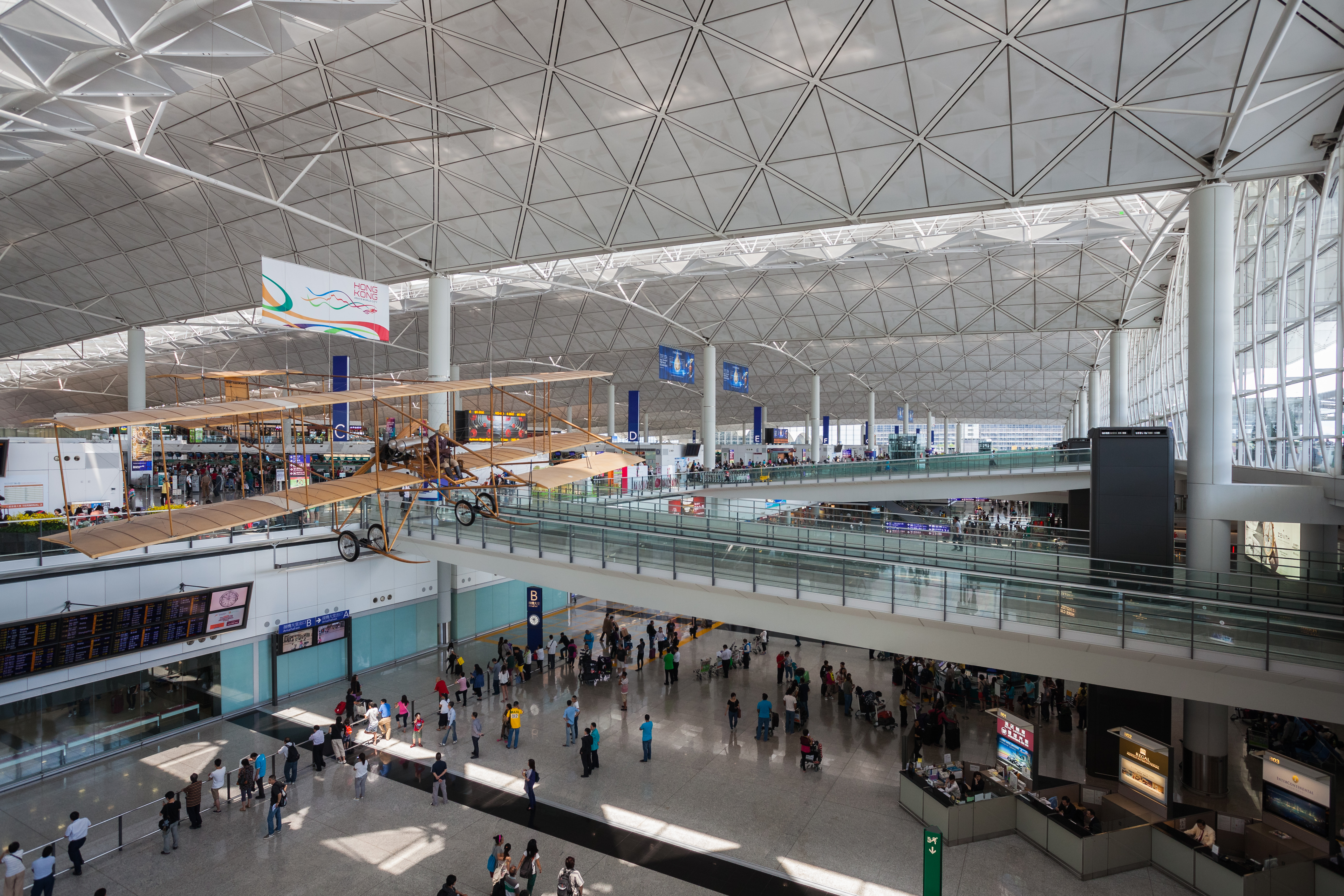
香港國際機場一號客運大樓

1924年，何啟、區德投資興建啟德機場:470。2013年，有372,000架次飛機進出香港國際機場:38。
陸路交通方面，廣深港高速鐵路香港段建造工程於2010年1月動工。

### 建築
香港城市建築以現代主義建築為主，大量香港摩天大樓分佈於維多利亞港兩岸，高度逾90米的建築逾3,069座，為全球密度最高最寬的天際線。從太平山山頂俯瞰維多利亞港兩岸或從尖沙咀眺望香港島，為世界三大夜景之一。香港有些商業大廈及住宅皆是摩天大樓。全球最高100棟住宅大樓中，逾半位於香港。1988年11月25日，香港會議展覽中心開幕:473。1990年5月中銀大廈在金鐘落成:473。
過去，摩天大樓主要集中在香港島北岸。九龍啟德機場於1998年7月關閉後，九龍半島的樓宇高度限制獲大幅放寬，摩天大樓大量落成。於2010年落成、位於西九龍的環球貿易廣場，高度為484米，為香港最高、全球第9高建築物。遠離香港市區的新界，住宅常見樓高40層以上，不少是香港公共房屋。近年發展商主力發展新界，如將軍澳、沙田和元朗等，新界像市區般高樓建築林立，大多樓高40層以上，其中將軍澳包括日出康城及峻瀅等。
建築物於集中容易造成屏風樓及熱島效應。2000年，特區政府展開諮詢，在2008年在各分區規劃大綱圖中制定建築物在所屬分區之高度限制。
香港不少著名建築，包括由诺曼·福斯特設計的香港滙豐總行大廈於1985年重建完成之時，為當時全球最昂貴建築物；香港國際機場建築設計也是出自其手筆。
| 排名 | 摩天大廈         | 樓高（米） |
| ---- | ---------------- | ---------- |
| 1    | 環球貿易廣場     | 484        |
| 2    | 國際金融中心二期 | 415.8      |
| 3    | 中環廣場         | 374        |
| 4    | 中銀大廈         | 367.4      |
| 5    | 中環中心         | 346        |
| 6    | 如心廣場高座     | 318.8      |
| 7    | 港島東中心       | 308        |
| 8    | 長江集團中心     | 282.9      |
| 9    | 天璽             | 269        |
| 10   | 河內道18號       | 261        |

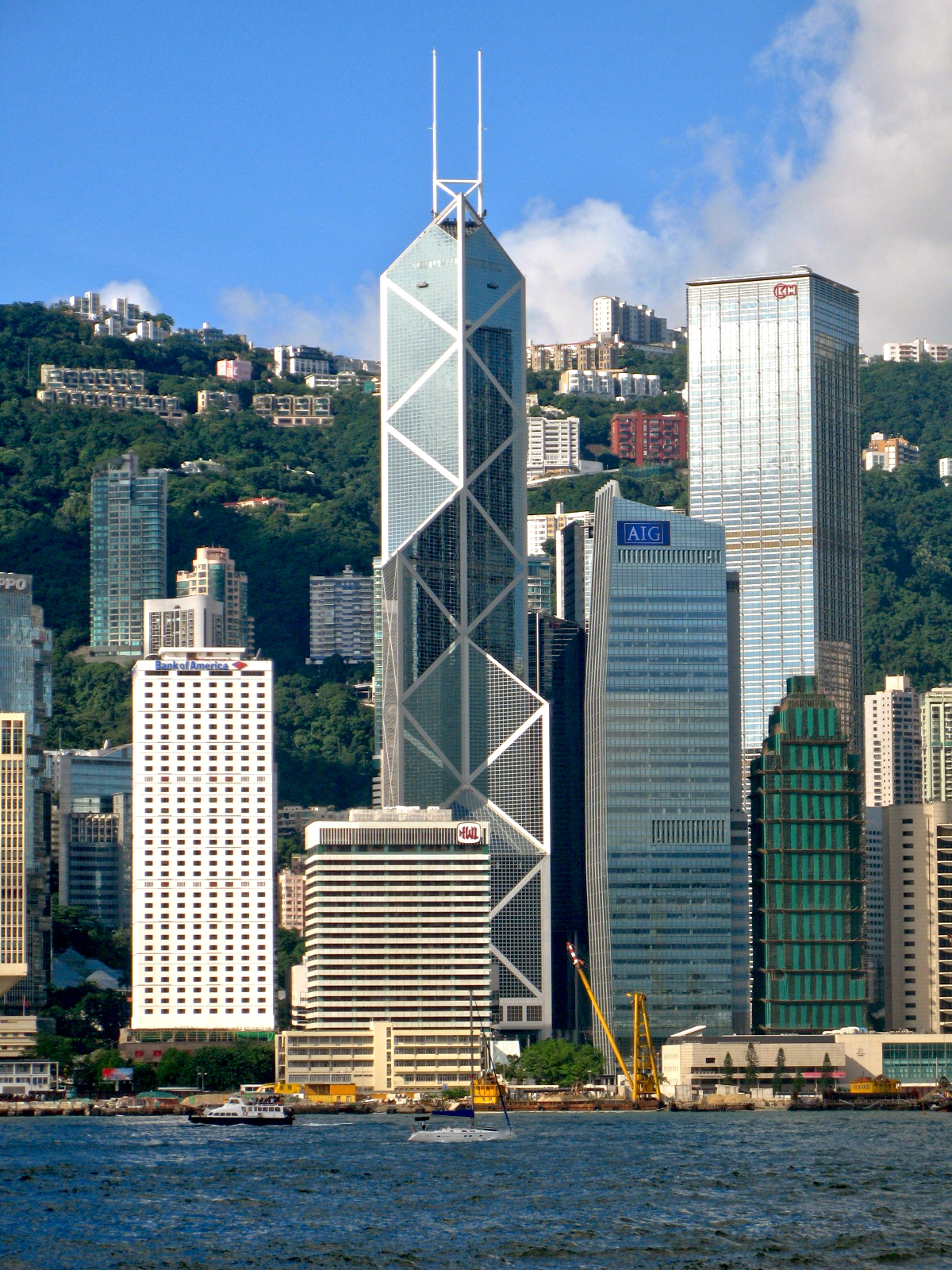
位於中環的中銀大廈
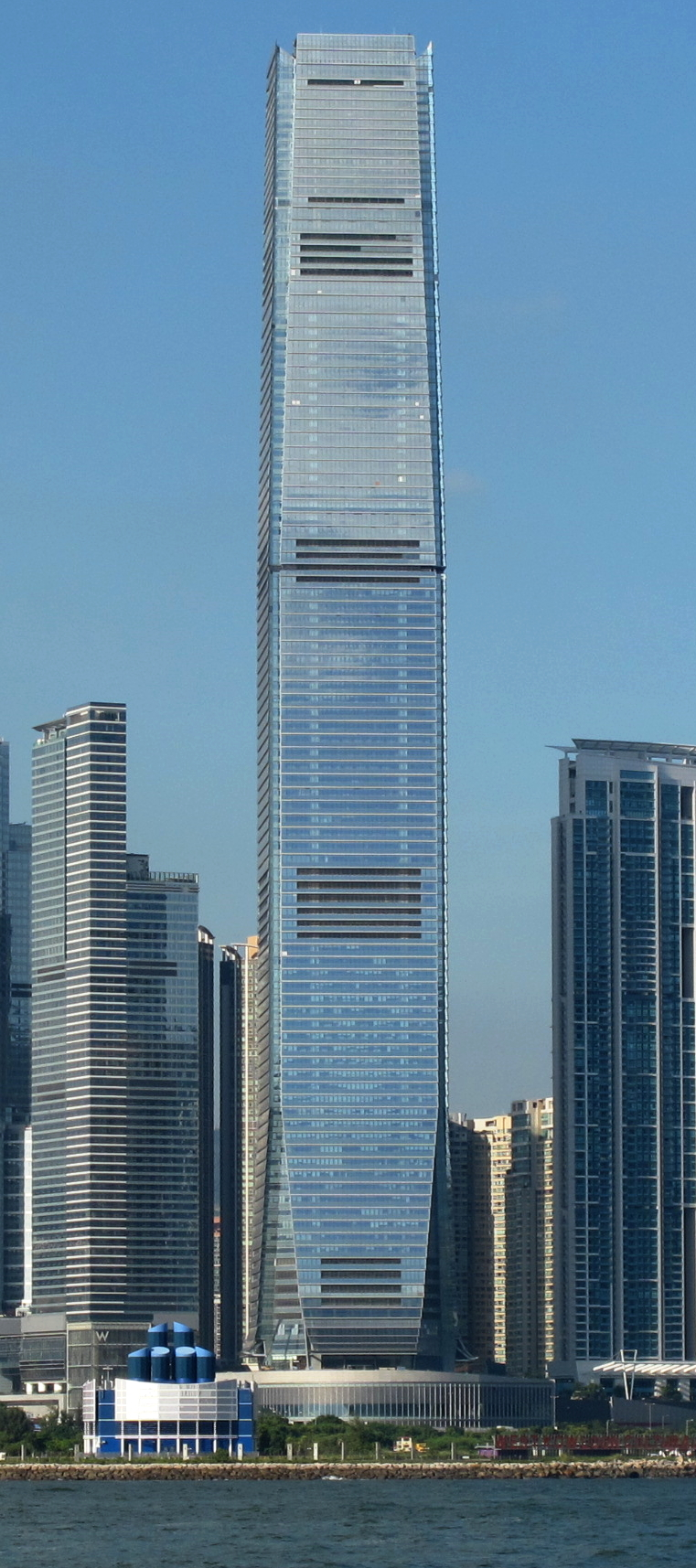
環球貿易廣場 （圖中最高者）
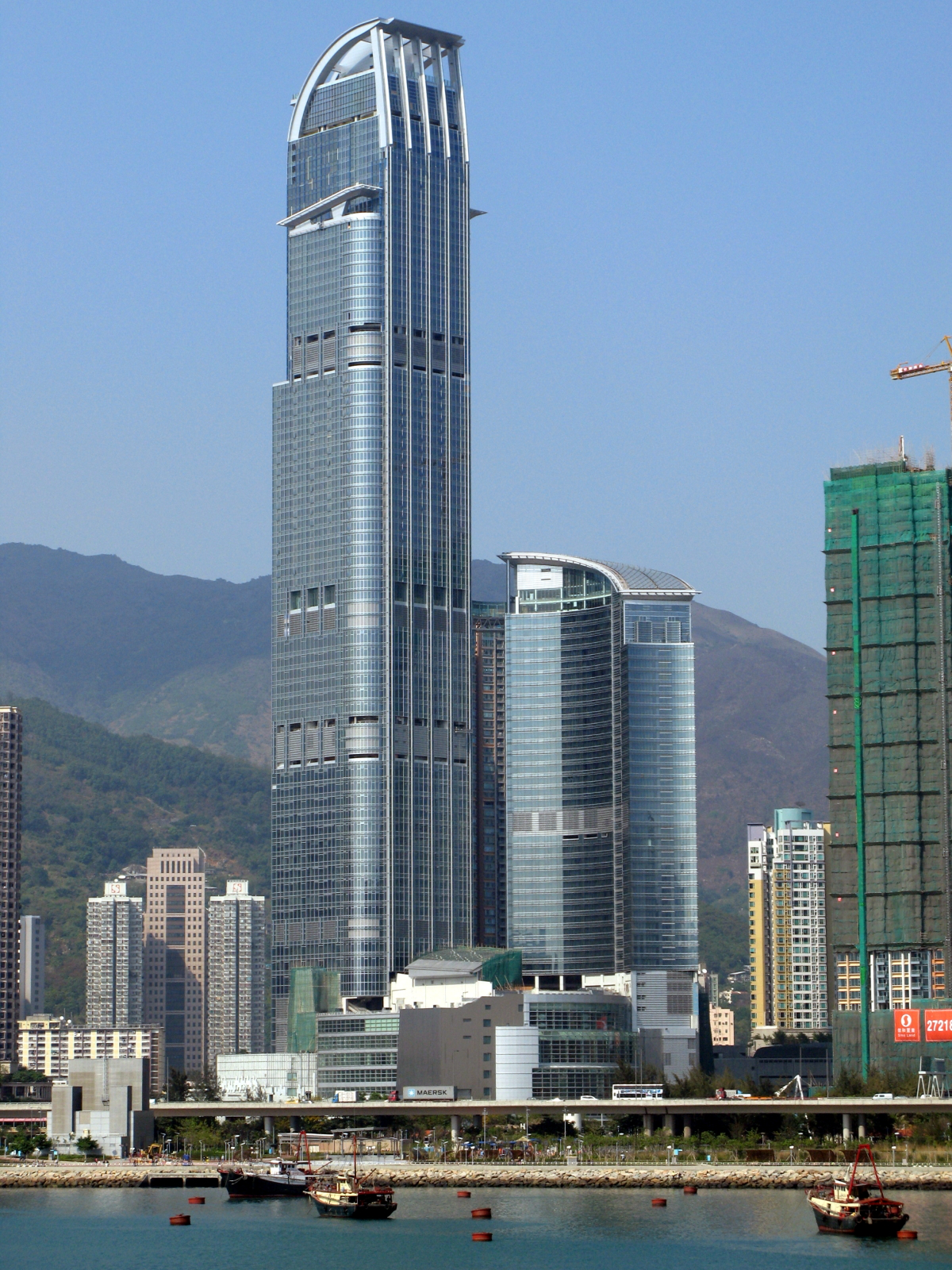
如心廣場
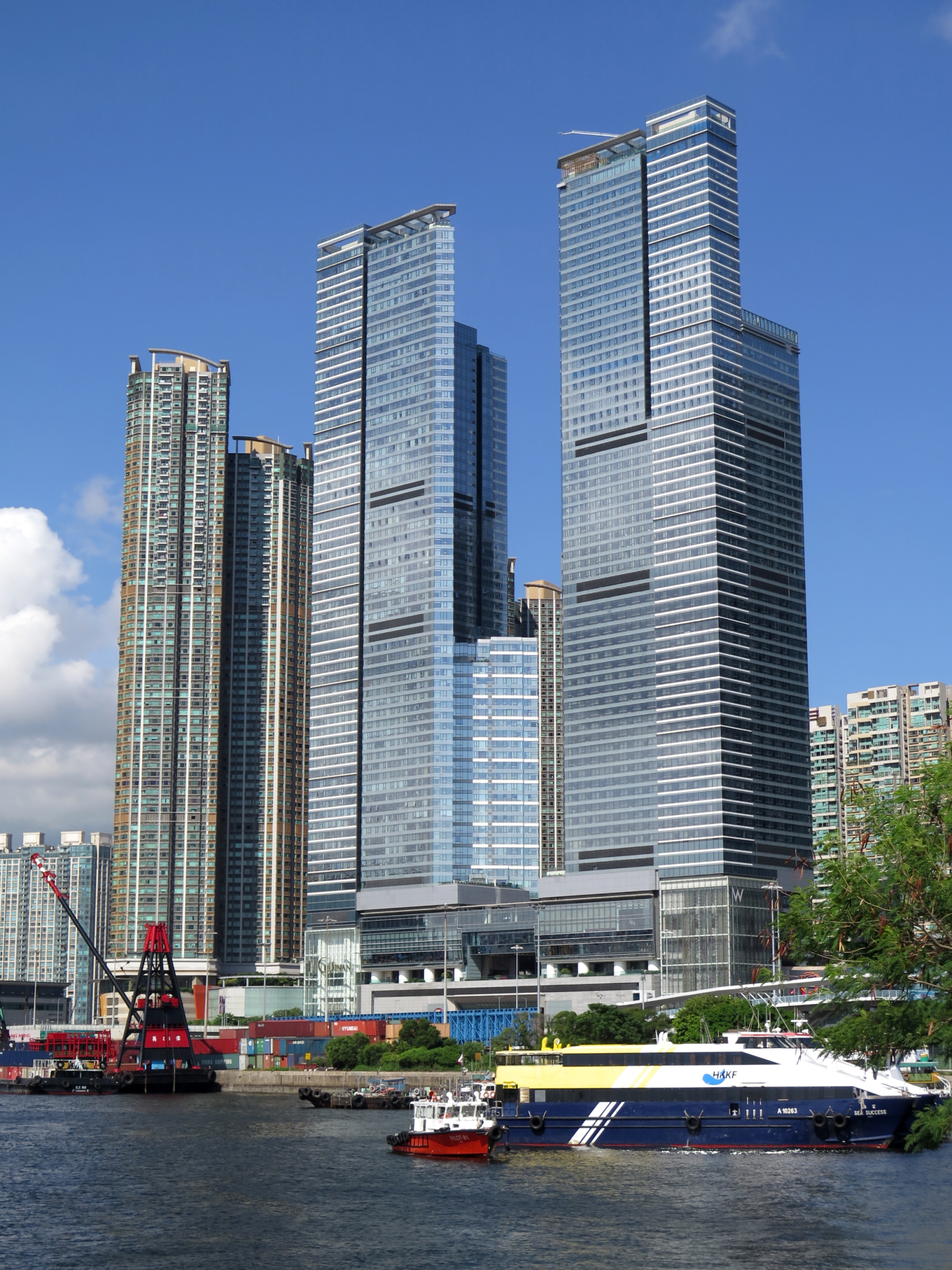
天璽
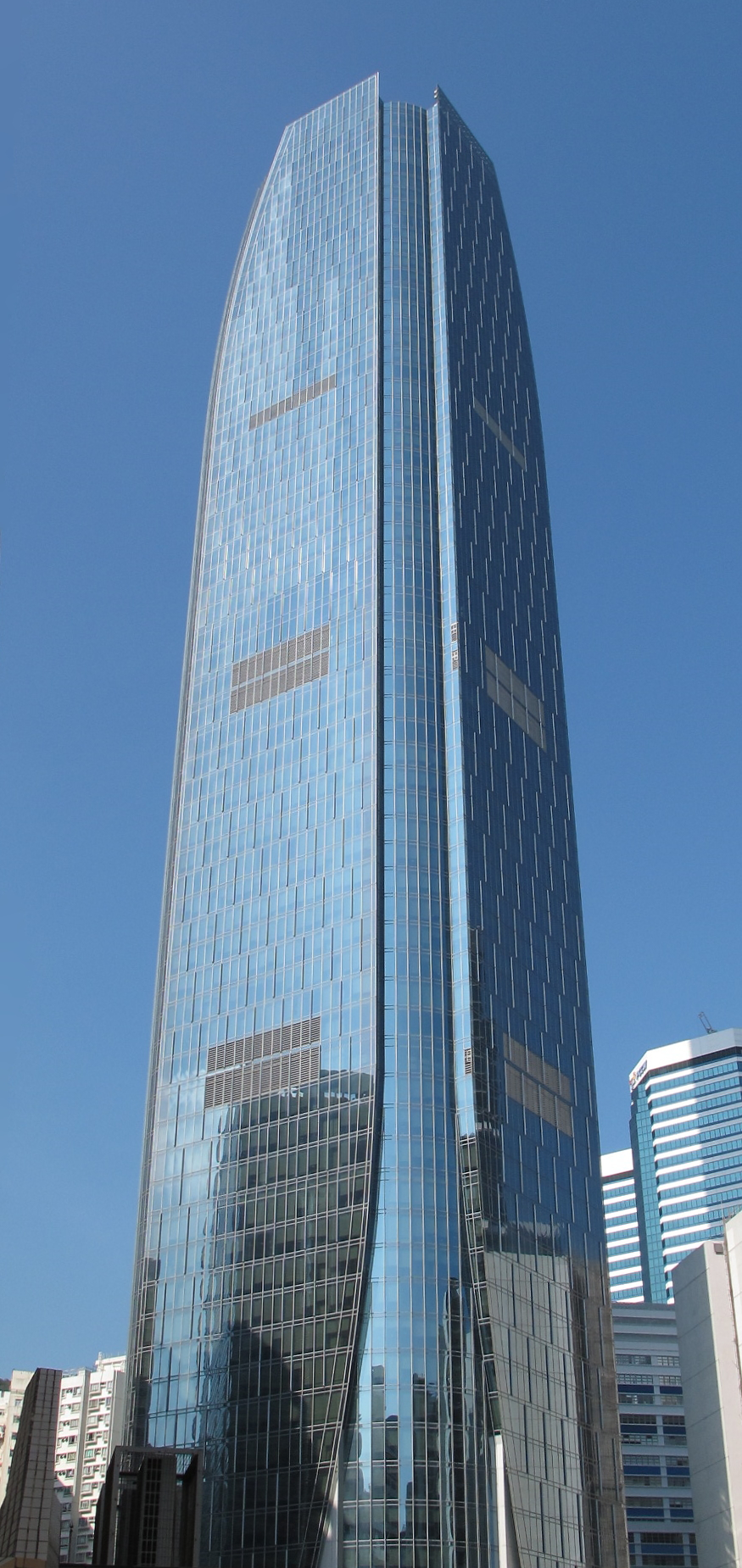
港島東中心

香港橋樑建築技術位居世界前列，連接青衣島及馬灣的青馬大橋，是全球最長的行車及鐵路懸索吊橋，而鄰近的汲水門大橋和汀九橋則分別為最長的行車及鐵路斜拉橋和最長的三塔式斜拉橋。另外還有跨越藍巴勒海峽，連接昂船洲與青衣島東南角九號貨櫃碼頭的昂船洲大橋，橋塔是全球首次採用以不銹鋼及混凝土的混合式結構。對香港港口物流發展重要，是建築地標。

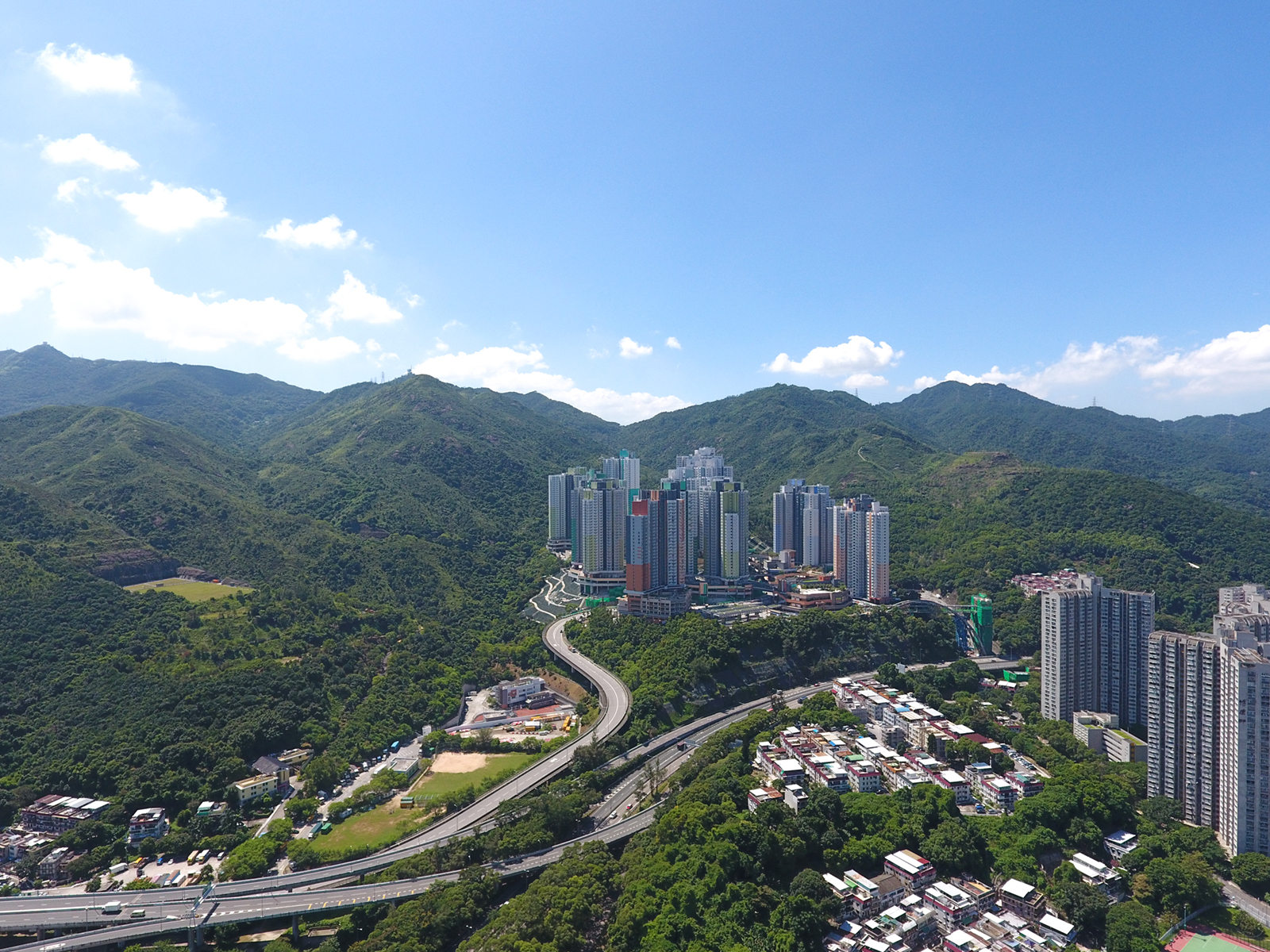
公共屋邨水泉澳邨
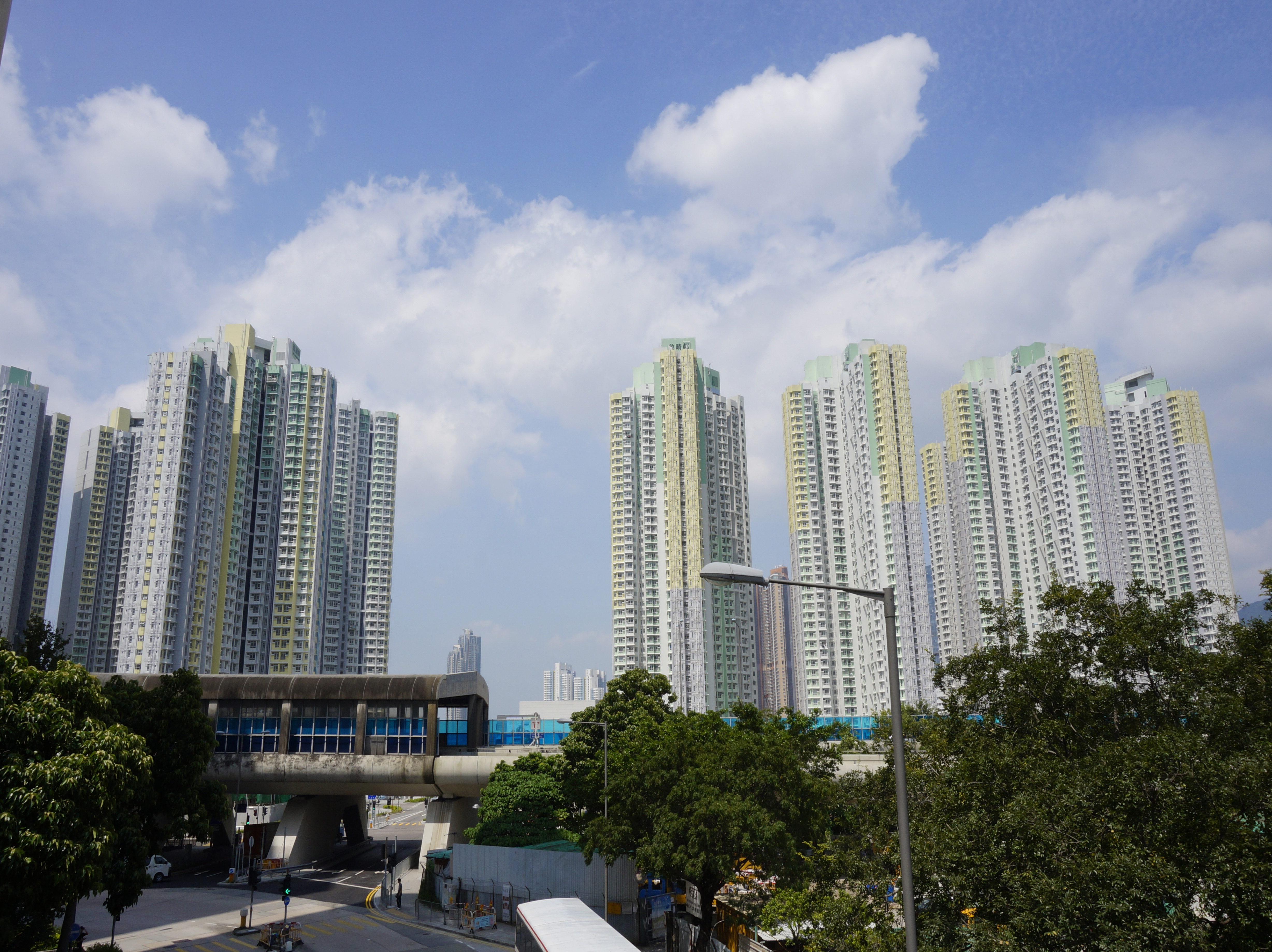
公共屋邨德朗邨

自1950年代開始，政府積極規劃諸多建築項目，包括興建大量香港公共屋邨及其他配套設施。同時政府開始在新界各區發展香港新市鎮，2007年為止，共建立9座新市鎮，容納約320萬人口。香港填海工程，使市區有更多可以使用的土地，但後來由於保育人士反對及為保護環境而大幅度減少填海幅度；加上《保護海港條例》於1997年獲立法局通過後，特區政府開始在維多利亞港以外進行填海。
未來香港土地利用包括西九龍填海地及前啟德機場土地：前者將會發展為西九文化區；後者則將會發展成為集休閒、旅遊、體育於一身的啟德發展計劃。明日大嶼願景（原為東大嶼都會）及北部都會區亦成為近年大規模及富爭議的基建發展項目。
古老的技術抵禦挑戰，建築摩天大廈仍然以搭棚為主:149。

## 健康
| 新界西聯網 新界東聯網 | 九龍西聯網 九龍中聯網 九龍東聯網 | 港島西聯網 港島東聯網 |

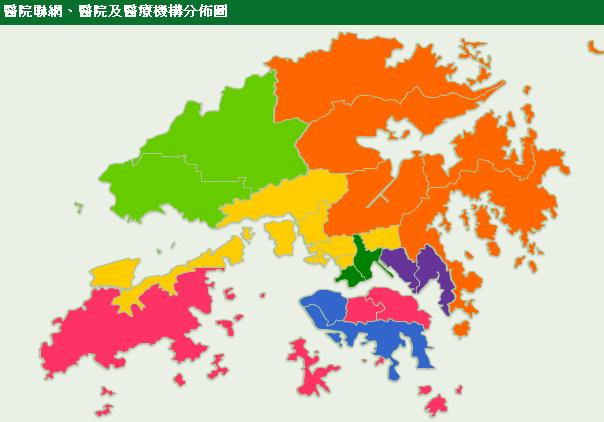
香港公立醫院聯網分佈圖
新界西聯網
新界東聯網
九龍西聯網
九龍中聯網
九龍東聯網
港島西聯網
港島東聯網

香港有43間公立醫院和公立醫療機構、49間公立專科門診及73間公立普通科門診，並有13間私家醫院。1872年2月14日，東華醫院落成:469。1878年，保良局成立:469。
香港醫療和保健服務由食物及衞生局制訂政策和分配資源，公營醫療主要由醫院管理局和衞生署負責，醫院管理局負責執行公共醫療政策，提供公立醫院及相關醫療服務，管理香港公立醫院，各醫院及門診，並按其所屬區域劃分為七個醫院聯網，總共有43間公立醫院（包括兩間精神科醫院及香港兒童醫院）和醫療機構，合共提供近3萬張病床，並有48間專科門診診所和73間普通科門診診所。而衞生署主要負責預防及治療傳染病並提供少量健康護理服務，轄下有診所和健康中心，為香港市民提供醫院管理局以外的少數服務。同時也有自己的疾病預防控制機構衞生防護中心。
香港有兩間醫學院，分別有香港大學李嘉誠醫學院和香港中文大學醫學院，兩間醫學院都與公立醫院合作，方便在醫院教學及硏究。另有一間動物醫學院賽馬會動物醫學及生命科學院。
曾任衞生署署長的陳馮富珍是首位出任世界衞生組織總幹事的香港人，也是首位出任國際組織最高領導職位的香港女性。
據香港政府統計處數據，截至2021年，香港男女2020年的平均預期壽命分別為82.9歲及88歲，其中腫瘤為頭號死亡原因，佔香港人死亡率的33.4%，其次則為循環系統疾病（即心血管疾病，28.1%）及呼吸系統疾病（16.6%）。
2022年香港最常見癌症（按發病數字）依次為：肺（16.1%）、乳腺（14.7%）、大腸（14.7%）、前列腺（7.8%）、肝（4.6%）、胃（3.6%）、子宮體（3.4%）、非霍奇金淋巴瘤（3.1%）、甲狀腺（3.0%）、胰臟（2.9%） ，2012至2018年最常見癌症一直為大腸癌，至2019年方為肺癌所超越。
死亡比例（2022年）則依次為：肺（25.7%）、大腸（15.4%）、肝（9.6%）、胰臟（6.3%）、乳腺（5.5%）、胃（4.3%）、前列腺（3.5%）、非霍奇金淋巴瘤（2.7%）、白血病（2.5%）、食道（1.9%）。
據《世界概況》2024年估計，新加坡、馬來西亞、越南、菲律賓、印尼、韓國、中國內地及香港的每一千人口的死亡率分別為4.3、5.8、5.8、6.2、6.8、7.4、7.7及8.1。
| 1981年至2021年香港的死亡率 |
| |
| 按每十萬名標準人口計算的死亡數。 數字乃按指定期間根據香港法例第174章《生死登記條例》登記的死亡人數而編製。 2001年起的統計數字是根據以「居住人口」方法取代「廣義時點」方法所得出的人口估計數字編製。 |

| 1981年至2021年香港的年齡標準化死亡率 |
| |
| 按每十萬名標準人口計算的死亡數（根據GPE Discussion Paper Series: No.31, EIP/GPE/EBD, World Health Organization, 2001刊載的標準世界人口而編製）。 數字乃按指定期間根據香港法例第174章《生死登記條例》登記的死亡人數而編製。 2001年起的統計數字是根據以「居住人口」方法取代「廣義時點」方法所得出的人口估計數字編製。 |

## 政治
中華人民共和國恢復對香港行使主權後，香港成為中華人民共和國的一個特別行政區，並根據《中英聯合聲明》由《香港特別行政區基本法》確立「一國兩制，港人治港，高度自治」原則，於香港設立行政、立法和司法機構，管理香港事務，而絕大多數全國性法律不適用於香港。《基本法》規定，香港法院可就有關香港自治範圍的事務解釋基本法，但全國人民代表大會常務委員會擁有最終解釋權。
香港特区政府和中國中央政府都多次指1997年後「一國兩制」得到落實，例如：法輪功在香港的公開活動、香港政治人物公開發表對中國內地制度的意見等。
英國政府自1997年起每半年發布《香港問題半年報告》， 2017年前報告均認為一國兩制原則大致運作良好。至2020年，香港經歷反對修訂逃犯條例運動及全國人大常委會落實《港區國安法》後，英國政府於多份半年報告中批評北京違反《中英聯合聲明》中承諾。
但亦有政界人士批評高度自治「變形走樣」，甚至認為香港趨向「一國一制」，例如：中華人民共和國政府打壓香港人的普選要求、中華人民共和國全國人民代表大會繞過立法會在港實施國安法等。

### 行政
香港特別行政區行政長官是香港特別行政區政府首長（簡稱特首），亦是香港特別行政區的代表。由行政長官主持的行政會議為政府最高決策機關。
首任行政長官為董建華，由中央人民政府所委任的400人香港特別行政區第一屆政府推選委員會，在1996年行政長官選舉獲320票勝出，12月16日獲中國國務院總理李鵬任命為第一任行政長官。2002年2月，董建華獲由800人所組成的選舉委員會逾700委員提名，參加2002年行政長官選舉，沒有對手而自動當選，3月7日獲中國國務院總理朱鎔基委任為第二任香港特別行政區行政長官。
在2005年行政長官選舉中，曾蔭權自動當選，任期至2007年6月，即第二屆所餘下的任期。2007年，曾蔭權爭取連任，公民黨立法會議員梁家傑取得足夠提名，成為首名民主派候選人進入2007年行政長官選舉，結果曾蔭權以649票成功連任。2012年，曾任行政會議召集人的梁振英在2012年行政長官選舉中，以689票擊敗唐英年和何俊仁，當選行政長官。2017年，曾任政務司司長的林鄭月娥在2017年行政長官選舉中，以777票擊敗曾俊華和胡國興，當選行政長官。2022年，曾任政務司司長的李家超在2022年香港行政長官選舉中，作為唯一候選人，以1416票當選行政長官。
行政長官董建華於2002年7月1日實施主要官員問責制。除行政長官及行政會議外，特區政府由三層架構組成：第一層是司長，即政務司司長、財政司司長和律政司司長。雖然包括在問責制改革中，但律政司司長負責法律事務，根據香港行政機關習慣不屬於行政官員。三位司長均是行政長官的首席顧問，負責制訂香港政府最主要的政策。第六屆政府設立了三個副司長職務，協助司長工作；第二層是決策局，負責制訂、統籌及檢討特訂範疇，如公共衛生、運輸及保安等政策，和監督屬下執行部門；2007年7月1日起，決策局重新組織，加入發展局、創新及科技局及改組其他決策局，決策局總共增加至13個；第三層是部門，是政府政策的執行部門，大多以署或處為名。

### 立法

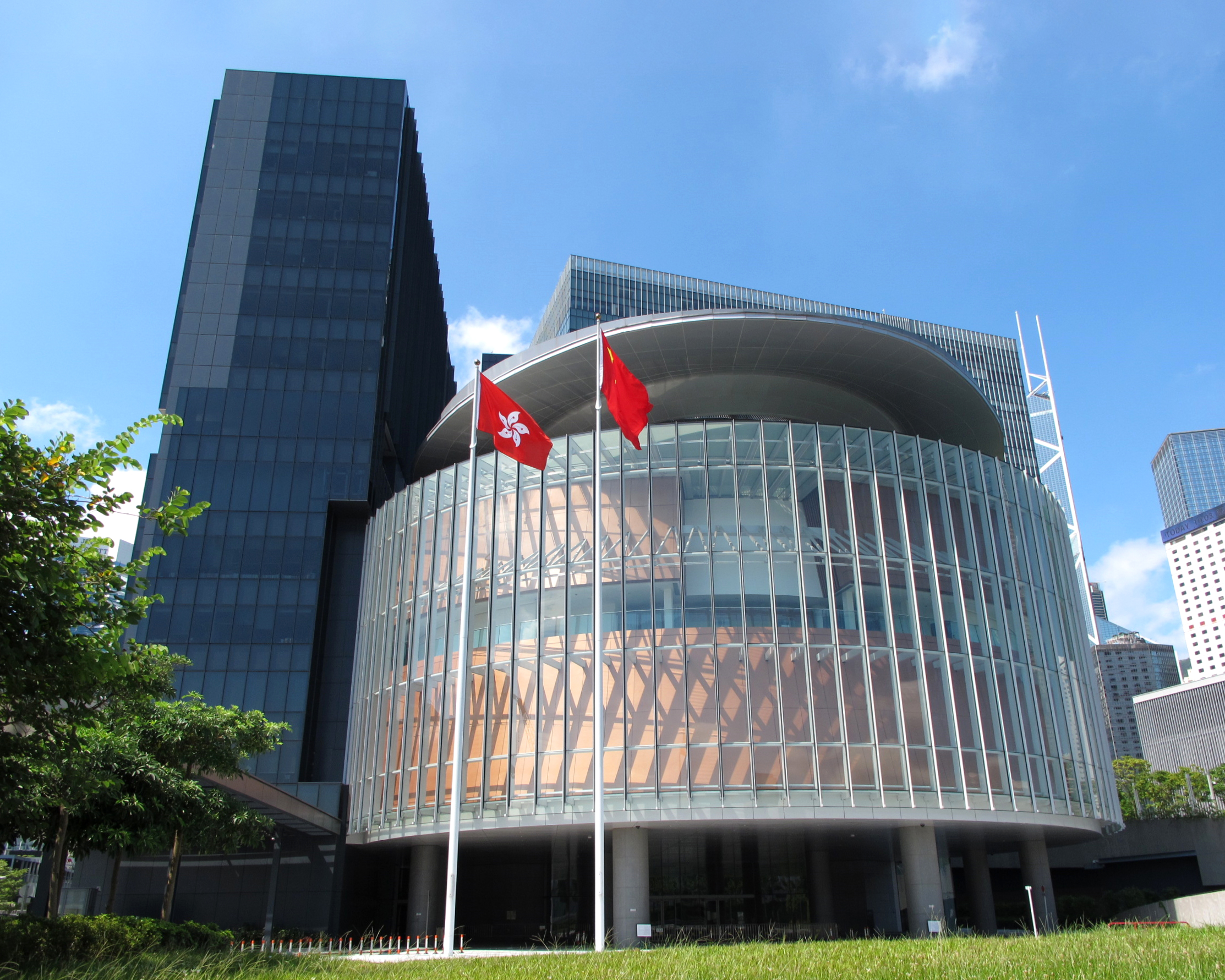
立法會綜合大樓

香港立法機關是香港立法會，擁有香港特別行政區的立法權。每屆任期4年，原有60個議席，於2012年起增至70席，並於2022年起增至90席。立法會議員提出的議案、法案和對政府法案的修正案，須分別經選舉委員會界別議員及地方選區與功能組別議員各過半數通過。行政機關負責香港與其他地區之聯繫、香港之各項社會事務和執行，及提供公共服務，立法機關有權監管和質詢:85。立法機關可透過立法程序，批准、修改或反對行政機關所提議之行政措施，立法機關可在考慮通過撥款條例時，批准、削減甚或拒絕撥款辦理行政事務:85。立法機關無權干預具體行政運作，例如公務員之任命、政府部門之工作程序等:85。立法機關受到公眾監管，市民可藉輿論抨擊和投票選舉使議員失去議席:85。雖然立法機關制訂成文法，但是成文法之釋義和引用原則卻是由法院決定:85。
香港特區成立後，迄今共舉行7次立法會選舉，分別於1998年、2000年、2004年、2008年、2012年、2016年及2021年舉行。原2020年的選舉，因特區政府以「疫情嚴重」為由取消及由全國人大常委會延展任期一年。惟全國人大藉延期之間大幅修改立法會的組成及產生方法。

### 司法及法律制度

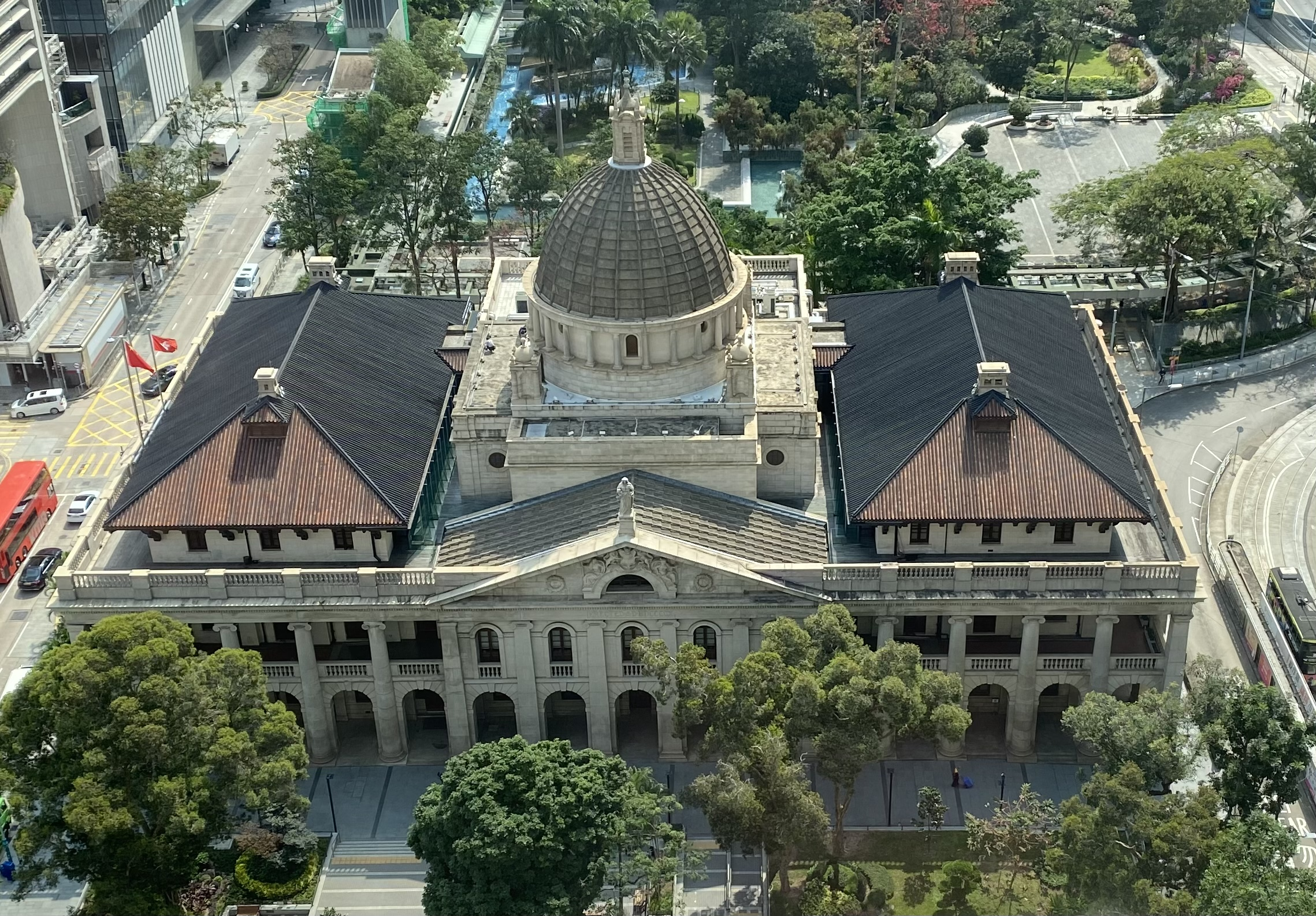
終審法院大樓

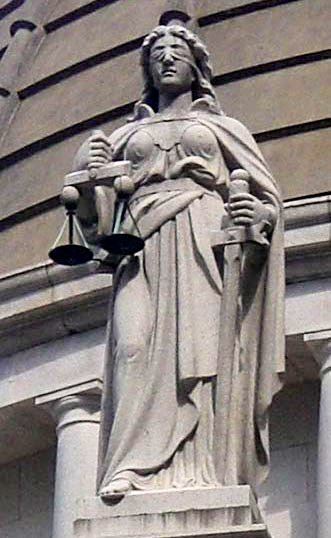
終審法院大樓上蒙上雙眼的泰美斯女神像，獲視為香港法治的象徵

香港司法機構負責就一切檢控案件及民事訴訟作出聆訊，包括個人與政府之間的民事訴訟。香港法律制度建於司法獨立之上，司法機構人員執行職責時，完全不受到政府行政和立法機關影響。香港司法機構是裁判行政機關與市民和市民之間之紛爭，倘行政機關不合法侵犯市民權益，法院就判令行政機關停止行動或對市民作出補償；不過法院必須執行符合立法機關所訂之法律，香港司法機構不能任意訂立法律；除非有當事人向法院入稟請求伸冤，法院不能隨意就任何行政、立法問題作出判決:85。
司法工作之首要原則是，法庭必須不偏不倚，不受外界干擾或壓力，根據法律和法庭認定之事實作出判決:86。最高法院法官職位穩固，不受任何牽制，獨立執行司法工作，確保法律之權力，在政府各項權力中，保持最高之地位；此外，香港任何人士，如懷疑某些對他們有影響之官方行動並不合法，可向法庭申請頒行「特權令」，批准與否，由最高法院法官裁決；其中「人身保護令」是保障市民不會被非法拘捕或監禁；法庭可向任何拘禁他人之人士，無論是公職人員或警員，發出命令，要求他們提出充分理由，解釋何以不立刻釋放被拘禁之人士，及證明該項拘禁行動確實合法；除非法庭獲得滿意答覆，否則可下令將被拘禁之人士釋放；此外，任何人士如懷疑政府某項決策或行動是法例或法律准許，否則無論是何人作出決策或採取行動，法庭均可撤銷該等決定或禁止該等行動；例如在1979年，警方曾根據一名裁判司發出之搜查令，搜獲一批文件，其後法庭下令警方交還該批文件及文件之所有副本，理由是該項搜查行動並不合法，因為法例賦予警方之搜查權力並不包括協助外國組織調查一些與本港罪案無任何關連之事件:7。在法庭之內，法律面前，的確人人應該平等，但法官不是在法律面前，在法律面前是全庭公眾、原告、被告，他們面向法官，法官就是法律，法官必須是高於庭內其他人:86。
香港特區成立後，《香港特別行政區基本法》開始生效。根據一國兩制原則，《基本法》第8條確立香港繼續以普通法為依歸，並且由多條《香港法例》補充，有別於中國內地的大陸法。
司法機構由各級法院、特別法庭和審裁處組成。香港特區成立後，司法終審權的所屬由英國樞密院司法委員會改為香港終審法院行使，法官由行政長官經司法人員推薦委員會推薦後任命，而資深法官亦須先得到立法會同意。香港高等法院分為原訟法庭及上訴法庭。香港區域法院設有家事法庭。其他審裁機關包括各個香港裁判法院及其少年法庭、死因裁判法庭、土地審裁處、勞資審裁處、小額錢債審裁處及審裁非電影類作品級別及性質的淫褻物品審裁處。
一如英國制度，香港律師分為訟務律師（大律師）及事務律師（律師）。2012年5月，香港共有1,108名訟務律師，當中90名為資深訟務律師和6,260名持牌及1,089名非持牌事務律師，分別由香港大律師公會和香港律師會授予證書及管理紀律。事務律師在裁判法院和區域法院有出庭權，終審法院及高等法院則限於訟務律師。香港法院亦保留英國法庭禮儀，包括法官及律師穿長袍及戴假髮等。
律政司負責維護公眾利益，也可以申請司法覆核或者是介入涉及重大公衆利益的案件。
法律之目的，是確保沒有人會受到恣意欺壓，而刑事法亦是根據同樣之原則來執行，政府沒有權控制刑事訴訟事宜；律政司毋須聽命於任何人，但須全權負責法律程序之執行:7。因此現時在香港，一位市民是否會被起訴，並非由警方或政府決定，而是由律政司決定；律政司是律政人員，享有準司法權力；其權力祇限於提出起訴或撤回訴訟，以終止法律程序；律政司無定罪之權力；決定被告人是否有罪，及對裁定有罪者判處適當之刑罰，則屬具有獨立權力之司法部門之責，某些案件則必須聯同一個由市民組成之陪審團進行裁決:8。

### 對外事務

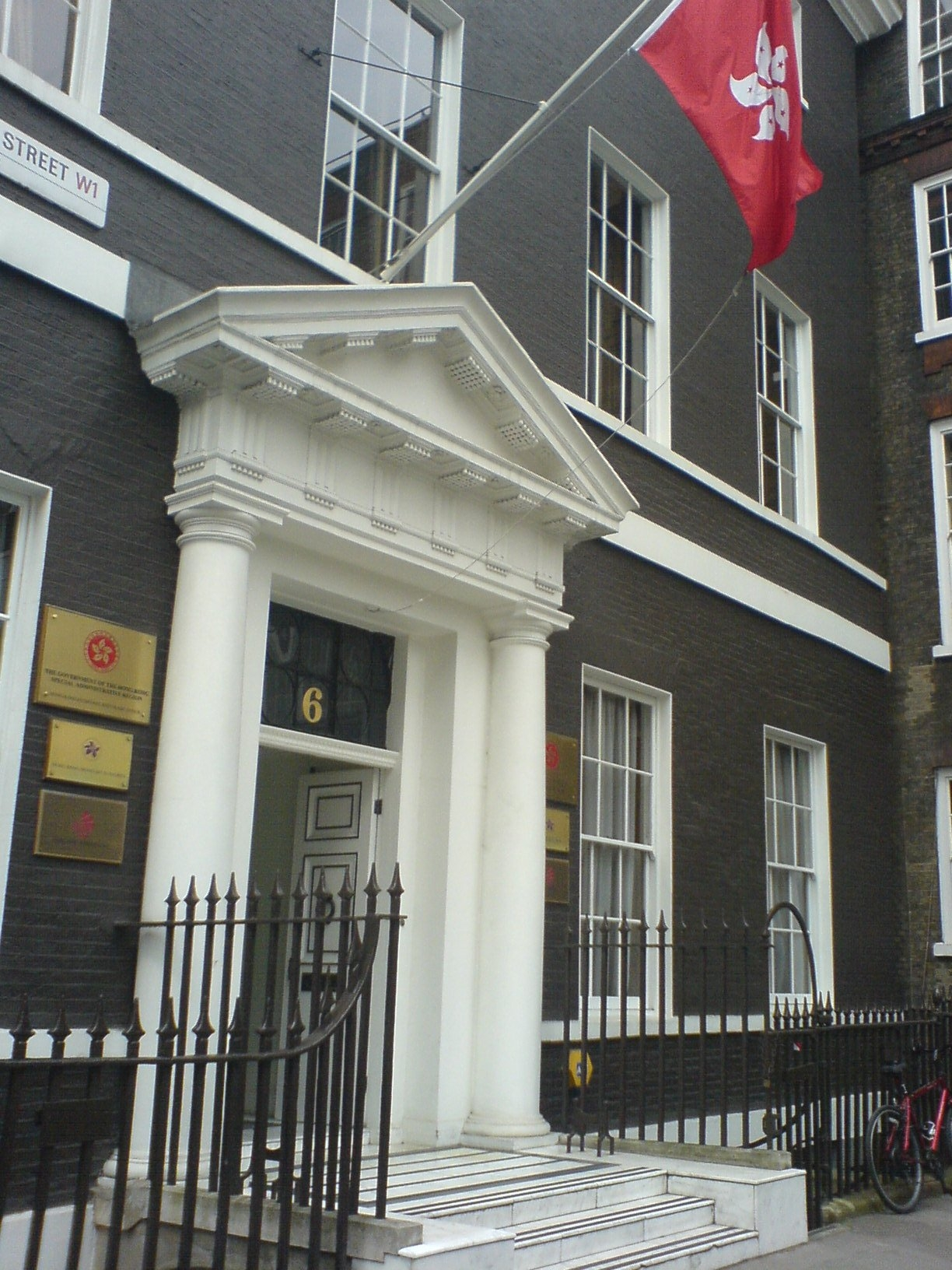
香港駐倫敦經濟貿易辦事處

根據《基本法》，香港的外交事務由中央人民政府負責。香港自行處理部份對外事務，可在經濟、貿易、金融、航運、通訊、旅遊、文化和體育等領域以「中國香港（Hong Kong, China）」名義單獨同世界各國、各地區和國際組織保持和發展關係，簽訂和履行協議。

### 政制改革
1992年7月，民主建港協進聯盟（民建聯）成立；1993年3月，自由黨成立；1994年10月，民主黨成立:473。1990年代，當時香港政黨均支持0708雙普選。
1990年《香港基本法》被通過及頒布時，附件一及附件二列明：2007年後，行政長官及立法會的產生辦法如需修改，須經立法會全體議員議員三分之二多數通過，行政長官同意，並報全國人大常委會批准（特首）或備案（立法會）（簡稱三步曲）。
2004年，全國人民代表大會常務委員會解釋香港基本法，是否修改行政長官及立法會的選舉制度應由特首向全國人大常委會提出報告，由全國人大常委會決定，政改方案應由特區政府向立法會提出。
2007年12月29日，全國人民代表大會常務委員會以全票通過《全國人民代表大會常務委員會關於香港特別行政區2012年行政長官和立法會產生辦法及普選問題的決定》（下稱《決定》）。按照該《決定》，2012年行政長官及立法會選舉暫不實行普選，產生辦法可以按循序漸進原則適當修改。《決定》又明確指出2017年行政長官可以由普選產生，在行政長官由普選產生後，立法會全部議員亦可以普選產生。
2012年政改方案，與2005年相比，議席同樣增至70席，新增的功能組別由民選區議員互選產生，其後政府接受民主黨方案，由民選區議員提名，全部選民投票選出，議案最終在獲建制派、民主黨及民協支持下，獲三分之二多數通過。

### 社會運動

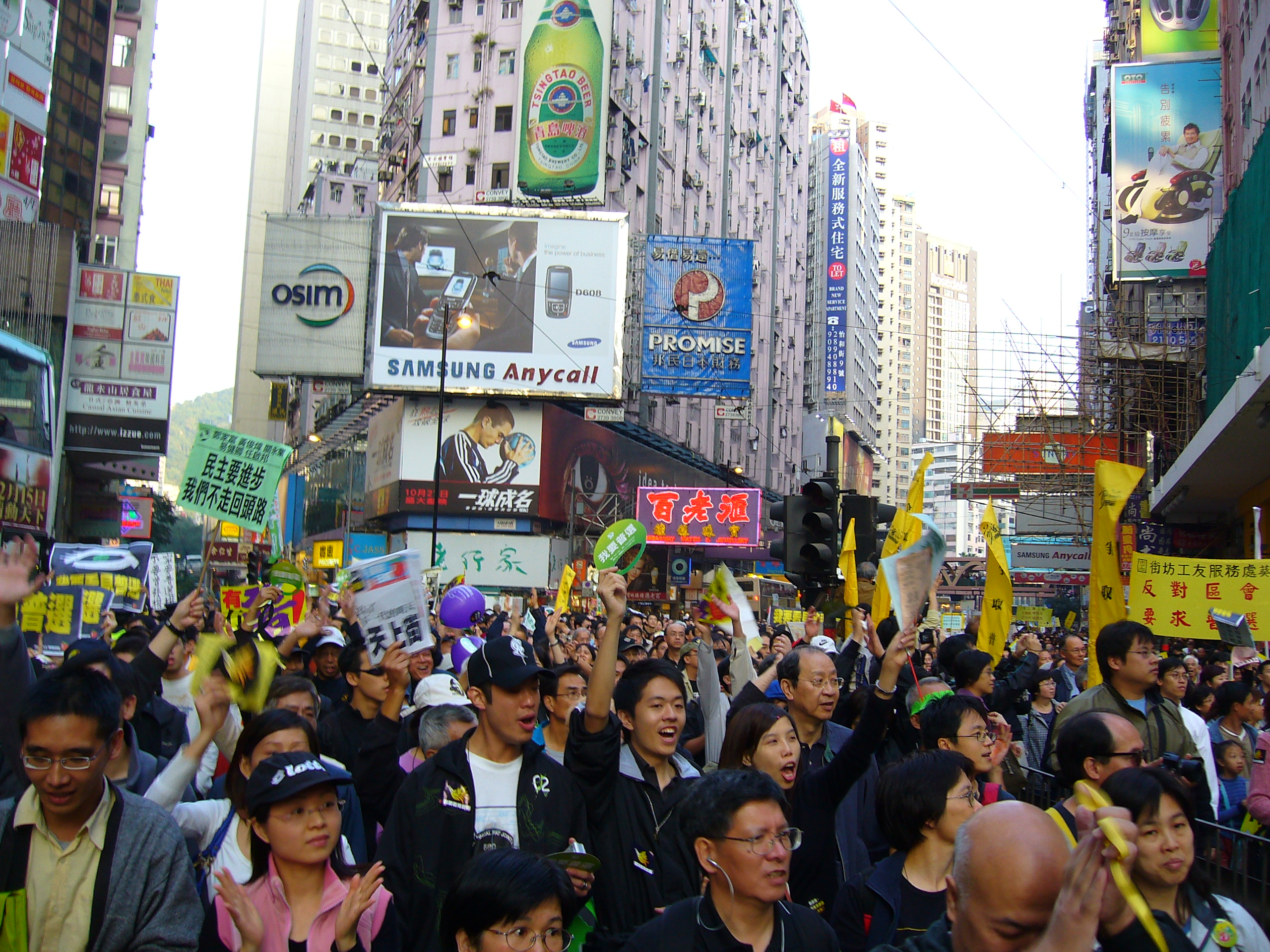
2005年爭取香港普選大遊行遊行人士途經銅鑼灣崇光百貨外

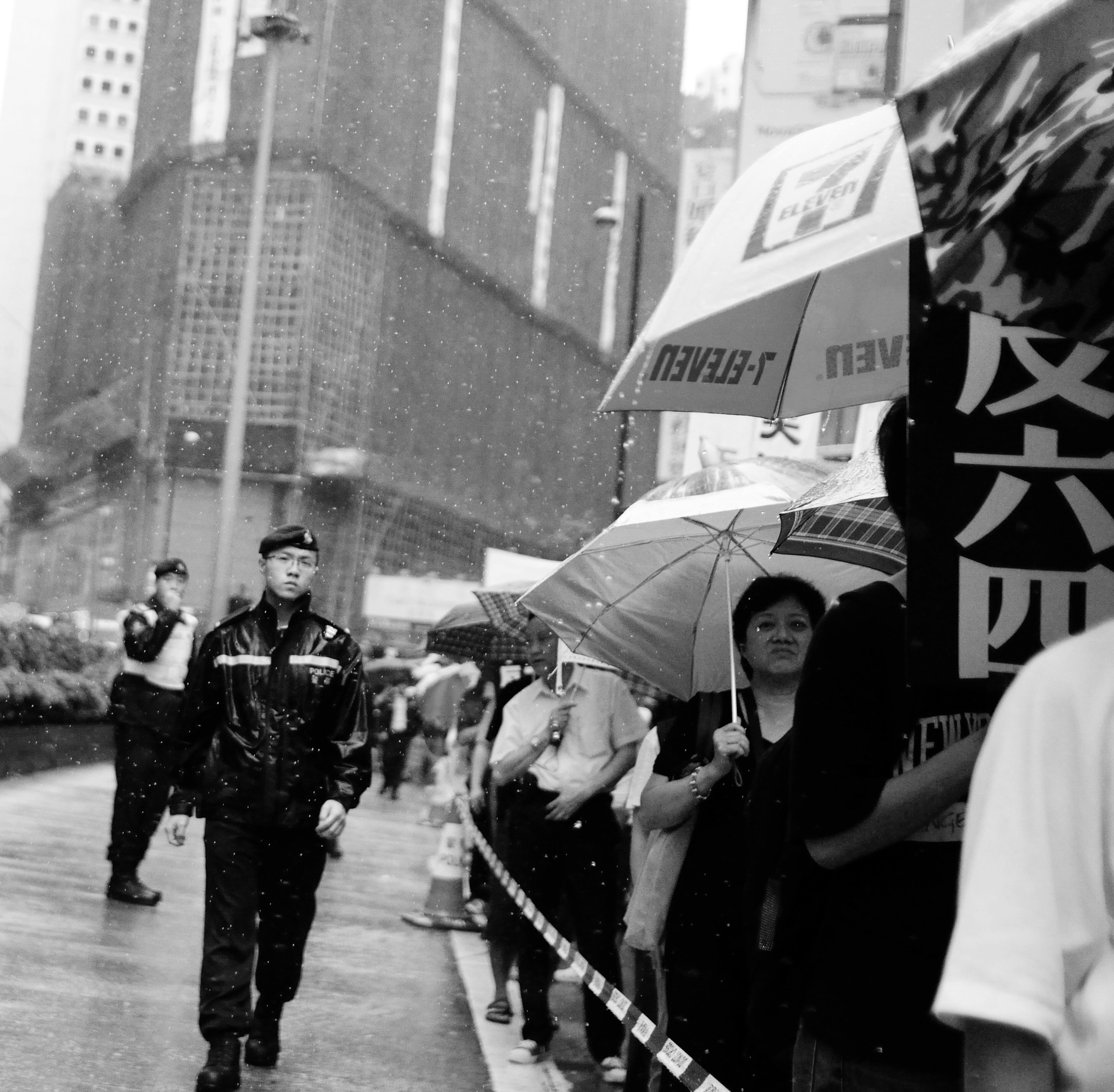
原題為「令人窒息的香港」之2010年平反六四大遊行黑白照

英國殖民地時期，香港已經出現具規模的社會運動，包括1920年代海員大罷工及省港大罷工、1956年雙十暴動、1960年代中期九龍暴動及六七暴動等。1970年代，中文運動、保釣運動、「反貪污，捉葛柏」及金禧事件等亦引起社會運動。而香港回歸前最多人參與的社會運動，是於1989年5月20日，約100萬香港市民在颱風下在中環皇后像廣場集會，聲援八九民運中的學生。
1997年香港回歸後，基於部份市民不滿意香港政治選舉制度和北京政府干涉、香港經濟衰退及政府連番施政失誤等，民怨沸騰。至2003年7月1日，以反對《基本法第23條》立法為首，大批市民參與2003年香港七一遊行，主辦單位指人數達50萬人。其後每年香港七一遊行，主要為爭取雙普選。其中，於2005年12月4日舉行的爭取香港普選大遊行，主辦單位指25萬人參與。2005年12月，世界貿易組織第六次部長級會議在香港舉行，引來世界各國反對世界貿易組織和反全球化等人士齊集示威，韓國農民、示威者與警察在灣仔一帶衝突。
香港人因為經常舉行遊行及示威而使香港被形容為「示威之都」，亦因此而獲國際旅遊指南《寂寞星球》評級為2012世界十大旅遊城市。於2011年，全年有逾7,000宗公衆集會遊行活動，每日平均有逾19宗。至2012年，全年有7,529宗公衆集會遊行活動。
2014年9月26日，有市民為爭取真普選而發起一系列公民抗命行動，佔據多條主要幹道靜坐及示威，並和警方衝突， 包括金鐘、添馬艦、中環、灣仔、銅鑼灣、旺角及尖沙咀。示威者要求全國人民代表大會常務委員會和特區政府撤回在2014年8月31日所確定之2017年香港特別行政區行政長官選舉及2016年及2017年香港政治制度改革和候選人提名方案，並爭取行政長官選舉候選人可以獲公民提名及廢除立法會功能組別。
2016年2月8日夜晚至2月9日早晨，有市民因為食環署職員及警方驅趕旺角的街頭小販，認為香港的本土文化正日益受到侵蝕及打壓，而到場保衛小販及與警方爆發衝突，進而導致魚蛋革命。當晚有人堵路、縱火、掟磚、用雜物襲擊警方；有交通警員亦兩度向天鳴槍示警，導致示威者情緒一發不可收拾而成為暴力衝突，最終多人在衝突中受傷和被捕。
2019年3月15日起，有市民因反對特區政府根據中共中央紀委倡議推動修改逃犯條例，認为此舉会影響香港獨立司法管轄權，而發起反修例運動並多次引發警民衝突。是次運動並無統一領導和統籌組織，示威者以遊行、集會、佔領道路、圍堵建築物、「三罷」（罷工、罷課、罷市）、自殺、縱火、瘫痪交通及機場一系列方法，向特區政府抗議與施壓，爭取「五大訴求」，包括：撤回修例草案、收回「暴動」定性、釋放並取消對被捕示威者的控罪、成立獨立調查委員會以追究警方濫用武力和權力、以及實行「真雙普選」。這是香港自第二次世界大戰以來最大的危機，亦是歷來最多人參與和持久的社會運動，包括200萬名香港市民參於的「譴責鎮壓，撤回惡法」大遊行。

### 獨立和自治運動
據2007年港大民意研究調查，有獨立傾向的香港人約佔25.0%，不認同獨立的約佔64.7%。另外，33%香港人認為如果中國繼續由中國共產黨統治則會增加香港獨立傾向，而有39.1%香港人認為，香港與中国內地的政治、經濟、社會和歷史背景差異是傾向香港獨立的理由。
歷次港大身份認同調查中，2008年6月調查是香港市民認同「中國人」之高峰、認同「香港人」之低谷，51.9%受訪者自稱「廣義中國人」。在部份四川地震捐款未到災民手上及三鹿奶粉污染事件後，認同「廣義中國人」比例轉趨下跌。2011年起港中矛盾加劇，雙非嬰兒、D&G禁止香港人攝影風波及光復上水站等事件，激起部份香港市民在網上合資，於2012年2月1日在兩份報章上刊登反對雙非的全版廣告，獲認為是香港本土主義興起，自治意識上升。雖然香港獨立運動與香港城邦自治同屬香港本土主義，但主張不同想法。
在2016年立法會換屆選舉，首次有自決派及本土派人士當選為立法會議員，分別為羅冠聰、劉小麗、朱凱廸、姚松炎及游蕙禎、梁頌恆。
2018年7月17日，保安局建議引用《社團條例》第8條，禁止主張香港獨立的香港民族黨活動，並宣佈其為非法社團。英國外交部同日指英國不支持香港獨立，但香港的高度自治、自由與權利應受尊重。
據2019年香港民意研究所調查，在反送中運動期間，2019年12月調查是香港市民認同「香港人」之高峰、認同「中國人」之低谷，78%受訪者自稱「廣義香港人」，亦有55%受訪者自稱「香港人」；而廣義地自稱為「中國人」的比率則錄得1997年有紀錄以來新低，只有21%。。
2020年6月30日，《中華人民共和國香港特別行政區維護國家安全法》（國安法）正式在港實施。多個支持或爭取獨立或自治的政黨和組織相繼解散、停止運作或轉到海外進行文宣工作。多名抗爭派人士亦被捕及長期關押，本土派及自決派區議員也陸續辭職或被政府取消資格。
2023年12月，美國皮尤研究中心發布一份民意調查報告，當中包括香港人身分認同及對中華人民共和國的態度的問題，結果顯示有48%受訪者認為中華人民共和國的影響力對香港是重大威脅（major threat），29%受訪者則認為沒有威脅，屬受訪四個地區中態度最正面；而身分認同方面，「主要是香港人」（primarily a Hong Konger）、「主要是中國人」（primarily a Chinese）及「同時是香港人和中國人」（both a Hong Konger and Chinese）則分別有36%、10%和53%受訪者選擇；同時，74%受訪者自稱對中國的情感連結非常強（very emotionally attached）或甚強（somewhat emotionally attached）。

## 經濟

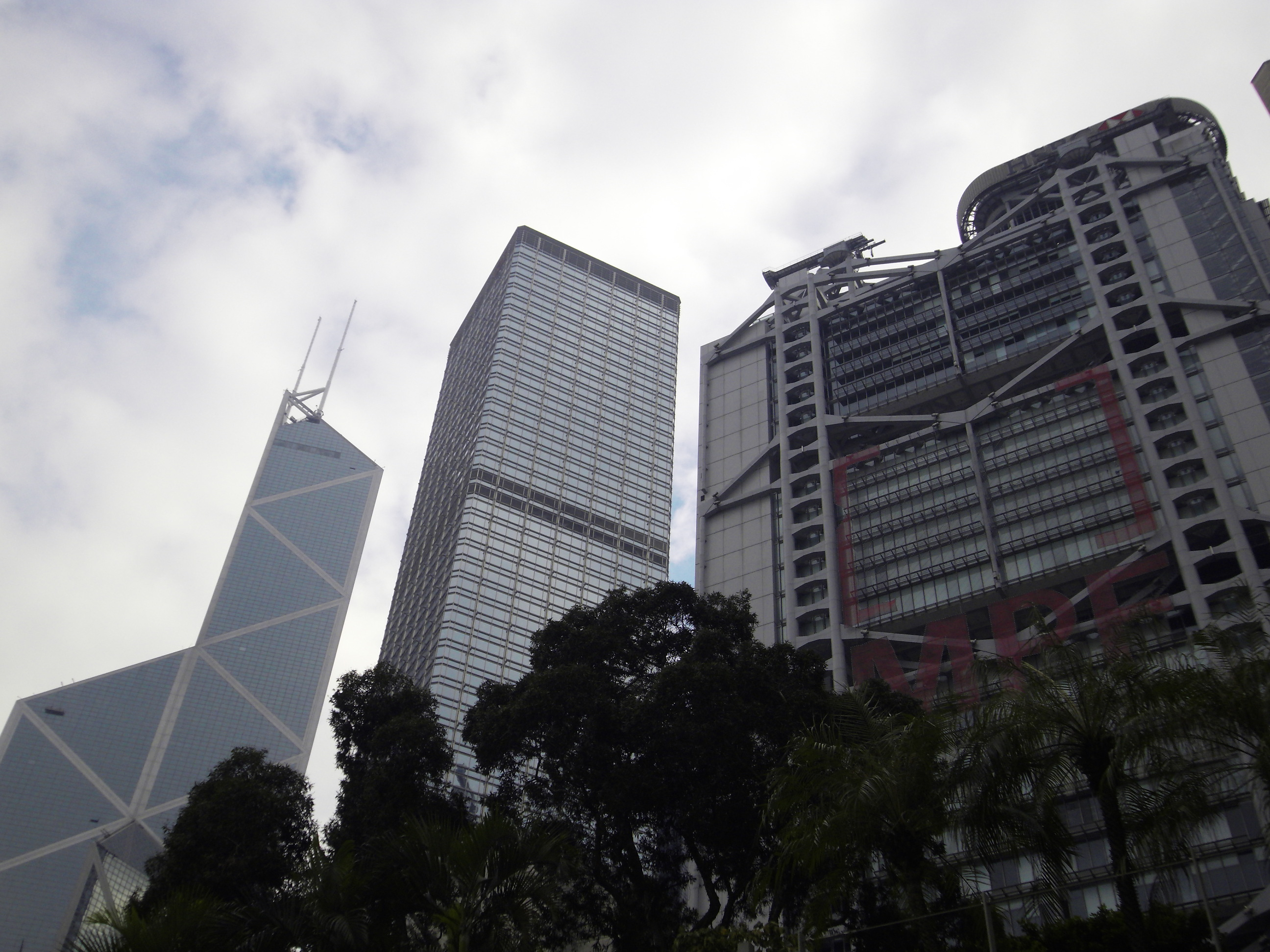
位於中環的商業大廈（由左至右）：中銀大廈、長江集團中心及滙豐總行大廈

香港經濟属自由市場經濟，其核心內容是通過價值規律、供求關係、競爭機制之自發調節來配置社會資源:39。前香港律政司祈理士認為，自由貿易之哲理源自中國古代道家哲學，如老子《道德經》所言：「將欲取天下者，恆以無事。及其有事也，又不足以取天下矣。……無狎其所居，無厭其所生，夫唯弗厭，是以不厭。」:3。有说法形容香港經濟是「轉型經濟」，接受而多少改變事物，後再經手傳出去:193。數十年來，歷任香港財政司始終相信：就解決問題的方法而言，市場力量比政府的管制措施或各類指示更為有效，而且肯定更為快捷:3。
自由港政策特徵是政府對貿易、市場不加干預或極少干預:39。香港一直是一個奉行自由市場的資本主義經濟體系，其經濟重點在於香港政府施行之自由放任政策，諾貝爾經濟學獎得主米爾頓·佛利民更視香港為自由放任經濟典範。政府對關係社會、民生之土地、公屋、食水、大米和一些公用事業直接控制、配置或立例管理，對貿易、商業、工業、航運等部門概不干預，在市場自動調節下運作，同時實行低稅制:39。香港管治精神講求效率，治理哲學採取務實的放任主義：自由貿易、自由企業、門戶開放，「正面性的不干預主義」:296-297。「積極不干預」政策，實際上是一種適度的積極干預政策：一、奉行自由主義經濟哲學，努力保持自由港地位，堅持自由企業制度和自由經濟政策，營造鼓勵競爭的投資環境，鞏固市場機制經濟基礎；二、通過政策措施補救自由放任經濟政策的缺陷，適度的必要干預:356。
縱使特區政府於2006年9月宣布香港首創的「積極不干預」政策不再適用。香港商品、貨幣、資金、人員進出自由；對外貿易自由、資本流動自由、企業經營自由、貨幣滙兌自由；本地及外國企業一視同仁，自由競爭:39。商法精簡、政府廉潔而高效率、簡單低稅制、法制健全及具高透明度、產權觀念牢固及貨幣穩定等因素，加上香港擁有高技能及高效率勞動力，令大部分經濟學家均認為香港是市場經濟運作的佼佼者。香港向來依靠自由企業，政府也制定香港銀行業與證券市場準則；稅率低，只有煙草、酒、汽油、化妝品等才要關税；市場不受任何束縛而盡情發揮:287。
優秀的地理位置、資訊流通、高效率的配套設施及服務，都對香港經濟貢獻良多。於2011年及2012年連續兩年，香港於世界經濟論壇的《金融穩定指數發展報告》中均是排名首位。

### 法定貨幣
港元，原稱「港圓」，俗稱「港幣」或「港紙」，是香港的法定流通貨幣，其貨幣及基金代碼之表示法為HKD（Hong Kong Dollar），標誌為HK$。香港之流通貨幣1961年只有1,026,000,000元，1971年增至2,932,000,000元:8。港元紙幣絕大部分由經過香港金融管理局授權並监管下的三家發鈔銀行所發行，除了由香港金融管理局重新發行的塑膠拾元紙幣。該三家發鈔行分別是香港上海滙豐銀行、渣打銀行（香港）和中國銀行（香港） （二十元、五十元、一百元、五百元和一千元）。滙豐銀行於1865年3月在香港成立:469。

### 經濟發展

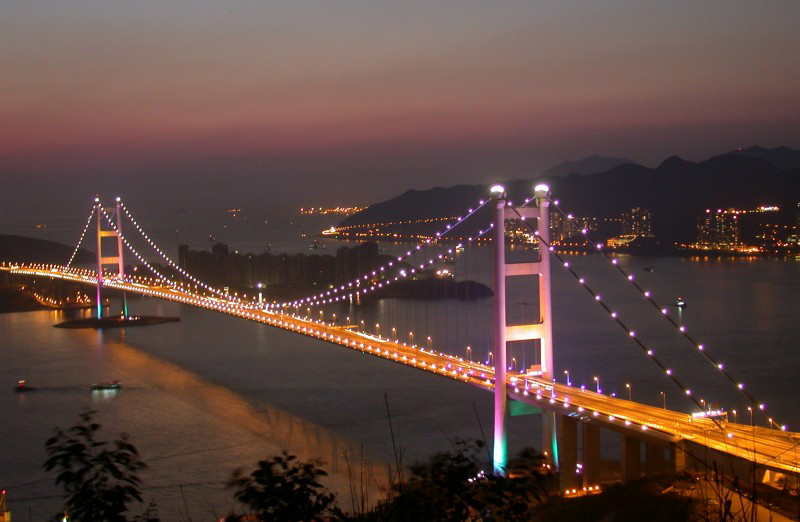
青馬大橋的夜景

1868年，華商南北行公所成立:469。1913年，華商總會成立:470。1959年，香港產品在出口貿易中佔70%，比轉口貨多:471。1960年11月22日，香港工業總會成立:471。1960到1980年代，香港經濟起飛，為「亞洲四小龍」之一。1979年，長江實業購入和記黃埔集團22.4%股權，為香港第一家華資集團控制英資:472。
1980年7月7日，香港聯合交易所註冊成立:472，與東京、倫敦、紐約相銜接:194。同年，包玉剛收購英資九龍倉:472。
1985年，包玉剛控制英資會德豐:472。
1987年，香港人均本地生產總值 (購買力平價)追過英國；1993年，香港本地生產總值更高達中國內地的四份之一。香港在世界經濟貿易排名從1966年的第23位，躍升至1990年代中期的第8位，轉口貿易高居世界第1位。
1988年，香港貿易總額升至亞洲四小龍首位，在亞洲僅次於日本，1994年對外貿易總額逾2萬4千億港元。不過，鄰近香港回歸時，受到移民潮的影響，香港不少人才和資金外流，不少人對香港經濟前景感到悲觀，1995年《財富雜誌》更發表題為《香港之死》（The Death of Hong Kong）的報道，擔心中國接管後，一切都會「完了」。后来《時代雜誌》于香港回歸满10年之时做专题报导，称其姐妹杂志《财富》当年错误预言「香港之死」。
1997年年底至1998年年初，物業市場及股票市場泡沫经济爆破，市民消費意欲受影響。1998年亞洲金融危機衝擊香港，8月有國際投機者狙擊港元、期貨市場以及股票市場，特區政府於8月14日決定投放龐大資金入市干預。連同亞洲金融危機造成區內需求減少，全年經濟衰退，本地生產總值下降5.1%。特區政府其後於1999年以盈富基金形式逐步沽售所購入股票。
2019年2月，中國共產黨中央委員會和中華人民共和國國務院印發《粵港澳大灣區發展規劃綱要》。中國社會科學院於2021年發布最新《中國城市競爭力報告》，香港在綜合經濟競爭力排行榜比去年跌1位，但在可持續競爭力排第一。
2025年7月30日，香港公佈《香港營商環境報告》，向國際社會闡明香港在「一國兩制」制度下的優勢，以及在穩定環境推動經濟發展的潛力。

### 經濟結構

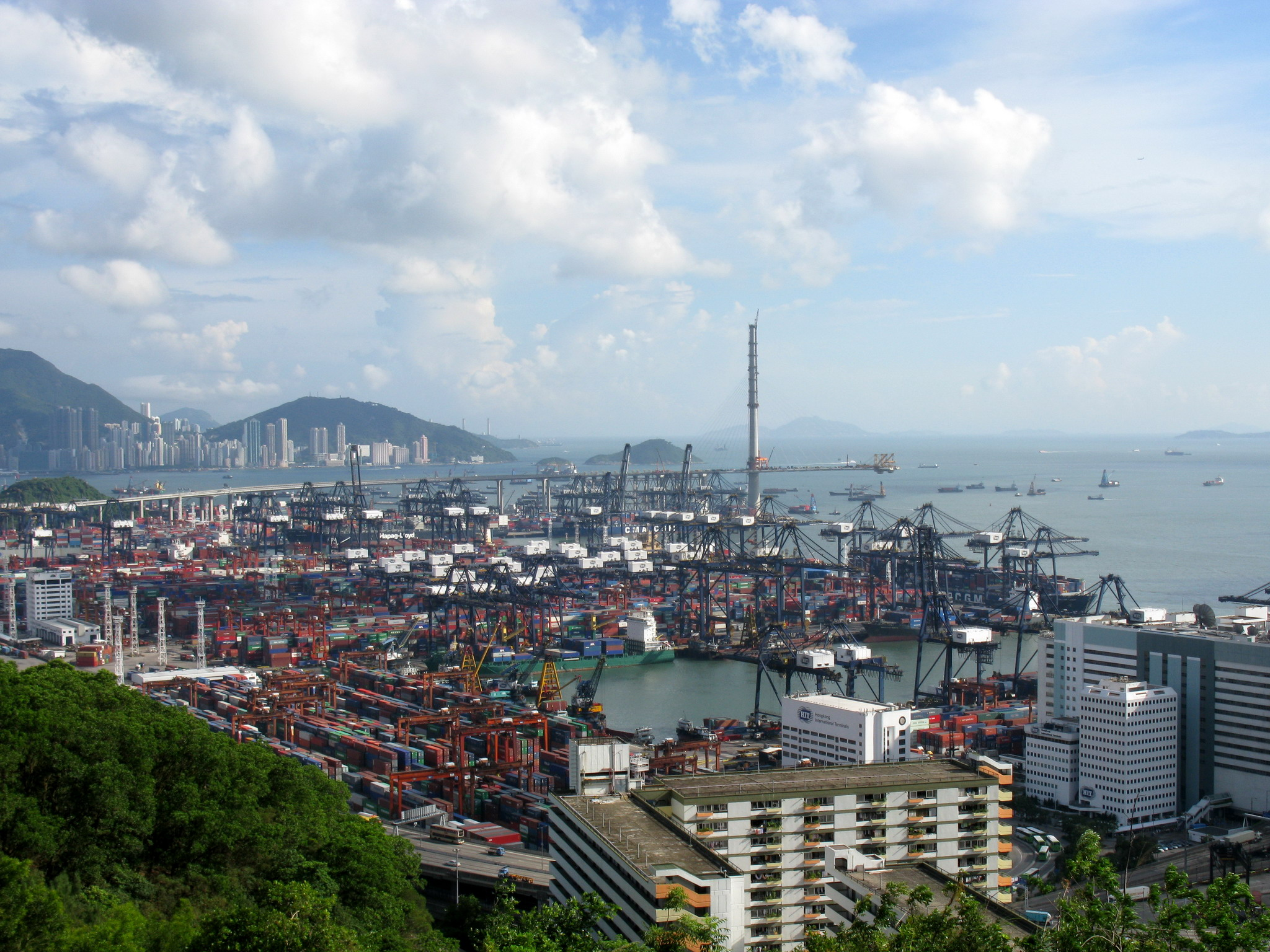
葵青貨櫃碼頭

香港在多次金融衝擊中表現出色，仍能維持較高人均收入、經濟增長及財政靈活。
根據國際貨幣基金組織2021年數據，香港人均本地生產總值（購買力平價）為62,839美元，全球排名第8；按國際匯率則為49,036美元，全球排名第18，次於加拿大。綜觀各產業以服務業佔本地生產總值比重最高，2009年數字為92.7%，當中金融、保險、地產及商用服務業佔國內生產總值27.2%，批發、零售、進口與出口貿易、飲食及酒店業佔26.5%，社區、社會及個人服務業則佔18.2%:23。2017年，香港在中國所有城市中，GDP排在第三，位列上海和北京之後、排在深圳和廣州之前，超深圳610.75億元人民幣，但人均GDP仍排在第一位。
香港服務行業的服務對象不限於本地，而是面向全球。服務輸出總值佔本地生產總值比率甚高，2008年服務輸出總值達923億美元，佔本地生產總值42.9%，主要包括商貿服務及貿易相關服務（佔2008年服務輸出總值30.3%）、運輸服務（30.8%）及旅遊服務（16.4%）。2009年服務輸出總值達6,728億港元，佔本地生產總值40.5%:21。
面對科技迅速發展以及全球化，服務業主導的香港經濟面臨日趨激烈的競爭，開始轉型向集中提供高增值服務、知識為本的經濟活動。内地與香港於2003年6月29日簽訂《內地與港澳關於建立更緊密經貿關係的安排》促進跨境貿易，鼓勵香港商業開拓龐大的内地市場，同時鼓勵内地企業通過香港與世界經濟接軌。相關協議容許香港貨物輸入内地可享有零關稅優惠、香港服務業可享有優惠待遇進入内地市場、兩地專業資格互認安排，以及便利跨境貿易投資等安排。

## 人口
| 死亡原因                       | 2001年 | 2011年 | 2021  |
| ------------------------------ | ------ | ------ | ----- |
| 1.惡性腫瘤                     | 169.9  | 187.2  | 203.8 |
| 2.肺炎                         | 45.1   | 87.8   | 132.6 |
| 3. 心臟疾病                    | 70     | 89.6   | 89    |
| 4.腦血管病                     | 46.6   | 47.2   | 42.2  |
| 5. 疾病和死亡的外因            | 27.5   | 22.2   | 26.7  |
| 6. 腎炎、腎病變 症候群與腎病變 | 15.7   | 21.8   | 24    |
| 7. 認知障礙症                  | 3.8    | 10.6   | 20.2  |
| 8.敗血症                       | 6.3    | 10.8   | 16.8  |
| 9. 慢性下呼吸道疾病            | 31.5   | 27.8   | 14.3  |
| 10.糖尿病                      | 10.1   | 6.5    | 7.4   |
| 其他原因                       | 69.7   | 85     | 118.1 |
| 所有原因                       | 496    | 596.6  | 695.2 |

1955年，香港人口240萬，到1988年是560萬，98%是華人:24。2013年，香港出生率全世界最低——每1,000人中只有7.6個新生嬰孩:10，人均壽命則是最高的地區：男性出生時平均預期壽命為81.1歲，女性則為86.7歲:44。2014年，65歲及以上人口佔總人口14.7%:10。隨著平均預期壽命增長及出生率的降低，人口將會越趨老化，估計於2033年，65歲及以上人口，將佔總人口27%；估計於2041年，人口达到最高峰819万人，之后人口会逐步减少。
香港居民有廣府人、福建人、客家人、蛋家人:14，真正土生土長為數不多，除戰後在香港出生外，其餘多是不同時期廣東、福建、江蘇、浙江及上海等地移民:40。1970-1980年代，香港作為第一收容港收留了較多越南船民，當中有相當比重為越南華人。此外，香港居民仍有部分少數族裔，較多比重的少數族裔為南亞裔等。
2014年，香港女性較男性多出551,500人，每10,000名女性只有8,584名男性；初婚年齡男性中位數為31歲，女性為29歲:10。
根據2021年香港人口普查數據，四大區域之人口分別為：香港島1,195,529人、九龍2,232,339人、新界3,984,077人、水上1,125人，總人口7,413,070人。
| 区议会分区 | 1991年    | 1991年    | 2001年    | 2001年    | 2011年    | 2011年    | 2021年    | 2021年    |
| 区议会分区 | 人數      | %         | 人數      | %         | 人數      | %         | 人數      | %         |
| ---------- | --------- | --------- | --------- | --------- | --------- | --------- | --------- | --------- |
| 中西区     | 253,383   | 4.5       | 261,884   | 3.9       | 251,519   | 3.6       | 235,953   | 3.2       |
| 湾仔区     | 180,309   | 3.2       | 167,146   | 2.5       | 152,608   | 2.2       | 166,695   | 2.2       |
| 东区       | 560,200   | 9.9       | 616,199   | 9.2       | 588,094   | 8.3       | 529,603   | 7.1       |
| 南区       | 257,101   | 4.5       | 290,240   | 4.3       | 278,655   | 3.9       | 263,278   | 3.6       |
| 油尖旺区   | 282,060   | 5.0       | 282,020   | 4.2       | 307,878   | 4.4       | 310,647   | 4.2       |
| 深水埗区   | 380,615   | 6.7       | 353,550   | 5.3       | 380,855   | 5.4       | 431,090   | 5.8       |
| 九龙城区   | 402,934   | 7.1       | 381,352   | 5.7       | 377,351   | 5.3       | 410,634   | 5.5       |
| 黄大仙区   | 386,572   | 6.8       | 444,630   | 6.6       | 420,183   | 5.9       | 406,802   | 5.5       |
| 观塘区     | 578,502   | 10.2      | 562,427   | 8.4       | 622,152   | 8.8       | 673,166   | 9.1       |
| 葵青区     | 440,807   | 7.8       | 477,092   | 7.1       | 511,167   | 7.2       | 495,798   | 6.7       |
| 荃湾区     | 271,576   | 4.8       | 275,527   | 4.1       | 304,637   | 4.3       | 320,094   | 4.3       |
| 屯门区     | 380,683   | 6.7       | 488,831   | 7.3       | 487,546   | 6.9       | 506,879   | 6.8       |
| 元朗区     | 229,724   | 4.0       | 449,070   | 6.7       | 578,529   | 8.2       | 668,080   | 9.0       |
| 北区       | 165,666   | 2.9       | 298,657   | 4.5       | 304,134   | 4.3       | 309,631   | 4.2       |
| 大埔区     | 202,117   | 3.6       | 310,879   | 4.6       | 296,853   | 4.2       | 316,470   | 4.3       |
| 沙田区     | 506,368   | 8.9       | 628,634   | 9.4       | 630,273   | 8.9       | 692,806   | 9.3       |
| 西贡区     | 130,418   | 2.3       | 327,689   | 4.9       | 436,627   | 6.2       | 489,037   | 6.6       |
| 离岛区     | 47,459    | 0.8       | 86,667    | 1.3       | 141,327   | 2.0       | 185,282   | 2.5       |
| 水上       | 17,620    | 0.3       | 5,895     | <0.1      | 1,188     | <0.1      | 1,125     | <0.1      |
| 總計       | 5,674,114 | 5,674,114 | 6,708,389 | 6,708,389 | 7,071,576 | 7,071,576 | 7,413,070 | 7,413,070 |

## 社會
香港政府積極推動家庭關係、抗毒運動、教育改革、青少年發展、體育發展、長者服務、殘疾人士及精神科病人康復服務、社會企業以及就業服務，以及舒緩貧富懸殊。
香港貧富懸殊全亞洲最嚴重。聯合國人類住區規劃署發表年度報告指，香港是全亞洲貧富懸殊最嚴重的城市，也是全球貧富懸殊先進地區之首，其堅尼系數高於0.4警戒線，高達0.53，遠高於拉丁美洲城鎮地區的平均堅尼系數0.5。2015年3月，英國「經濟學人智庫」公布最新全球生活成本排名，以美國紐約指數定於100為基準，香港首次飈升成為全球第9最昂貴城市。調查指在美元強勢下，香港租金及零售價格等與美元掛鈎，生活成本隨之上升。新加坡指數129，排名第1；香港及首爾指數113。

### 語文

#### 語言
香港通用英语（英文作为行政语言）和粵語中的廣州話（俗稱「廣東話」）。香港曾受英國統治，英文和中文同樣享有法定語文地位，同時英文也是香港常用語言，廣泛用於商業和教育中，在政府部门以及司法民生等部门的公共文件中如中英文对照有歧义时通常以英文为最终解释。不少東南亞外籍家傭也在僱用者家中使用英文。香港失聰人士溝通時，主要語言為香港手語。水上人是香港最早期的原居民，以及遠古百越族的越人遺裔，和珠三角的漢人同化，早已在香港水域內、外生活、定居、捕魚，英語的「Hong Kong」即譯自蜑家話。水上人所操的蜑家話與廣州話同屬粵語之分支，基本相通。其他原居民主要為居住在沿海平原的屬於廣府民系的圍頭人，及居住在新界的客家民系，圍頭人和客家人分別使用粵語莞寶片圍頭話和客家話粵臺片惠陽音。
隨著1997年香港特區成立，中國內地與香港交流日益頻繁，加上每日有150個新移民配額，普通話於香港開始比以前常見。為方便遊客，香港大部份公共交通系統都會分別以粵語、英語和普通話廣播。香港學校亦增設普通話科目。政府亦鼓勵兩文三語：即書寫使用中文、英文，語言使用粵語、英语和普通話。

#### 文字

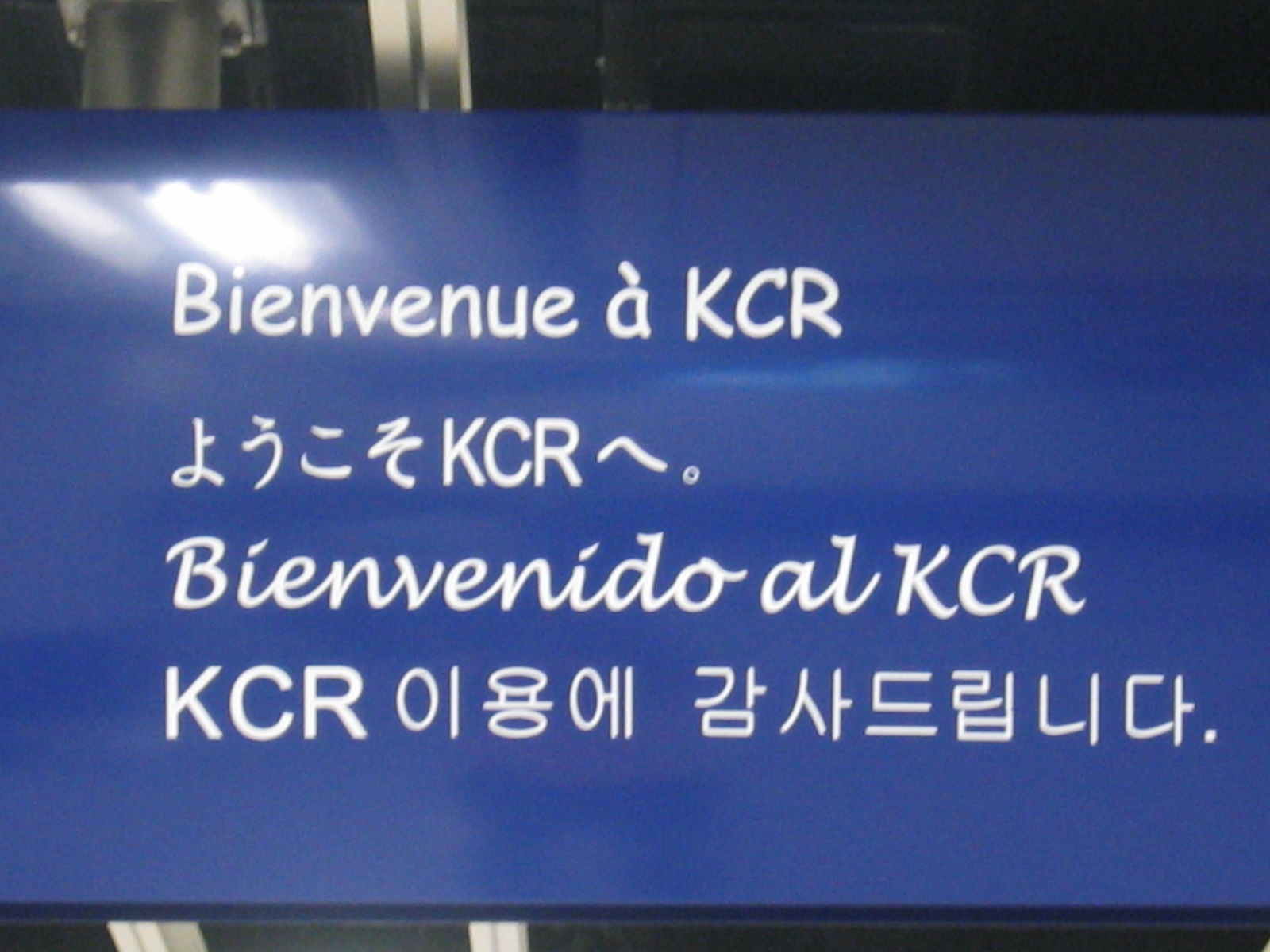
兩鐵合併前九廣鐵路尖東站內有多種語言歡迎字句，由上而下分別為法文、日文、西班牙文和韓文

根據《香港法例》第5章《法定語文條例》，中文及英文為官方語文，擁有平等地位。在港英時代，英文曾經是香港唯一的法定語文；在1971年，中文才成為另一種法定語文。
1997年香港特別行政區成立後，中文和英文仍是香港法定語文，香港政府實行「兩文三語」語文教育政策，培育學生讀寫中文和英文的能力，並培養學生使用廣東話、英文和普通話溝通的能力。香港日常使用的中文以繁體中文為主，大部分香港本地中文報章和雜誌都以繁體字印製。隨着香港與中國內地交流增加，香港人加深認識簡體中文，簡體字也更流通。過去，香港考試及評核局不准考生在考試中書寫繁體字時混雜簡體字，如要書寫簡體字，必須整篇以簡體字作答，惟該限制現已獲放寬。部分中國內地日常用字亦逐漸傳入香港使用。此外，香港傳媒翻譯外國事物為中文時，除使用香港慣常譯名外（一般为体育、文艺界人士及部分英國政要），有時也使用中國內地譯名。
粵語白話文是香港語文的重要部份，其寫法跟粵語口語的句式、語法、詞彙基本吻合。粵文在香港隨處可見，但在正式文書和公函中，則會以所謂的「書面語（本質為官話白話文混合文言文及粵文）」撰寫。過去的電腦系統不支援部分粵語字，不過隨着香港政府在1995年發佈香港增補字符集，現時已能夠在電腦中輸入絕大部分粵語字。與此同時，Unicode亦支援粵語字。

### 治安
香港治安由香港特區政府保安局負責，包括維持公共安全、出入境、海關、管理在囚人士、更生、提供消防和緊急醫療服務等。轄下部門當中，以香港警務處為首負責保安。
2003年，時任保安局局長葉劉淑儀表示，保安局和轄下各支紀律部隊的首要任務是確保香港繼續成為一個安穩太平的城市。其首要目標是在確保社會的整體治安和秩序良好，以及保障公民權利和自由之間取得平衡。
1991年，香港政府修訂法例禁止教師對學生進行罰站、罰跪、罰抄、打手心、罰跑、勞動服務等各類形式的體罰。
根據政治及經濟風險顧問公司在2008年11月發表的調查，在調查的亞太區（國家和城市）地區中，香港獲評定為最安全穩定。比較各地數字得出，香港罪案率為亞洲最低，為全亞洲最安全（國家和城市），在全世界上亦為極為安全。
根據香港大學2012年對警隊服務對象滿意程度的調查，95%受訪者在香港日間感到安全，76%受訪者在香港夜間感到安全。以美國為基地的世界正義工程（World Justice Project）於同年發表的法治指數（Rule of Law Index）在全球66個國家或地區中列香港公共秩序和安全為首位。
但由2019年6月反對逃犯條例修訂草案運動起，香港爆發連串警民衝突及示威遊行，警民關係急遽惡化。鑑於警察強硬打擊非法示威集會，因此示威者和其他香港人越來越不信任特區政府和香港警察，雙方互相敵視。根據香港民意研究所的統計，當時警務處的滿意率大幅度下降至-37.9%，為自香港特別行政區成立以來最低的淨值。大部分示威者因此稱警察為「黑警」、「狗」等帶有貶意性的名字，亦有警察用粗口罵市民及用「曱甴」等帶有侮辱性的名字形容示威者。根據2021年Expats Insider的雜誌中，對全球各外藉人士作出的調查顯示，香港在安全方面（Safety and Security）的排名，在59個國家中排行57位，僅比巴西和南非佳。

### 教育

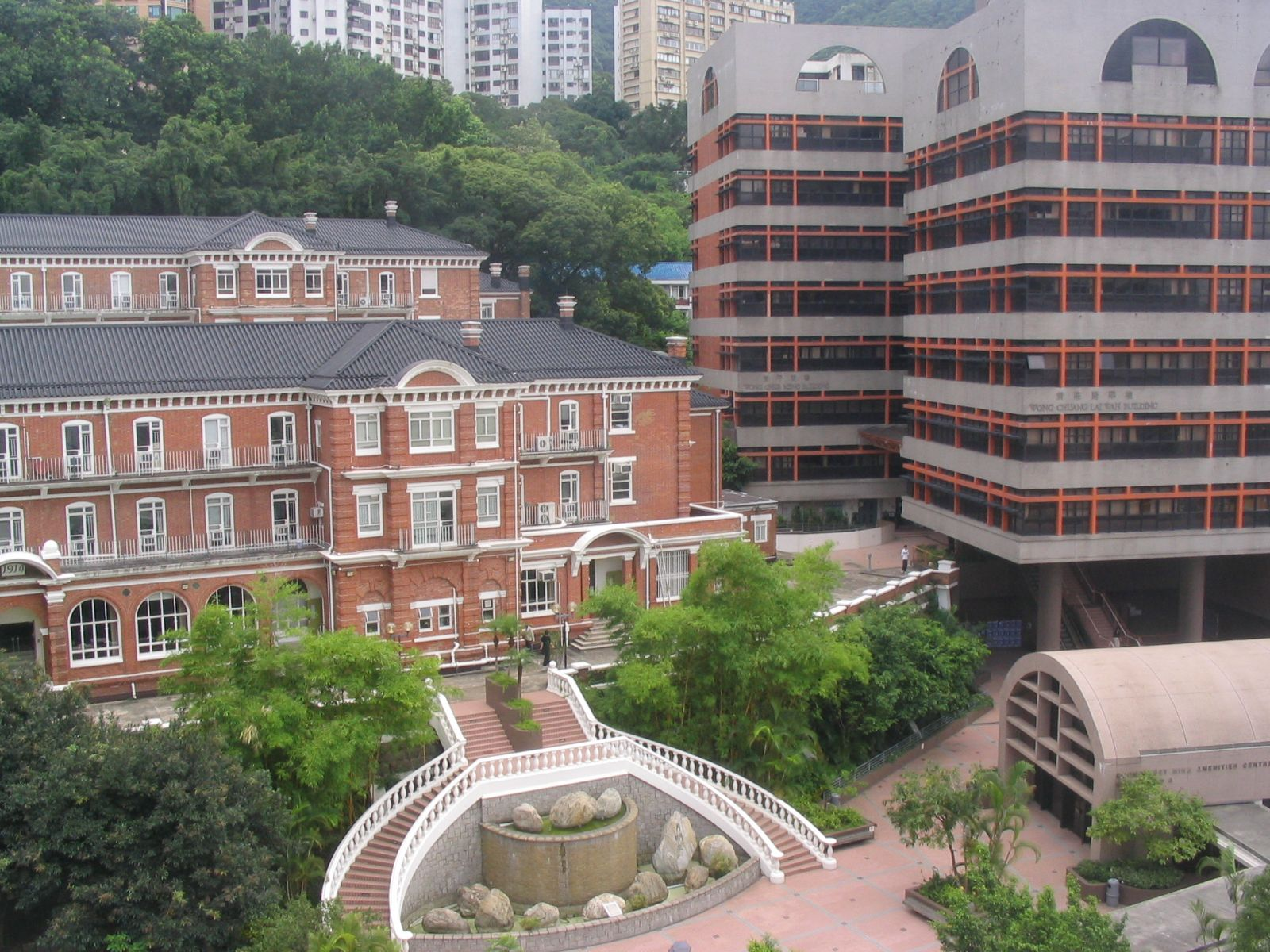
香港大學校園

香港最早記載的學校是錦田力瀛書院，1075年由北宋進士鄧符協所建是類書院和書室屬於私人學校，教授四書五經。而在香港被英國殖民帶來現代化學校之前，舊式書院、書室多設於新界各村落，而香港島則多是私塾。英華書院是香港歷史上最悠久的現存中學，於1818年11月11日在馬六甲成立；香港歷史上最悠久在本地創立的學校則是聖保羅書院，於1851年在香港島創立。而於1887年10月1日，香港西醫書院成立:469。1912年3月11日，香港大學開幕:470。1963年，香港中文大學成立:471。1991年10月10日，香港科技大學開幕:473。
香港特區政府成立後，推行一連串教育制度改革（簡稱教改）。教育統籌局改革主要為香港教育帶來不同教學模式，為部份學生提供更佳學習環境。但是，2012年欲推出德育及國民教育科，引起7月29日「全民行動，反對洗腦」的萬人大遊行示威活動，為一連串反國民教育運動之一，最終沒有推出。而在2019年反送中運動及政府在2020年6月30日推出港版國安法後，政府將通識教育科改為「公民與社會發展科」，以便學生認識國家的政治體制，加強對國民身分的認同。
香港專上教育是香港中學教育之後的教育階段，除了學位課程外，也包括副學士及高級文憑等課程。其於20世紀初正式起步，第一所大學為1911年3月正式成立的香港大學。目前，香港有八間大學教育資助委員會資助的法定公立大學，分別為香港大學、香港中文大學、香港科技大學、香港城市大學、香港理工大學、香港浸會大學、嶺南大學、香港教育大學。香港樹仁大學、香港恒生大學及聖方濟各大學則是私立大學，而香港都會大學（原名：香港公開大學）是唯一一間自資營運的法定公立大學。

### 宗教
宗教信仰自由是香港市民的基本公民權利，並受法例保障；任何宗教團體亦可以在香港辦學，不少宗教團體營運的學校亦受到納稅人資助。源自世界各地的宗教均在香港和諧並存，其中有新教、天主教、佛教、道教、孔教、伊斯蘭教、印度教、錫克教、猶太教等。許多宗教團體除弘揚教義外，也樂心公益，有興辦學校、提供衛生福利設施等。香港最熱鬧的廟宇有以求運籤為主的黃大仙祠:150；還有沙田車公廟。此外還有萬佛寺、寶蓮禪寺、文武廟等:147。

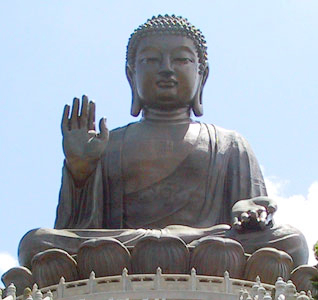
位於香港大嶼山的天壇大佛，為世界上第二大的戶外青銅坐佛
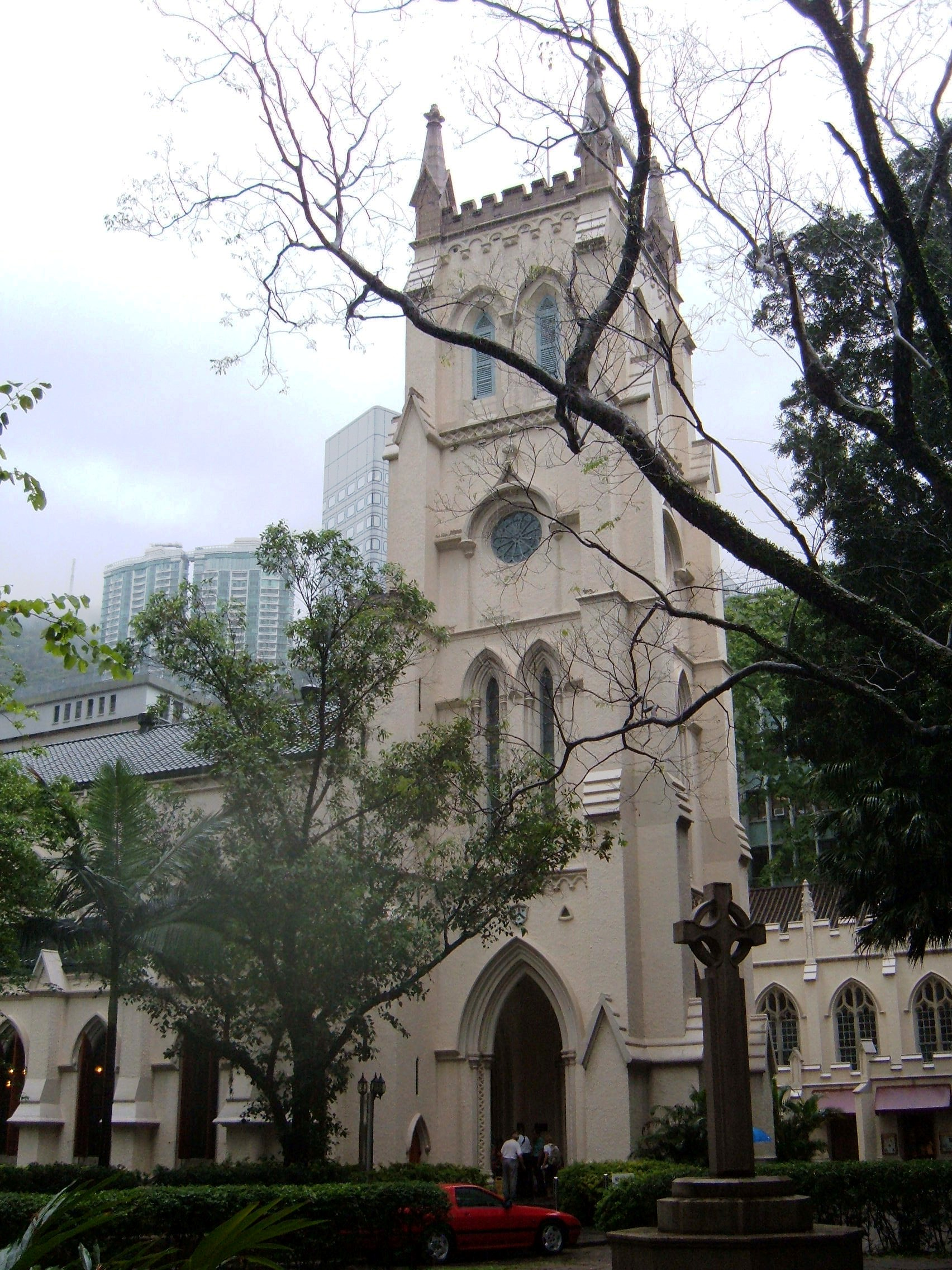
位於香港中環的聖約翰座堂，為香港歷史最悠久的教堂
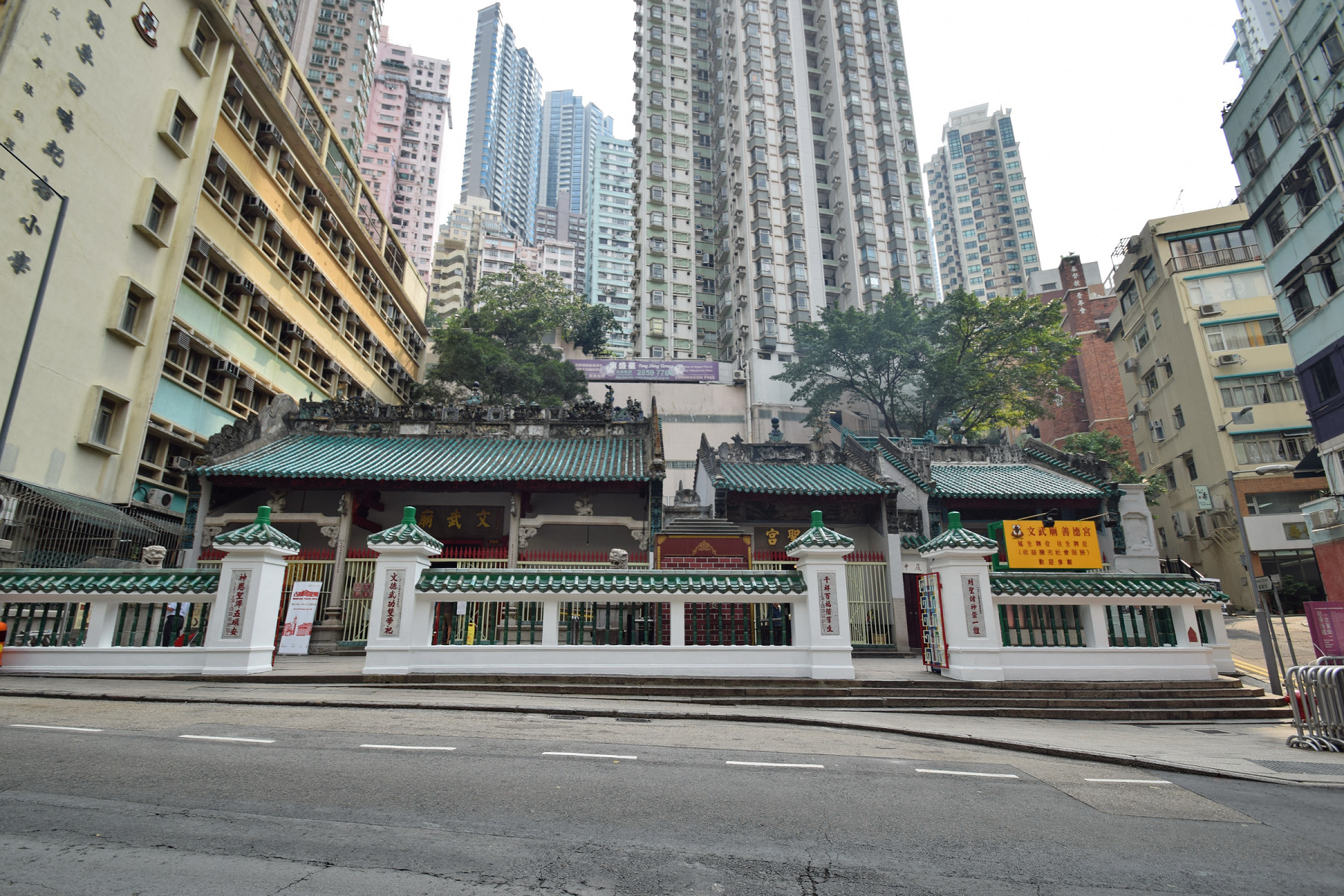
文武廟

### 財富分配
| 年份 | 香港歷年堅尼系數 (變化) |
| ---- | ----------------------- |
| 1991 | 0.476                   |
| 1996 | 0.518(+0.052)           |
| 2001 | 0.525(+0.007)           |
| 2006 | 0.533(+0.008)           |
| 2011 | 0.537(+0.004)           |
| 2016 | 0.539(+0.002)           |

聯合國人居署《2008／2009年度世界城市狀況：和諧城市》報告，以堅尼系數評定城市財富分配平均程度——即「平等程度」的標準。此指數在0和1之間，數值愈低，表明財富在社會成員之間分配愈均勻；反之亦然。通常以0.4為收入分配差距的警戒線。其中亞洲中堅尼系數最高的城市為香港，高達0.53。
香港社會服務聯會2009年研究指，若以全港收入中位數一半為貧窮線，則香港整體貧窮率高達18.1%。貧窮情況在65歲或以上老人中尤其嚴重，達33.9%。香港社會階層難以流動，持專上非學位（主要是高級文憑和副學士）及學位學歷的僱員，所得月收入中位數已分別由1999年的1.6萬元及2.3萬元，下降至2009年的1.3萬元與2.22萬元，即10年內間物價上升，市民實際收入下降。該10年中，在金融機構工作的經理和專業人士收入上升，但同樣職位在其他行業例如運輸、倉務、零售和貿易則多數收入倒退。較低薪技術、文職、服務業和非生產性工人，普遍薪金停滯和下降。

### 中國內地與香港關係
1960年11月15日，香港政府與廣東省寶安縣簽訂協議，每年由深圳水庫供水50億加侖給香港:471。1964年初，中國動工興建東深供水工程，把東江水引入深圳水庫再向香港供水，工程先後3次擴建；中國內地對香港供應淡水，解決香港市民生存之憂，為香港經濟發展注入動力:26。
1962年開始，由武漢、上海、鄭州始發的751次、753次、755次等「三趟快車」，常年向港澳供應鮮活冷凍商品:471。
1978年8月，中國國務院成立國務院港澳事務辦公室:471。
現時每日香港有150個单方面由中央政府審批的單程證配額。
自由行也衍生中國內地孕婦赴港分娩、水貨客、奶粉短缺、幼稚園學位等問題。

### 飲食

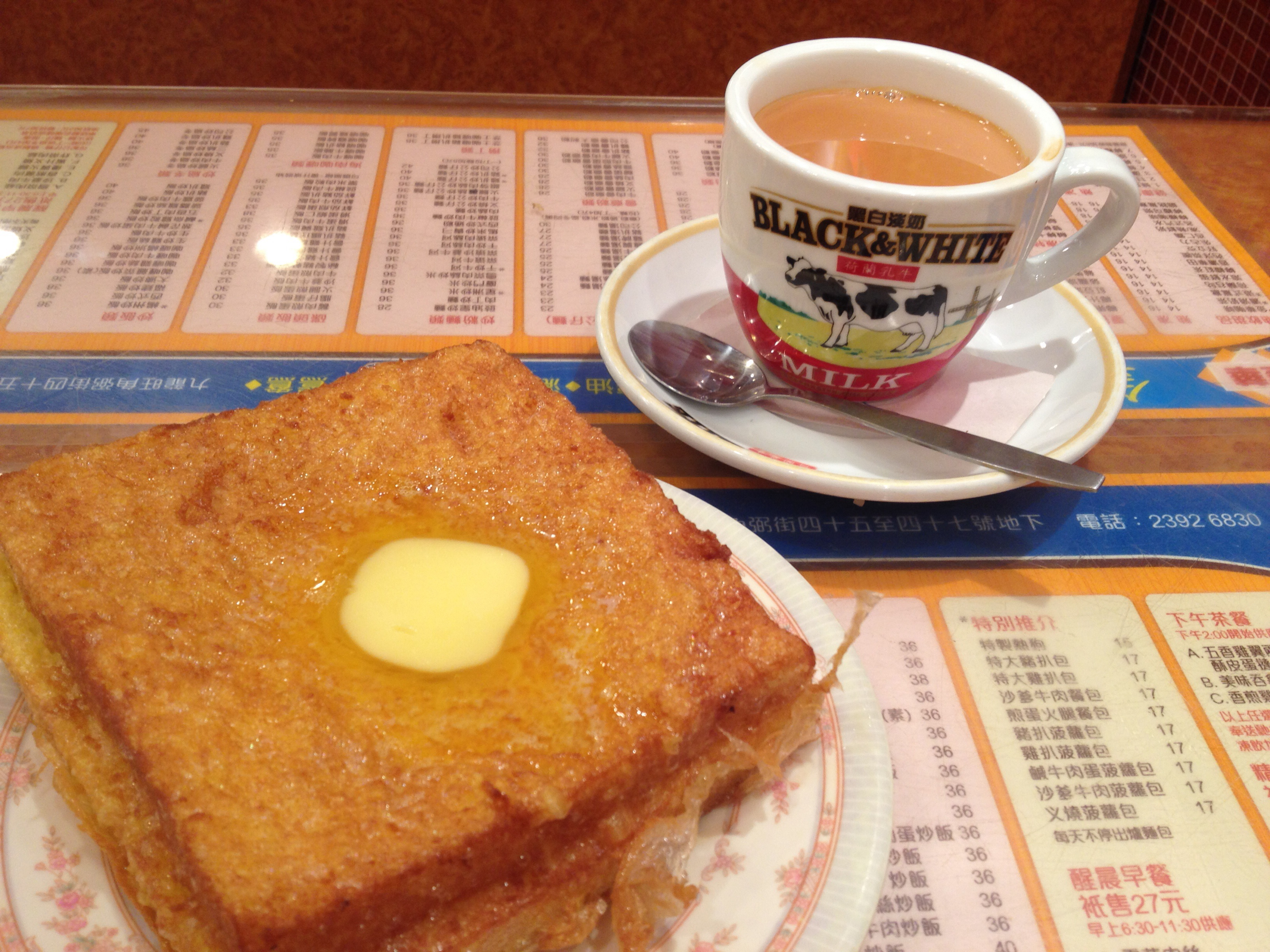
茶餐廳的西多士配港式奶茶

香港人極為重視飲食，除以粵菜聞名外，日、韓、台、越、泰、印度及歐洲的菜系亦十分常見，享有「美食天堂」的稱號。2008年12月，米芝蓮為香港出版美食指南。
早年香港人習慣上茶樓，早上泡一壺茶、叫兩件點心（一盅兩件），成為西方人眼中典型的香港飲食文化。受英國影響，港人同樣喜好下午茶，多數吃一件三文治、蛋撻，喝一杯奶茶或咖啡。
在華洋雜處下，香港發展出名為茶餐廳的獨特餐館，而大牌檔及冰室也曾經是非常普遍的食肆。冰室原本出售三文治、咖啡等廉價西式小食，後來食品種類逐漸增加，又與西菜館和餐室的模式結合，演變成為今日的茶餐廳。茶餐廳引入傳統中國小炒及歐美食物，後來更發展至晚飯小菜，並且自創炒或撈即食麵、菠蘿油（菠蘿包加牛油）、檸檬七喜／檸檬可樂、鴛鴦（港式奶茶加咖啡）等，款式可謂多元化。最早以茶餐廳名義經營的為1946年開辦的中環蘭香閣茶餐廳，1952年開業的蘭芳園則是香港現存歷史最悠久的茶餐廳。茶餐廳噪音是華人特有，是生活實質部分，坦然的不整潔感，風情自由自在:145。
香港深受外來飲食文化影響。中環蘭桂坊、蘇豪區、灣仔及尖沙咀酒吧林立，而慕尼黑啤酒節更由1991年起每年於尖沙咀廣東道舉行；亦有不少從外地傳來的潮流飲食，如來自英國的奶茶、澳門的葡撻、台灣的珍珠奶茶、日本的壽司及美國的家鄉雞、意大利薄餅、甜品芝士蛋糕等。
傳統本地菜以廣東菜、客家菜及潮州菜為主，盆菜則是新界原居民在節慶時的傳統菜。香港臨近海洋，因此海鮮也是常見菜色，亦發展出如避風塘炒蟹的避風塘菜色。另外，位於香港仔避風塘的珍寶王國是著名的海上食府，而西貢市、南丫島、流浮山和九龍鯉魚門也是食海鮮的好地方。
快餐方面，美式快餐主要由麥當勞及肯德基經營，而香港也發展出自己的港式快餐，當中以大家樂、大快活及美心MX等集團為代表；以走高級茶餐廳路線的翠華餐廳，及以中式燒味店馳名的太興燒味，也發展成為港式快餐連鎖店。另外，日本著名蓋飯快餐吉野家及主要經營廣東粥品的海皇粥店，亦先後以連鎖式經營，於1990年代打入香港的快餐市場。
此外，香港街頭小食也多姿多彩，小食中例如魚蛋、雞蛋仔、砵仔糕、煎釀三寶、碗仔翅和車仔麵等均深受香港人歡迎。

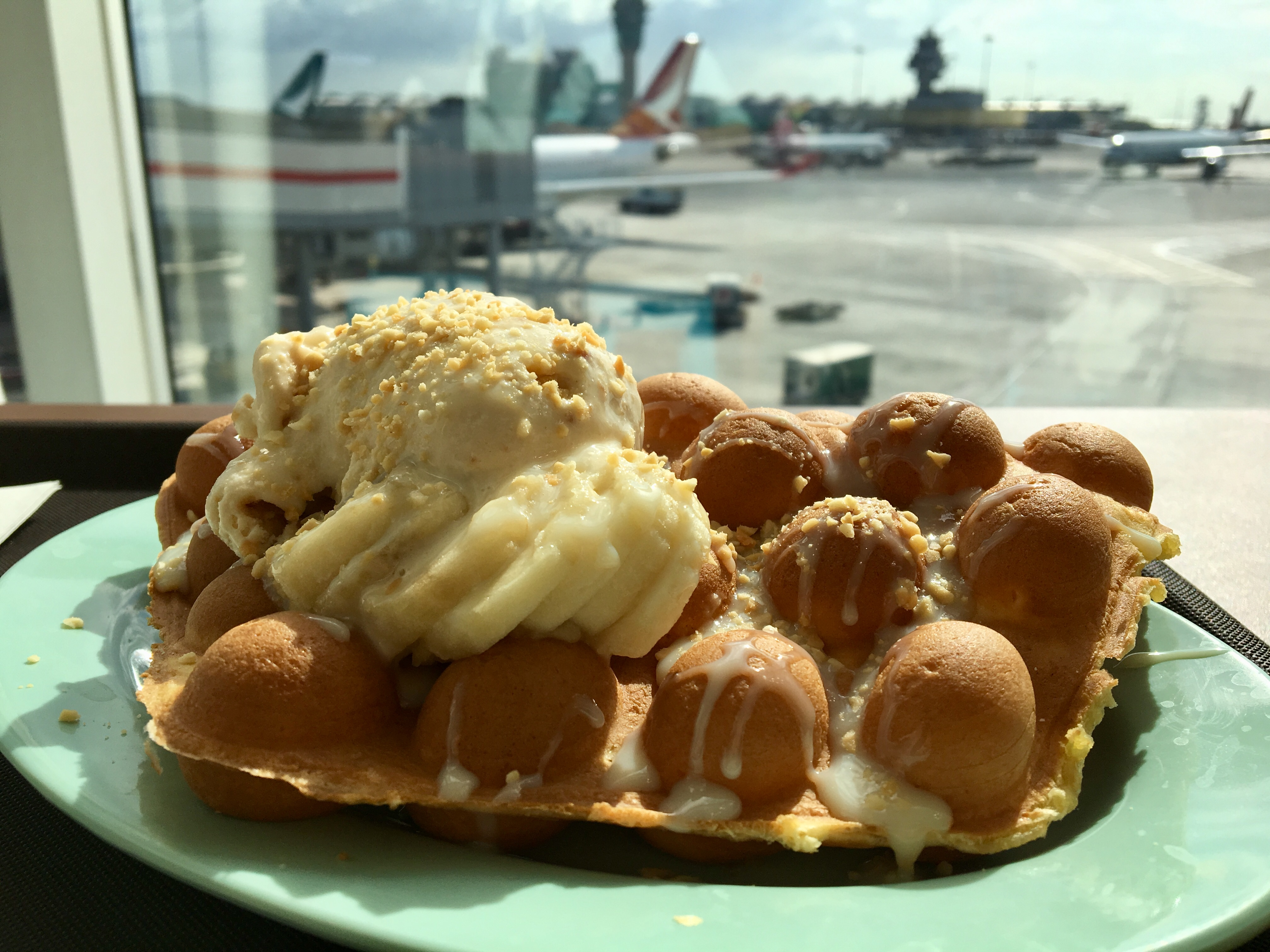
雞蛋仔
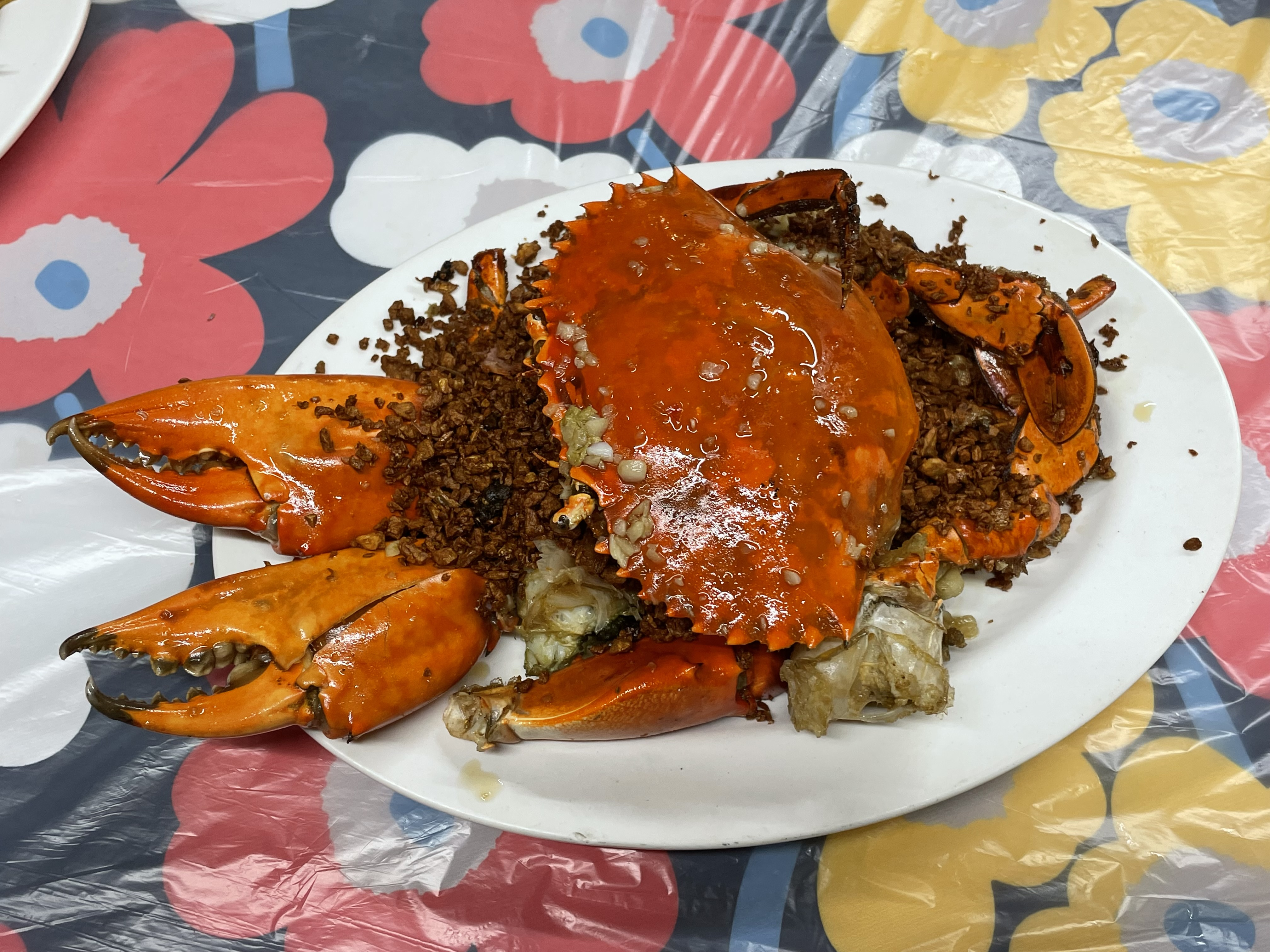
避风塘炒蟹
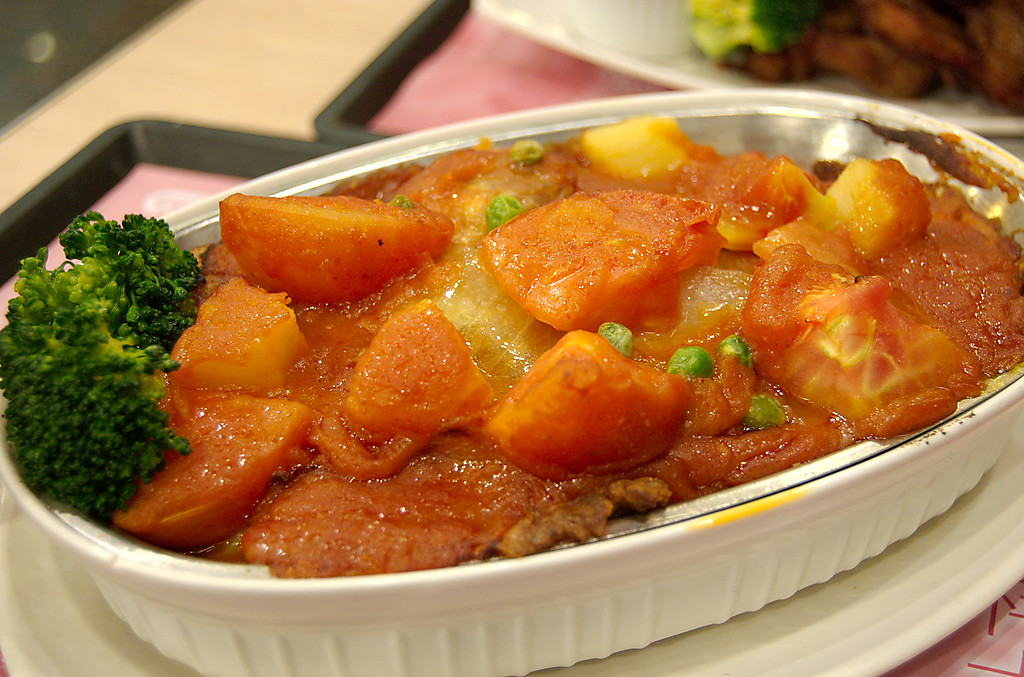
焗猪扒饭，港式西餐的代表性餐点

### 節日
香港有許多中國傳統節日活動，例如端午節龍舟競渡、中秋節野餐賞月、清明節掃墓、重陽節登高踏青、大坑舞火龍等；農曆新年人們盡情吃喝，花車巡遊、非法放鞭炮，按香港傳統習慣以華語互稱：「恭喜發財！」:146與大部分的華人社會一樣，農曆新年是香港最重要的節日，期間最重要的是向各親友拜年。基於英國殖民統治，香港人亦普遍會慶祝西方節日，如聖誕節、情人節、復活節、萬聖節等，呈現出中西交融的特色。
除國際社會主流節日以外，香港亦有不少地方性節日，如大概在每年農曆四月長洲太平清醮，期間長洲居民茹素，並有搶包山、太平清醮等節目:147。

### 體育

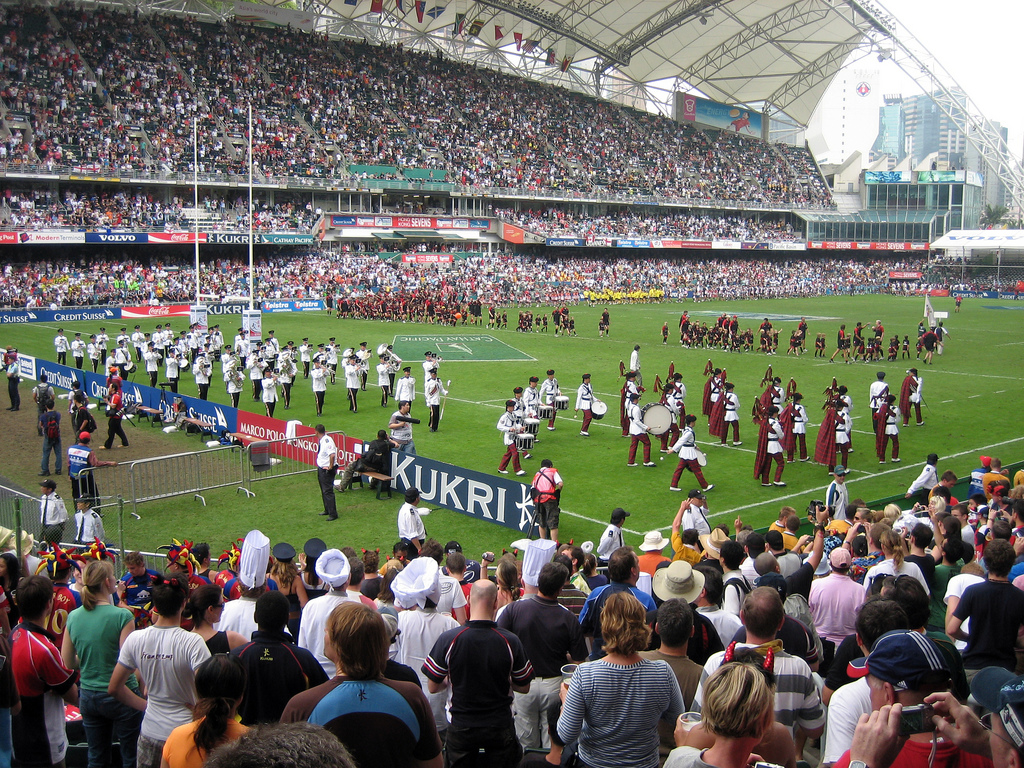
2009年香港國際七人欖球賽

體育運動當中以足球、籃球、橄欖球、乒乓球、單車和跑步較多香港市民參予。香港賽馬歷史悠久，在香港境內為合法賭博運動，有大量馬迷和賭家參與賭博。香港是亞洲最早實行職業足球的地區，為亞洲足協創始成員之香港甲組足球聯賽長期以来是本地最高水平比賽，直至2014年由香港超級足球聯賽取代。除此之外英格蘭足球超級聯賽和歐洲冠軍聯賽的電視直播多年來深受市民喜愛，多個歐洲著名球會在香港擁有大量球迷，並有大量球迷和賭家參與香港的合法足球比賽賭博。香港眾運動代表隊中，尤以足球代表隊、欖球代表隊、單車代表隊、乒乓球代表隊、羽毛球代表隊、滑浪風帆代表隊、三項鐵人代表隊和壁球代表隊為佳。
香港代表團從1952年赫爾辛基奧運起一直參與夏季奧運會，除1980年因抵制莫斯科奧運會外從無缺席。1996年7月29日，滑浪風帆選手李麗珊在亞特蘭大奧運會奪得香港首項奧運金牌:474。李麗珊激動地向記者說：「香港運動員唔係垃圾」。在2000年悉尼奧運會上，香港首次以「中國香港」名義參加奧運。
2004年夏季奧林匹克運動會，香港運動員高禮澤及李靜在男子雙打乒乓球項目中奪得銀牌，為香港取得歷來第二面奧運會獎牌。
近年香港傷殘運動員在殘疾人奧林匹克運動會中奪得佳績：2004年夏季殘奧會中，香港在144個參加國家及地區中居獎牌榜第17位。
2021年7月26日，張家朗在東京奧運男子花劍決賽以15：11奪得香港史上第二面奧運金牌、港隊於東京奧運首面獎牌，賽後稱：「很激動，我沒有想過，因為之前打得不好，其他人則是世界冠軍，自己甚麼都不是，只好放輕鬆打。」他賽後不敢相信自己勝出，形容自己曾面對高低起伏，「只要堅持，唔好咁容易放棄」，希望個人表現證明香港可以在世界佔一席位。2024年7月30日，張家朗在巴黎奧運男子花劍以「決一劍」15：14，奪得香港史上第四面奧運金牌、港隊於巴黎奧運第二面金牌，賽後稱：「香港運動員可以證明比人睇，一個細小地方，可以做到好多事情，唔好因為香港係細小而唔堅持。……唔好放棄，要堅持，就算遇到好多挫折都好，毋忘初心，就算面對不如意，都要堅持到底。」
2024年7月28日，江旻憓在巴黎奧運女子重劍，於一度落後1：7下最終以「決一劍」反勝13：12，首奪女子個人重劍金牌，奪得香港史上第三面奧運金牌、港隊於巴黎奧運首面獎牌，江旻憓喜極而泣稱：「好多謝大家如果有起身無瞓覺睇比賽，多謝你們咁辛苦仲有時差，我終於無輸啦！（意指上屆奧運）我唔想輸得咁肉酸，唔想無打出香港精神咁放棄。（落後時）我就諗返起可以在這個咁靚的皇宮舞台打比賽本來都是我夢想之一，咁我一定要打得好睇，對得住我、劍擊、教練和成個團隊栽陪我，唔可以打到咁樣。……其實我有努力到極致時，我應該是放鬆的，因為我已經做哂所有做到的事，身邊所有人都盡最大能力幫我贏，咁我有咩咁緊張」。
香港由1954年起一直參加亞洲運動會，車菊紅在1986年漢城亞運會保齡球項目奪得第一面亞運金牌。於2006年多哈亞運會，王晨和葉姵延在女子羽毛球單打項目包攬兩個決賽席位，是香港首次在大型運動會包辦金、銀兩牌。

## 文化

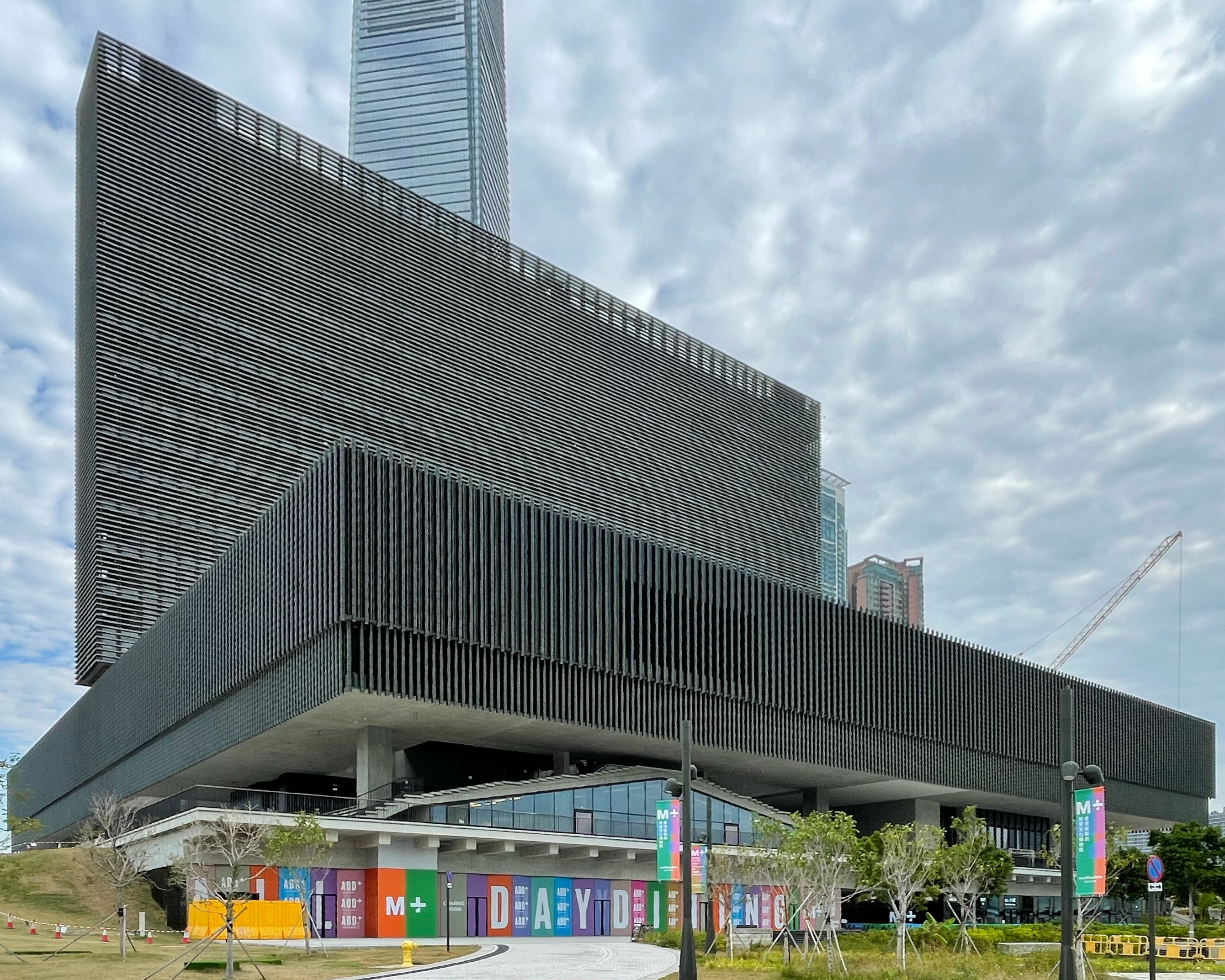
2021年開幕的M+，定位作香港的全球性視覺文化博物館

一位研究香港史學者稱：傳統華人家庭文化和價值觀念並未在現代香港社會消失:25。另一位歷史學者則說：香港社會文化中之中西文化交流和融彙方面最重要是中國農工商傳統之價值和習尚，與英國之教育制度、法律、會計、工程、護理、公共行政、辦公室管理等方面之價值、成規、和習慣之合流；合流造就香港經濟奇跡、和社會面貌之改變；目前雖然尚未見有高超之理論突破，但潛移默化之功，是可以期諸久遠:73。香港大學前校長王賡武教授稱：「香港人可以在新型現代中國人的演化過程中充當一點催化劑的作用。……特別行政區將有助於中國人吸取外部世界最有活力的文化，以新鮮的觀念豐富中國通俗文化。香港及其他中國沿海華人會成為促進國家發展的重要力量。」:866古老的品味偏好和習性依然，中樂和聲承受住搖滾和西洋古典音樂的來襲，麻將仍是主流消遣；陰陽曆並用，十二生肖紀年在香港華人社會仍是主流:149。

### 哲學
香港哲學不屬於諸子百家與西方哲學，但兩者皆對其影響甚大，加上其他文化影響，遂產生香港哲學。於1950年代末至1960年代初，香港文學雜誌大量出現有關存在主義之作品。於知識論方面，李天命於1981年完成《語理分析的思考方法》，主張邏輯實證主義。

### 文學

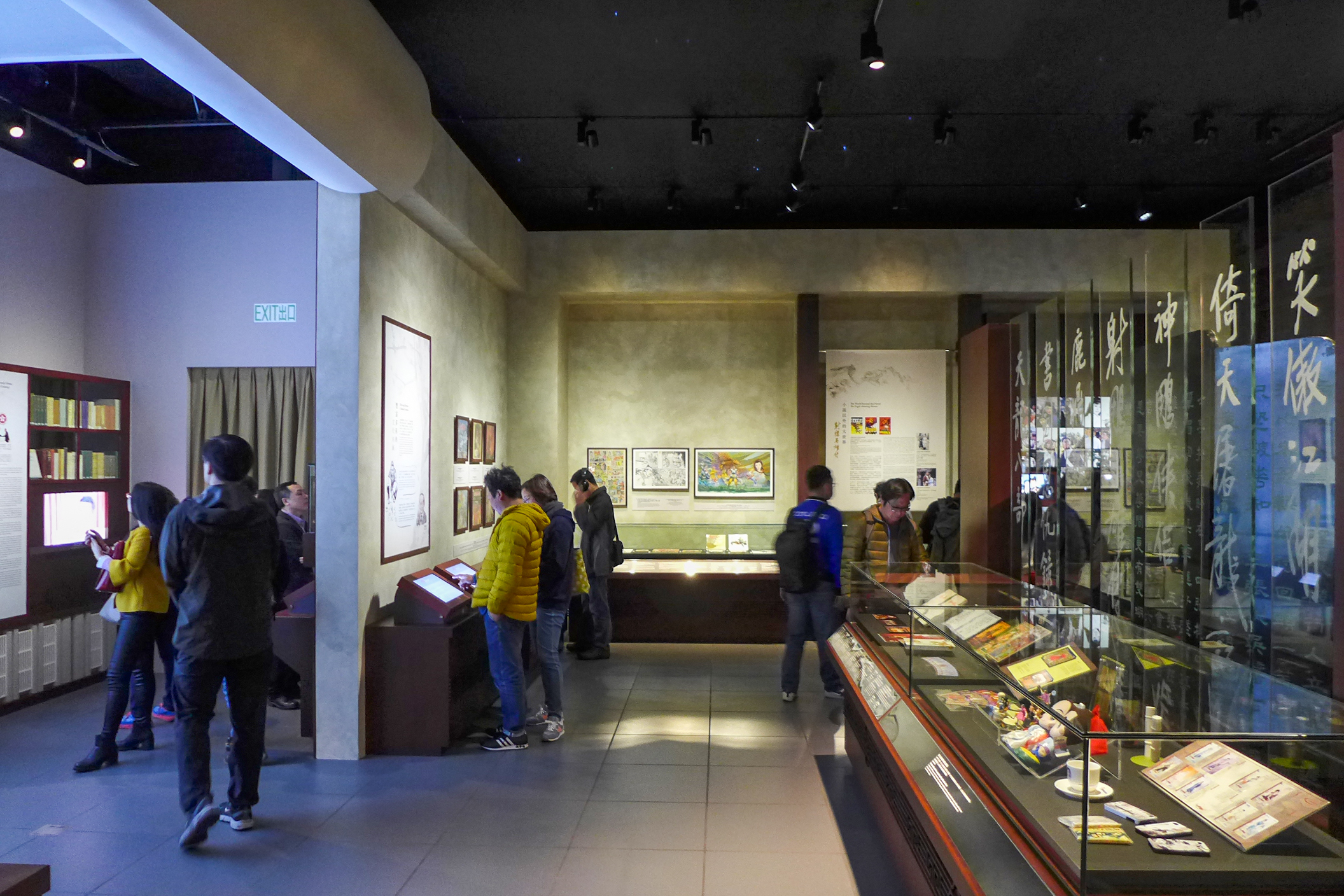
香港文化博物館的金庸展廳館

香港文學是指20世紀起香港在特殊歷史和政治影響下發展的文學。過去香港曾經英國統治，中西文化交流頻繁，在海峽兩岸分治下，香港也是兩岸接觸的橋樑。旅港、居港及本土文人都促使香港文學發展。過往香港被詬病為「文化沙漠」，缺乏文化氣息，但香港文學仍在華人文化中佔一席位。曹聚仁的《酒店》、徐速的《櫻子姑娘》、唐人的《金陵春夢》、劉以鬯的《酒徒》，都是南下作家的重要作品:445。通俗文學中的新派武俠小說，尤以金庸、梁羽生的作品節奏緊、言辭優、情味濃、意境深，風靡全球華人:446。1960年代後，依達、亦舒、嚴沁、岑凱倫、林燕妮等言情小説作家登場，作品溫柔多情:446。倪匡的科幻小說結合科幻與現實，浪漫又情理細緻，多部作品形成「衛斯理科幻小説系列」:446-447。1980年代末，梁鳳儀推出「財經小説」:448。

### 動漫
香港漫畫受日本漫畫和歐美漫畫雙重影響，在製作過程上吸取歐美漫畫工業化製作流程，帶典型流水綫製作特點，分工細緻，由主編統籌主筆，團隊協力製作，畫風以歐式爲主，兼及水墨，在內容上及人物設定上受到中國文化傳統武俠觀念影響，情節曲折細膩，題材廣泛，多數作品商業色彩濃厚，題材兼及科幻、社會，娛樂，勵志、黑幫、搞笑等。隨著電腦和網際網路日漸普及，民間獨立創作的漫畫在網路上出現。

### 影視

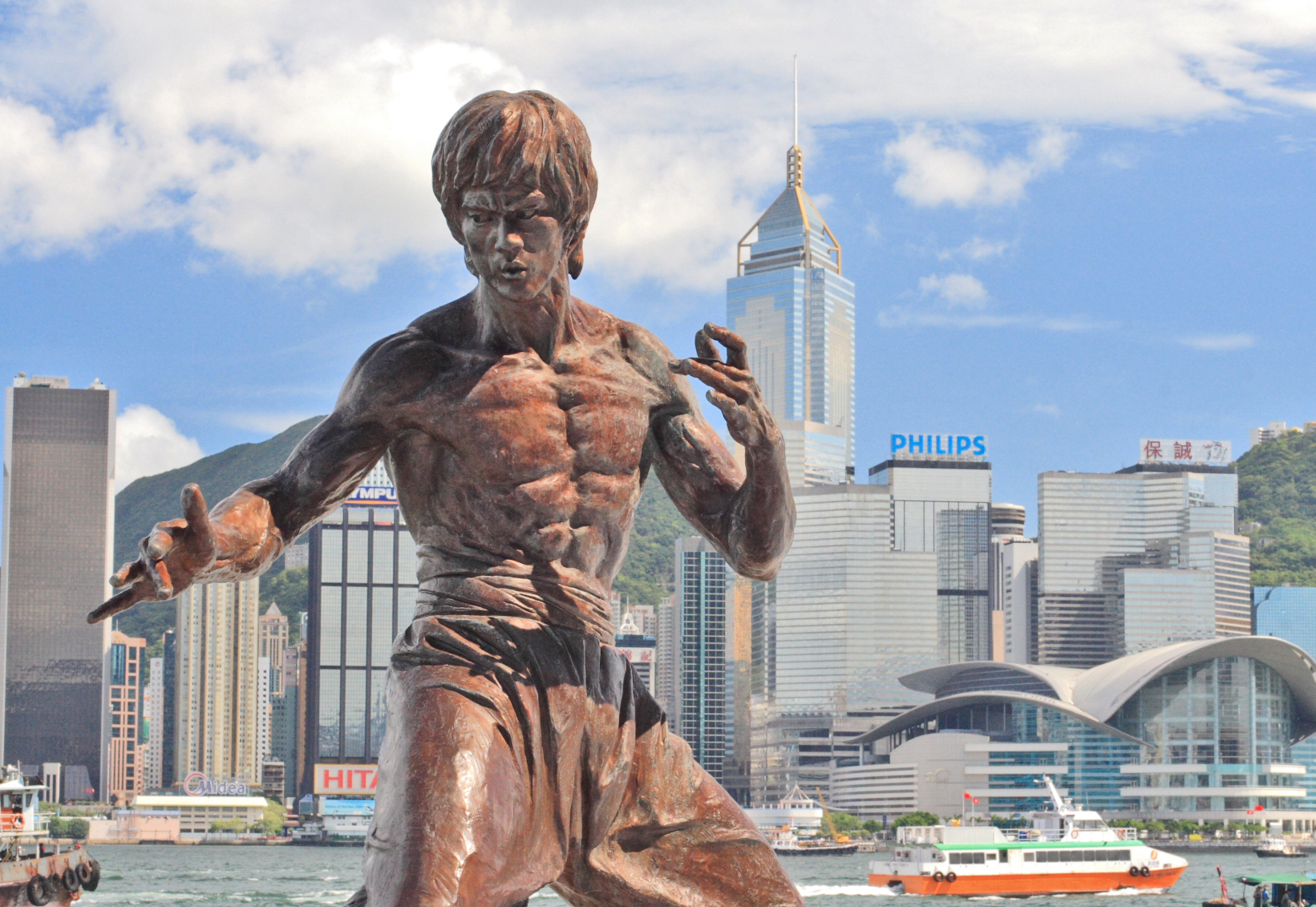
星光大道上的李小龍像

香港電影始於1913年黎民偉編演的首部港片《莊子試妻》。任劍輝、白雪仙的演出亦獲傳頌數十年。1957年5月，麗的映聲啟播，1981年改稱麗的電視，1982年9月改為亞洲電視:457。1967年，香港第一家無綫電視電視廣播有限公司正式啟播:471。李小龍電影《唐山大兄》、《精武門》、《猛龍過江》和《龍爭虎鬥》，塑造一系列追求平等尊嚴、嫉惡如仇的英雄形象，在西方掀起「功夫熱」:455。許冠文、許冠傑、許冠英兄弟的《鬼馬雙星》、《半斤八兩》等開拓喜劇電影，粵語電影得以重返影壇，取得成功:453-456。
踏入21世紀，隨著網络媒介興起，香港實體唱片銷量減少。
2022年，香港首部科幻電影《明日戰記》上映。
2023年4月16日，奧斯卡影后楊紫瓊擔任第41屆香港電影金像獎最佳新演員頒獎嘉賓，在台上鼓勵一眾香港新演員：「1986年我演《皇家師姐》獲最佳新演員提名，所以希望大家 never give up ，永不放棄。」

### 流行文化
香港獲譽為「華人流行文化之都」，最大貢獻是将流行文化帶入華人世界，香港文化向全球輸出東方之珠的魅力，獲譽為「華人娱樂碼頭」。

#### 粤语流行音樂
粵曲是香港早年普及娛樂，隨著1920年代「省港班」興起，薛覺先和馬師曾等人士著手改良歌唱腔調，出現薛馬爭雄的粵曲黃金時代。此時香港流行文化與廣州一衣帶水，如省港班就是穿梭港粵兩地以至到東南亞演出，並未形成獨特香港文化。1950年代，香港開始汲取上海普及文化，加上歐美多年影響，1950年代至60年代都以華語流行音樂和歐西流行音樂為主，粵語流行音樂還未普及。
1970年代起，蓮花樂隊主音歌手許冠傑於無綫電視特備節目《雙星報喜》中首次唱出和兄長許冠文共同創作的《鐵塔凌雲》一曲，大獲好評，該曲字詞文雅、秀麗，擺脫一般粵語流行曲給人粗俗不堪的印象，從而帶動一股粵語流行曲潮流，其後「粵語流行曲」蓬勃發展；另一方面，粵語流行曲熱潮亦有賴《家變》、《狂潮》、《小李飛刀》等電視劇主題曲。在1976年至1983年間，當時流行曲多以電視劇主題曲為主。
1980年代，除許冠傑外，關正傑、譚詠麟、梅艷芳、張國榮、羅文、陳百強、徐小鳳、林子祥等均係當時樂壇著名歌手，而本土樂壇具有相當潛力的新人亦不斷湧現，包括張學友、林憶蓮、葉蒨文和陳慧嫻等人，香港音樂產業欣欣向榮。香港粵語流行曲通過電台播放而普及起來，再加上形象包裝及演唱會熱潮，粵語流行曲逐漸建立自身獨特感；不過，當時粵語流行曲參照大量日本流行音樂及西方音樂，譬如樂與怒、藍調、民歌等。由於日本歌曲富時代感，改編日本歌曲成為熱潮。同時，香港開始湧現本地原創音樂樂隊組合，例如Beyond、太極樂隊、達明一派、及女子組合夢劇院、Face To Face等。
1990年代，張學友、劉德華、郭富城和黎明合稱「四大天王」，張學友唱片品質及銷量在1990年代中期曾矚目歐美，成為國際明星，其使香港本土音樂作品對外影響力達到巔峰。另外Beyond樂隊亦相當受歡迎，更曾到日本登台。此時，女歌星陳慧琳、王菲、鄭秀文、楊千嬅在樂壇亦地位重要，與四大天王不遑多讓，影響遍及中國內地和東南亞等地。
進入21世紀，謝霆鋒、古巨基、陳奕迅、容祖兒、何韻詩、謝安琪、楊千嬅、張敬軒、衛蘭、薛凱琪和吳雨霏等歌手，以及Twins、Rubberband、Supper Moment、Dear Jane等組合，深深影响香港流行文化。另外，不少歌手以唱作人身份出道，往往兼任作曲人、填詞人和歌手，如唱作四小強：王菀之、張敬軒、張繼聰和方大同。
2010年代末至2020年代，香港本地組合如MIRROR、ERROR、P1X3L、After Class、COLLAR、MC $oHo & KidNey等相繼成立。姜濤、盧瀚霆、呂爵安、陳卓賢、林家謙、張天賦、炎明熹、曾比特、梁嘉茵、陳蕾等新力軍為香港樂壇注入一股活力。這些組合及歌手令更多香港人重新關注廣東歌文化。

### 另類文化
香港人口密集，加上科技日漸發達促使傳媒發展迅速，另類文化能於大眾社會廣泛流傳。例如曾灶財為香港創造新文化，政府更保育他的書法作品；亦有港式幽默、無厘頭文化等。

### 傳媒

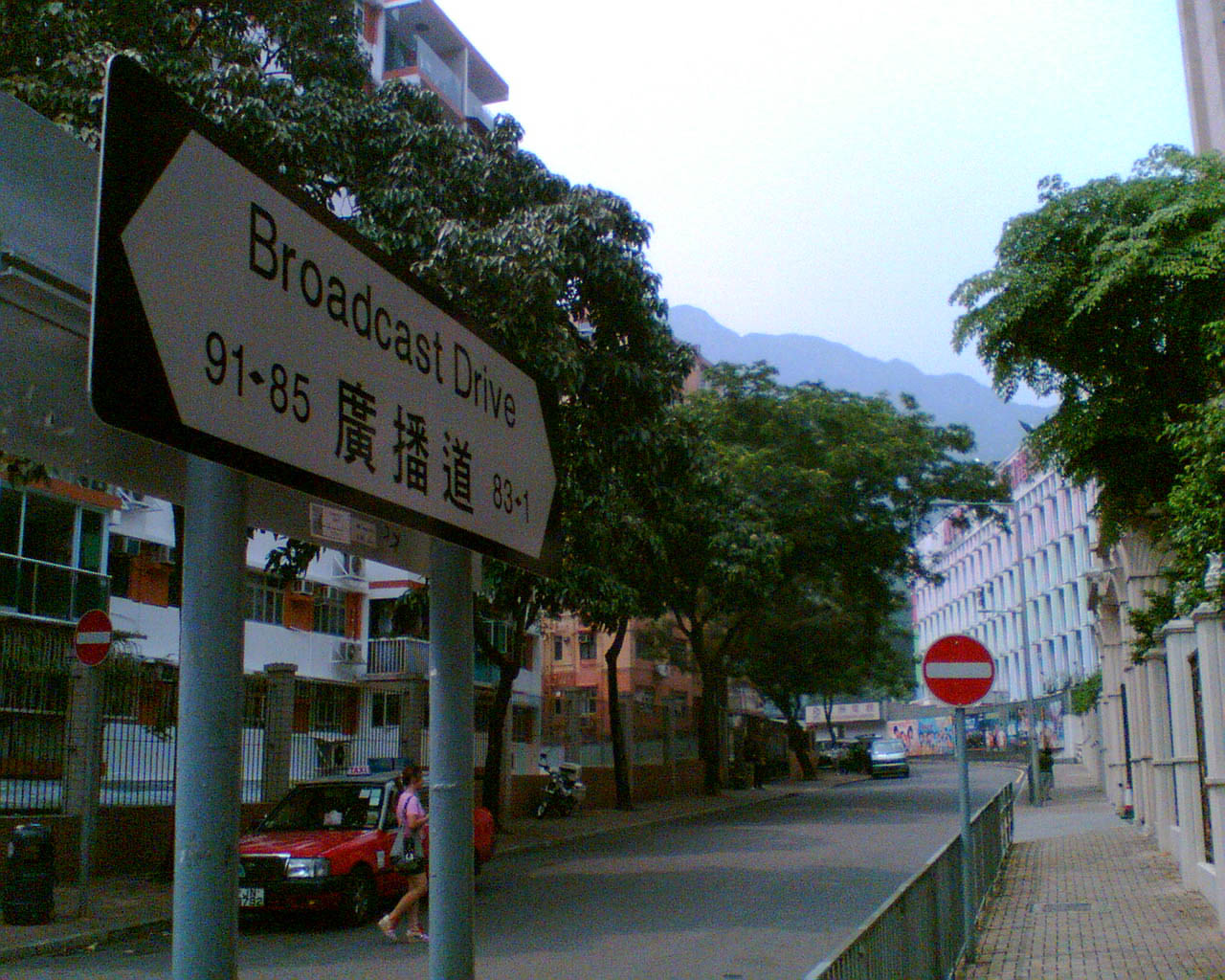
九龍塘廣播道，於1970年代曾為三間電視台及兩間電台的所在地

香港廣播事業可追溯至1928年，香港電台的前身「GOW」電台在香港啟播。而香港第一間有線電視台麗的映聲（亞洲電視的前身）就在1957年啟播，更是全球華人地區首家電視台。及至1967年香港第一間無線電視台電視廣播有限公司啟播，電視廣播進入免費年代，令電視機在香港普及起來。
時至今日，香港有公營廣播的港台電視，私營機構就有無綫電視、香港電視娛樂及奇妙電視三間免費電視台；另外，香港有線電視（已於2024年6月1日停播）和now寬頻電視則提供收費電視廣播服務。還有其他公司透過不同媒介，例如衛星電視、網絡電視（香港電視網絡、杜汶澤喱騷），提供非本地電視廣播節目，其中鳳凰衛視於香港設立總部。
電台方面，公共廣播機構香港電台之外，三間商營電台香港商業電台、新城電台、香港數碼電台分別於1959年、1991年及2010年成立。隨着通訊科技普及，在21世紀初，網路電台、網誌、等新式電子媒介也逐漸流行。
香港早期報章都由西方人開辦，包括香港第一份英文報《香港公報》（1841年），和香港第一份中文報《遐邇貫珍》（1853年）。1874年香港出現第一份中國人辦的報章《循環日報》。爽報已於2013年10月21日起停刊；《蘋果日報》則因被特區政府凍結運作資金，被迫於2021年6月24日停刊。現時，不計4份免費報章（am730、香港仔、頭條日報、英文虎報），香港中文報章每份售價為港幣6至10元，英文報章則售價為10及14元。也有不少只報導香港賽馬消息的報章，俗稱「馬經」。而其他地區所印制的報刊普遍比本地報章昂貴：中國內地报纸普遍售2-6元不等，视乎售卖地區；韓國普遍賣10元、日本約15元，歐美更貴。

## 官方象徵

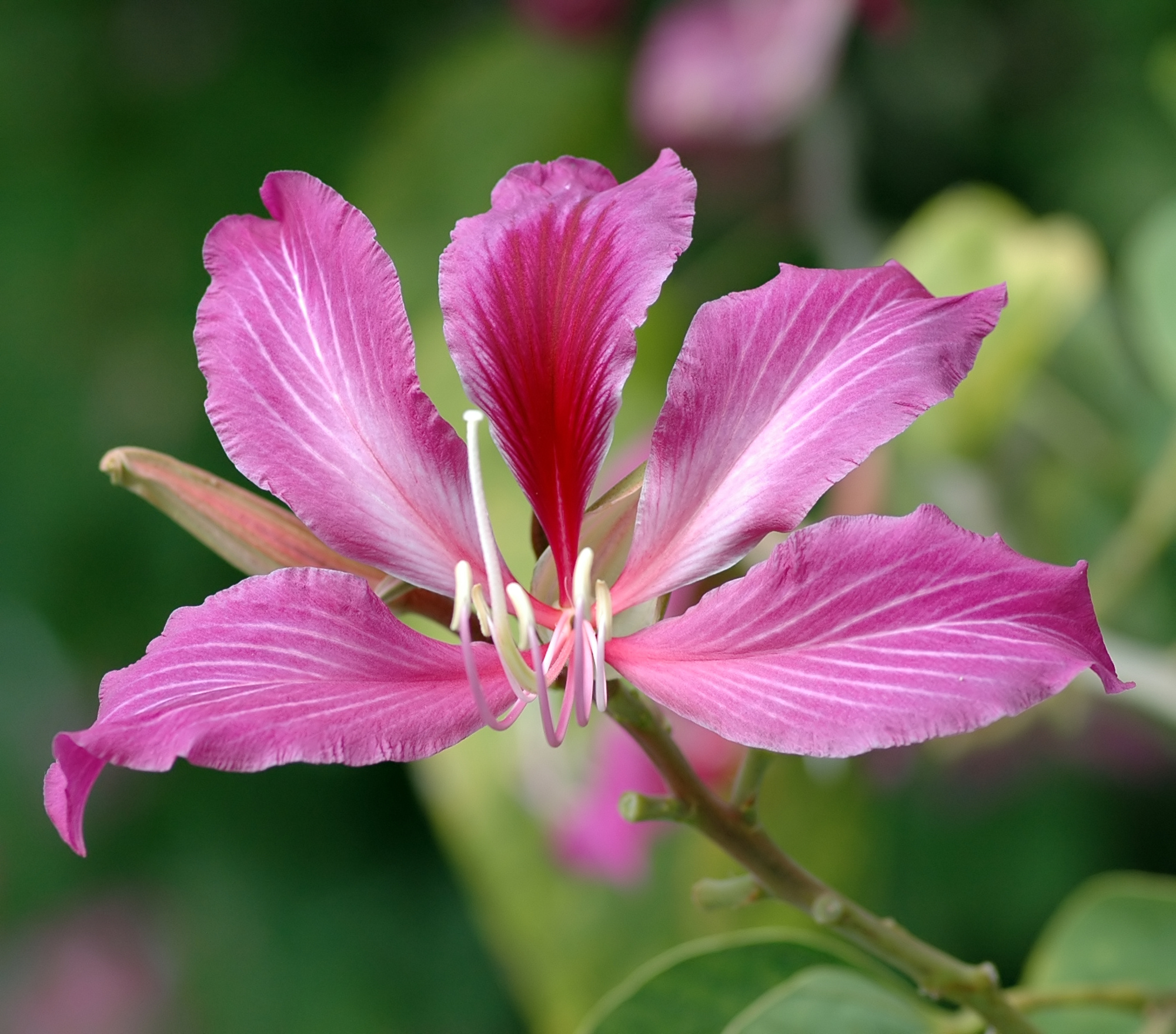
香港市花洋紫荊

19世紀末，香港發現新物種——洋紫荊，其學名以時任港督卜力為名（Sir Henry Arthur Blake）命名（Bauhinia blakeana）。1960年代獲市政局採納為標誌，1965年獲定為香港市花，後來在《基本法》草議過程中獲選為香港區旗和香港區徽的設計藍本，唯在基本法中被「去洋化」訛稱為紫荊花。
於英國殖民地時代，除洋紫荊外，更會以阿群帶路圖及帆船為官方或重要物件的紋飾，如香港警察徽章、香港上海滙豐銀行有限公司和香港殖民地旗幟上的圖案等。2000年2月，香港策略發展委員會向時任行政長官董建華提出建立香港品牌的計劃，並設立跨部門工作小組籌備香港品牌計劃。最後港府以900萬港元委託顧問公司，設計代表香港的飛龍標誌，並定位香港為「亞洲國際都會」。

## 國際地位
香港曾多次於由瑞士洛桑國際管理學院發表的《世界競爭力年鑑》中名列前茅，2025年排名第3。由世界經濟論壇所出版的《全球競爭力報告》中，香港名列前矛。
香港曾在2012年獲《經濟學人》評選為「全球最宜居城市」。但2022年其排名跌至第77位。
香港是個中西文化滙聚的大都會，亦因此獲國際旅遊指南《寂寞星球》評級為2012世界十大旅遊城市；香港獲國際企業顧問公司「GOOD Corps」旗下刊物《GOOD Magazine》列為「2014好城市排名」榜首。
香港曾被認為是廉潔地區，根據《二零一六年全球貪污風險評估指數》，香港在全球一百九十九個國家或地區中排名第四，貪污風險為全球第四低，在2022年已跌至第12位。而在透明国际发布的全球廉潔指數中，2024年香港排名全球第17名。
香港在世界銀行集團發表《「營商環境成熟度評估」2024報告》中屬表現最好的十個經濟體之一。
而在GaWC公佈的世界全球城市列表中，香港的排名在2020年僅次於倫敦、紐約，位列第二類別的「Alpha+」城市。
2024年，英國Z/Yen集團與中國（深圳）綜合開發研究院聯合發布第36期《全球金融中心指數》報告中，香港的總排名為全球第3位，居亞太區榜首。
香港在《世界經濟自由度2024年度報告》中獲評為全球最自由經濟體。

## 外部連結
基本資料
- 香港政府一站通（页面存档备份，存于）
- 美國中央情報局 - CIA - World Factbook（英文）
- 香港政府新聞處刊物 - <見·識 香港>小冊子

地圖及衛星照片
- GoogleMap（页面存档备份，存于）
- 中原地圖（页面存档备份，存于）
- 黃頁地圖（页面存档备份，存于）
- OpenStreetMap上有關香港的地理

照片
- Flickr - 標籤為香港的相片
- Flickr - 香港群組（页面存档备份，存于）
- 照片评论（页面存档备份，存于）

旅遊
- 香港旅遊發展局（页面存档备份，存于）
- 維客旅行上的香港（页面存档备份，存于）
- 香港旅遊指南 （页面存档备份，存于）